# Geschichte der Seefahrt

Die Geschichte der Seefahrt umfasst die Entwicklung des Befahrens von Ozeanen und Meeren mit Schiffen und Booten von der Urgeschichte bis zur Gegenwart. Die Seefahrt dient den Menschen bereits seit etwa 120.000 Jahren zur Fortbewegung über die Meere.

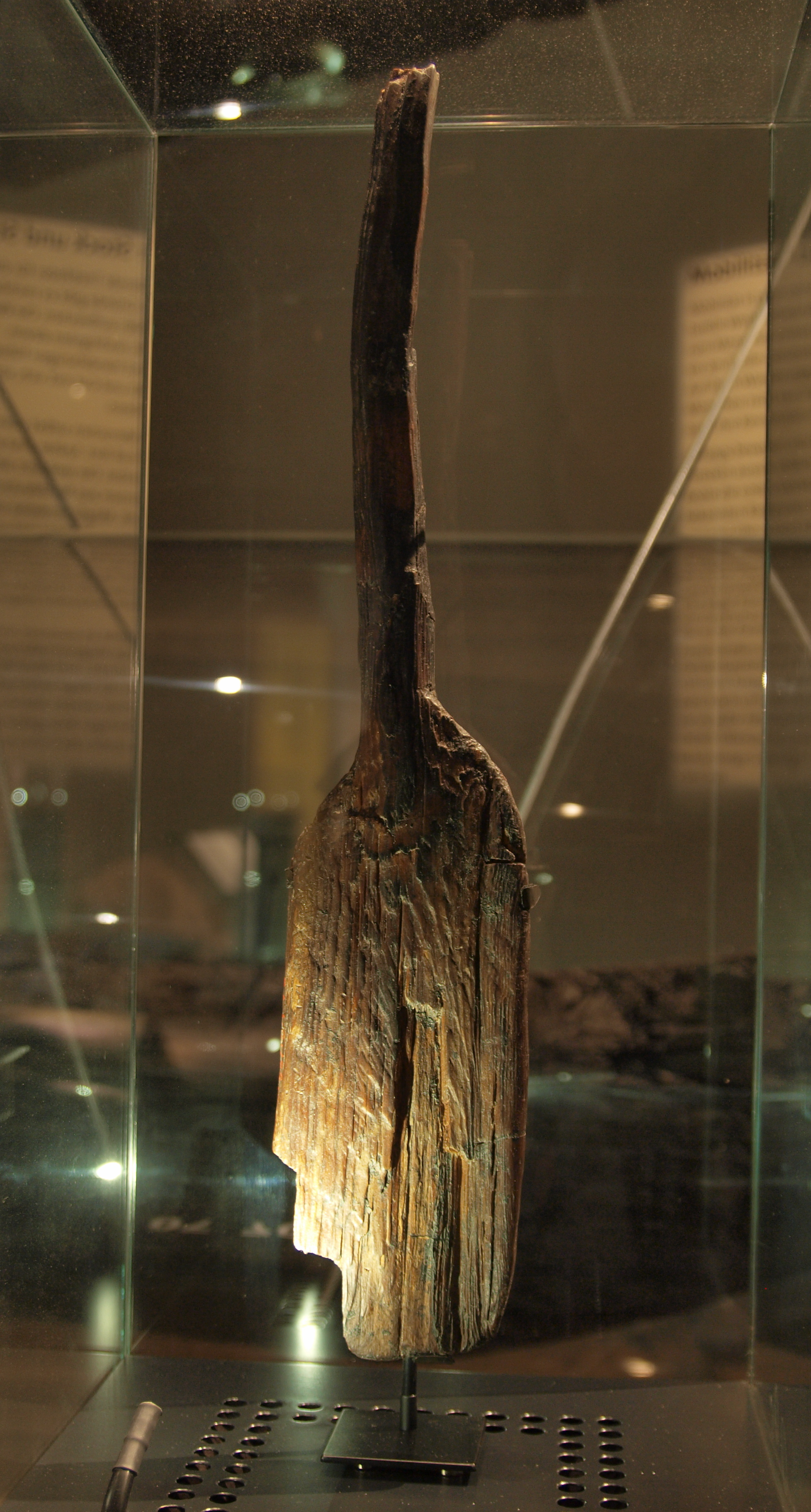
Das Paddel von Duvensee

## Beginn der Schifffahrt
- etwa 120.000–60.000 v. Chr.: Mittelpaläolithikum: einfache Wasserfahrzeuge wurden möglicherweise schon während der mittleren Altsteinzeit verwendet; dies lässt sich bisher nicht sicher nachweisen.
- etwa 70.000–10.000 v. Chr.: Jungpaläolithikum: Erste Hinweise wie Knochenharpunen und Angelhaken (um 20.000 v. Chr.) stammen aus der jüngeren Altsteinzeit in Europa. Sie belegen aber lediglich Fischfang, der auch vom Ufer aus erfolgt sein kann.
- etwa 40.000–10.000 v. Chr.: Amerika: Im letzten Eiszeitalter wanderten Menschen über die Beringstraße in die Neue Welt ein. Diese war damals keine Meeresstraße, sondern eine über 100 Kilometer breite Landbrücke, die Sibirien und Amerika verband. Mit dem Abschmelzen des Eises wurde sie überflutet; sie wurde mehrfach von seefahrenden Stämmen durchquert. Nach neueren Theorien sind erste Einwanderer mit Booten entlang der Küste Ostasiens über Alaska zur Westküste von Amerika eingewandert und diese entlang verhältnismäßig schnell bis nach Südamerika gekommen.
- um etwa 40.000 v. Chr.: Australien: Aus dieser Zeit stammen die frühesten Besiedlungsspuren auf dem Kontinent. Während der letzten Eiszeit hat durch niedrigen Wasserstand beinahe eine vollständige Landverbindung von Südostasien nach Australien bestanden. Nur bei der heutigen Makassarstraße und dem Timorgraben war sie von einem etwa 100 km breiten Ozean unterbrochen. Die ersten Siedler in Australien müssen auf ihrer Wanderung diese Wasserstraße überwunden haben und können als die ersten bisher bekannten Seefahrer bezeichnet werden.
- um 30.000 v. Chr.: Ozeanien: Im Pazifik werden neben Australien auch auf dem Bismarck-Archipel und auf Buka in den nördlichen Salomonen Spuren des Menschen gefunden. Das sind vor allem Feuerreste und Muschelschalen. Auch diese Menschen müssen bereits kurze Meeresstrecken mit Wasserfahrzeugen bewältigt haben.
- um 21.000 v. Chr.: Japan ist in der letzten Eiszeit über Sachalin mit Sibirien, über die Straße von Tsushima mit Korea und über Okinawa und Formosa mit dem chinesischen Festland verbunden. Küstenschifffahrt ist schon für die damalige Zeit nachgewiesen. Vor der Küste von Honschu wird auf der Insel Oschima in der Kanto-Ebene, Obsidian gefunden, der von der 60 Kilometer entfernten Insel Kōzu-shima stammt.
- etwa 20.000–10.000 v. Chr.: Indien: Die Kulturschichten des Jungpaläolithikums finden sich vornehmlich an Rändern großer Flüsse. Spätestens ab dieser Zeit haben Menschen begonnen, ihre Siedlungsgebiete von Steppen und Berghängen an Binnengewässer zu verlegen.
- etwa 15.000–10.000 v. Chr.: China: Gegen Ende der letzten Eiszeit existiert im Norden des Landes und in der heutigen Mongolei an den damals noch zahlreichen Binnengewässern eine frühe Jäger- und Fischerkultur. Harpunen und Muschelreste aus dieser Zeit wurden gefunden.
- um 12.000 v. Chr.: Oberägypten: Am Nil werden bei Abd el-Quadir und Dschebel Sahaba frühe Siedlungen von Jäger- und Fischerkulturen festgestellt. Die Bedeutung der Fischerei zeigt sich besonders bei den Funden in der Catfish Cave (Wels-Höhle).
- um 10.000 v. Chr.: Sibirien: In der Nähe des Baikalsees werden die bisher ältesten Harpunen und Fischernetze dieser Gegend gefunden. Sie zeigen, dass damals Menschen im südlichen Sibirien weitgehend vom Fischfang gelebt haben.
- ab etwa 10.000 v. Chr.: Nordeuropa: Nach dem Abklingen der letzten Eiszeit folgen die Menschen dem nach Norden wandernden Großwild. An der nordeuropäischen Küste entwickeln sich Jäger-und-Sammler-Kulturen, die sich wesentlich von Fischen und Muscheln ernähren. Diese Leute besiedeln die Küstengebiete von Skandinavien, das ab dem 8. Jahrtausend eisfrei wird. Sie bauen die ersten Boote in Nordeuropa mit Fellen über einem Gerüst aus Holz oder Geweihstücken.
- etwa 9500 v. Chr.: Nordeuropa: Aus südfinnischen Torfmooren können die Reste von Fischernetzen datiert werden. Aus der gleichen Zeit stammt das Paddel von Star Carr, das 1948 in der Nähe von Scarborough an der Nordseeküste von Mittelengland gefunden wurde. Dies ist einer der ältesten Hinweise auf frühen Bootsbau. Etwas jünger ist das in Schleswig-Holstein gefundene Paddel von Duvensee, das um 6500 v. Chr. geschnitzt wurde.
- 9. Jtd. v. Chr.: Mittelmeer: Etwa um diese Zeit dürften auch die Menschen im Mittelmeerraum kurze Strecken offenen Meeres mit Wasserfahrzeugen überwunden haben. Auf der Insel Skyros in der Ägäis und auf Zakynthos im Ionischen Meer sind aus dieser Zeit vom Festland stammende Mikrolithe der frühen Mittelsteinzeit gefunden worden.
- um 8300 v. Chr.: Kleinasien: Bereits im frühen Neolithikum wird von der Südküste aus, dem heutigen Pamphylien, Handel mit Obsidian aus dem mittleren Kleinasien nach Syrien und Palästina betrieben. Das zuvor menschenleere Zypern wird besiedelt.

## Die Entwicklung der Seefahrt
- Um 7000 v. Chr. beginnen die Menschen, Wasserfahrzeuge zu bauen, mit denen die Hohe See befahren werden kann. Es sind größere Fellboote oder Plankenboote. Zypern, Kreta, Sardinien, Irland und die Kanarischen Inseln zeigen in dieser Zeit erste Besiedlungsspuren. Von da an wird auch regelmäßig Obsidian von Milas nach Thessalien gebracht. Ebenfalls im Frühneolithikum wird Schmirgel zur Steinpolitur und Fertigung von Schalen von der Insel Thera gehandelt. Die Hochseefischerei ein wenig außerhalb des Sichtkontakts mit der Küste beginnt.
- etwa 6000 v. Chr.: Auf Zypern sind erstmals Messer aus Obsidian in Gebrauch. Dieses vulkanische Gestein kommt auf der Insel nicht vor und stellt damit den ersten sicheren Hinweis für die Existenz überseeischer Kontakte vom Festland zur Insel dar. Im Nordosten von Nigeria wurde ein 8000 Jahre alter Einbaum gefunden. Wissenschaftler aus Bremerhaven, der Universität Frankfurt am Main und aus Nigeria bargen 1998 das gut erhaltene Boot. Es ist 8,40 m lang, 0,50 m breit und wird in der Stadt Maiduguri in einem eigenen Museum nach seiner Konservierung ausgestellt. Es ist das bisher älteste erhaltene Wasserfahrzeug Afrikas. Ägyptisches Segelschiff (Wandbild um 1422–1411 v. Chr.)

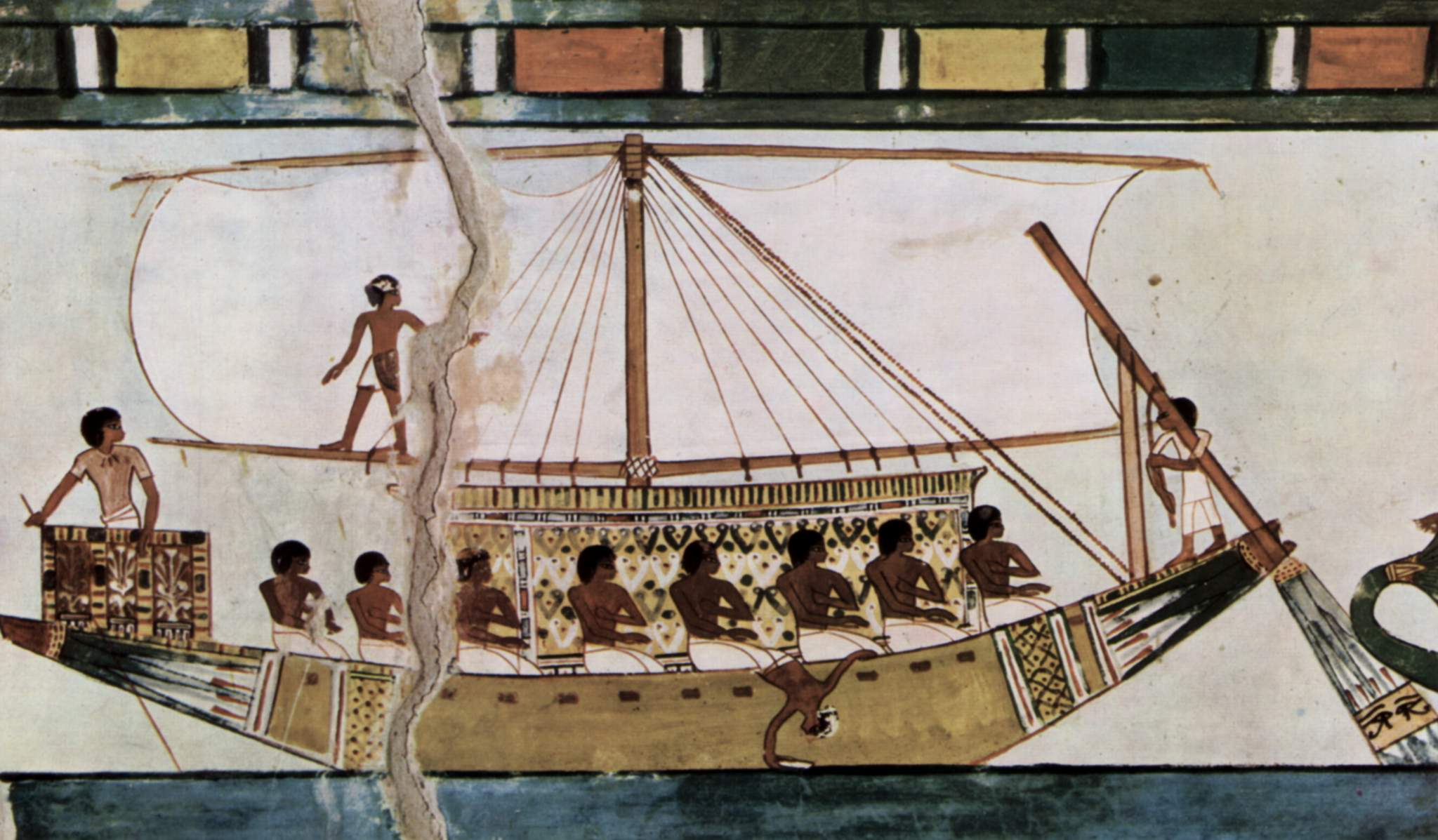
Ägyptisches Segelschiff (Wandbild um 1422–1411 v. Chr.)

- etwa 5000 v. Chr.: Ägypten: Aus Hierakonpolis stammen die ältesten bisher bekannten Schiffsdarstellungen. Sie zeigen ein Papyrusschiff mit hochgezogenem Heck, einem Steuerruder und einigen hüttenartigen Aufbauten. Vornehmlich für die Fahrt auf dem Nil, aber auch für Fahrten über das Mittelmeer und das Rote Meer wurden Schiffe mit einem Mast und einem großen Rahsegel eingesetzt. Das Segel war bereits drehbar gelagert, so dass die Schiffe auch bei seitlichem Wind segeln konnten. Fast ebenso alt dürfte die Schiffsdarstellung auf einer Bestattungsurne aus Luxor sein, auf der erstmals ein Segel abgebildet ist. Japan: Aus der frühen Jomon-Periode (5500–3600 v. Chr.) stammt der Fund eines Einbaumes mit aufgenähten Seitenborden sowie 6 Paddeln bei Kamo. Das Boot war rund 6 Meter lang, fast einen Meter breit und hatte stumpfe Enden.

- um 4800 v. Chr.: Korea: Die Bewohner um das heutige Busan leben neben der Jagd auch vom Fischfang und vom Sammeln von Schalentieren der Küstenzone. Das Vorhandensein von japanischen Topfscherben weist auf eine frühe Handelsbeziehung hin.
- um 4500 v. Chr.: Dänemark: In der Tybrind-Bucht im Westen der Insel Fünen wird ein Einbaum gefunden, der aus dieser Zeit stammt und damit zu den ältesten heute bekannten Wasserfahrzeugen in Europa gehört. Es ist etwa 8 m lang und 0,75 m breit.
- 4000 v. Chr.: Sardinien: Erste Siedlungsspuren reichen bis in das 7. Jtd. v. Chr. zurück. Kulturbeziehungen über See lassen sich aber erst aus dieser Zeit mit Südfrankreich, Korsika, Italien und bis Malta feststellen. China: Im Gebiet des mittleren Huang He China: Es bildet sich die Yangshao-Kultur, eine frühe Bauernkultur, deren Menschen in kleinen Ortschaften siedeln. Es sind Knochenharpunen, Angelhaken, und Fischreusen gefunden worden.
- um 3700 v. Chr.: Korea: Die Bewohner im Süden betreiben bereits Hochseefischfang vor allem auf Tiefwasser-Weichtiere, Seelöwen und Wale. Mit Japan besteht ein bescheidener Seehandelsverkehr, durch den Obsidian und Muschelhalsketten importiert werden.
- um 3500 v. Chr.: Naher Osten: Verstärkter Handel zwischen Mesopotamien und dem Mittelmeergebiet führt zur Gründung der ersten Küstenstädte im heutigen Syrien, Libanon und Palästina. Verstärkter Seehandel nach Westen entlang der Küste von Kleinasien in die Ägäis und in Richtung Süden nach Ägypten.
- 3000 v. Chr.: Ägypten: Erstmals werden bei größeren Schiffen die Paddel durch die kräftesparenderen Riemen (Ruder) ersetzt, dies ist die erste große bekannte Revolution im Schiffsantrieb.

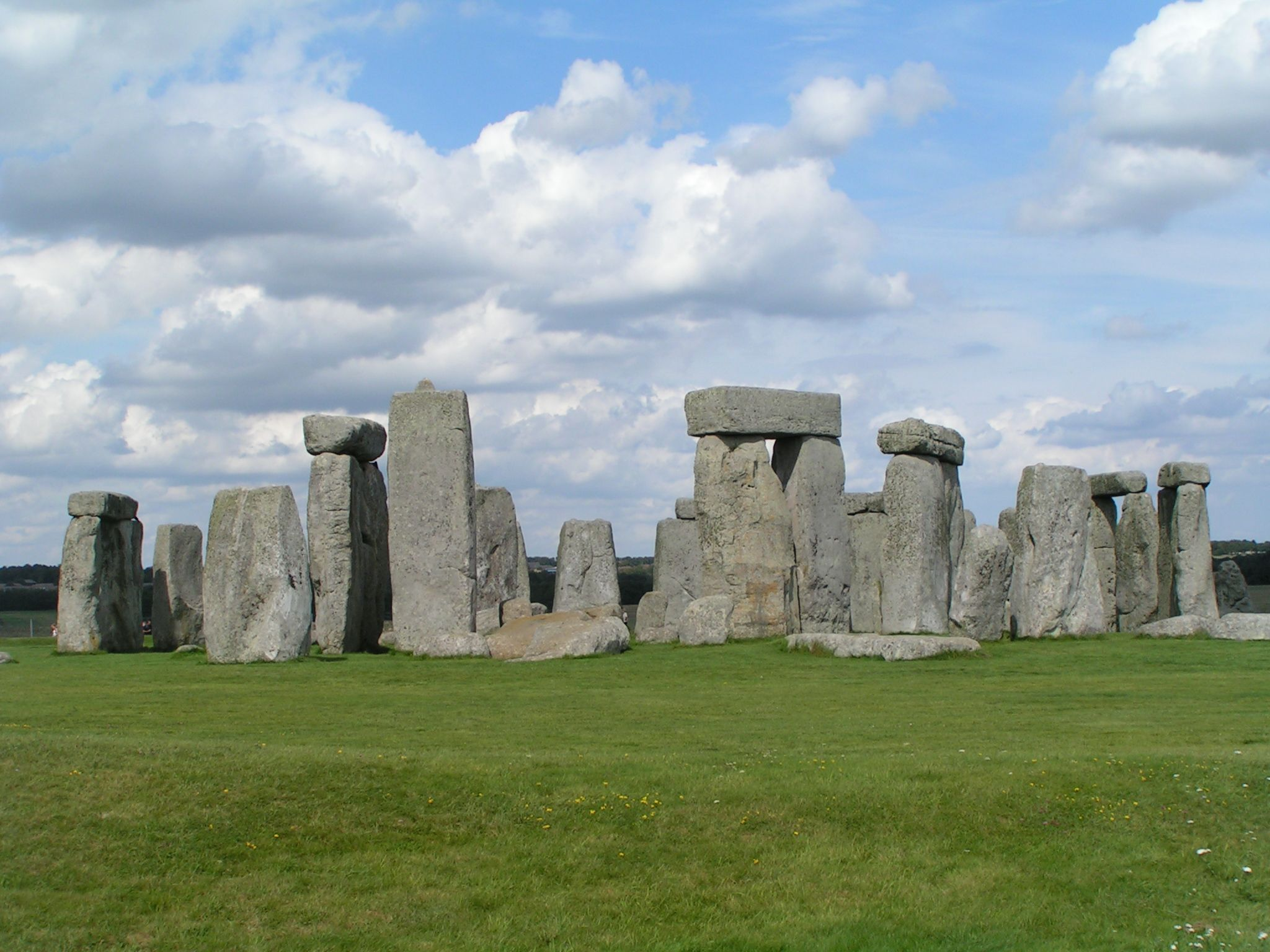
Stonehenge

- Zum Bau von Stonehenge (um etwa 1600 v. Chr.) werden schwere Steinblöcke aus Wales über den Bristolkanal herantransportiert. Dazu sind Schiffe oder Flöße mit einer Tragfähigkeit nötig, wie sie erst später wieder erreicht wird.
- um 2450 v. Chr.: Ägypten: Pharao Sahure transportiert mit Frachtschiffen eine Armee an die Küste des Libanon, um den beschwerlichen Weg durch die Wüste zu vermeiden.
- Ende 3000 v. Chr.: Auf Zypern werden erstmals Kühe und Pferde nachgewiesen. Es muss schon Schiffe geben, die groß genug sind, um zumindest Jungtiere zu transportieren.
- um 2200 v. Chr.: Ägypten: Gegen Ende des Alten Reiches kommt es zum Krieg zwischen Theben und Memphis. Die Flussflotte von Memphis siegt in mehreren Gefechten und hilft bei der Eroberung von Theben.
- 2000 v. Chr.: Japan: Die ältesten bisher bekannten Reste eines Plankenbootes stammen aus der späten Jomon-Periode und sind bei Kasajima an der Spitze der Kii-Halbinsel gefunden worden. Ägypten: 2005 v. Chr.: Nach einem mehrjährigen Krieg erobert Pharao Mentuhotep III. von Theben die Hauptstadt von Unterägypten Herakleopolis. Er eint dadurch das Land und begründet das Mittlere Reich.
- um 1800 v. Chr.: Mesopotamien: Im Atraḫasis-Epos findet sich ein der Bericht von einer riesigen Flut, die älteste überlieferte Version der Sintflut-Erzählung, die ähnlich auch im Gilgamesch-Epos und der Bibel vorkommt. In dieser Geschichte wird die ganze Welt überflutet, die Menschen und Tiere werden in einem riesigen Schiff gerettet.
- um 1700 v. Chr.: Südamerika: Die Bewohner der Westküste beginnen mit der Fischerei entlang der Küste um das heutige Arica mit Flößen aus aufgeblasenen Robbenhäuten.
- um 1600 v. Chr.: Nordeuropa: Gegen Ende der Trichterbecherkultur werden erstmals Einbäume mit aufgesetzten Planken zu Erhöhung des Freibords in Europa gefunden. Fundstelle. Dieses bei Amose in Dänemark gefundene Schiff kann als erster Schritt zur späteren Bauform des Wikingerschiffs angesehen werden.
- um 1200 v. Chr.: Der hethitische Großkönig Šuppiluliuma II. kämpft mit seiner Flotte auf hoher See gegen die Schiffe der „Feinde Alašijas“ (Zyperns). Das ist die älteste belegte Seeschlacht-[1]
- um 1200 v. Chr.: Mittelmeer: Die Seevölker erschwerten die Handelsbeziehungen vom mittleren zum östlichen Mittelmeer und innerhalb des östlichen Mittelmeerraums beträchtlich.

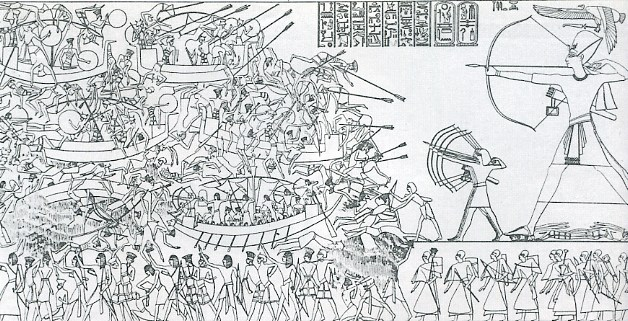
Seeschlacht zwischen: Seevölker und den Streitkräften Ramses III. (1198–1166 v. Chr.) Umzeichnung Wandrelief im Tempel von Medinet-Habu/Theben

- um 1190 v. Chr.: Ägypten: Pharao Ramses III. besiegt Seevölker im Nildelta.

### 1000 v. Chr.
- Mittelmeer: Tartessos an der Mündung des Guadalquivir wird das bedeutendste Handelszentrum an der Straße von Gibraltar. Über diesen Binnen-Seehafen läuft der Handelsverkehr mit der Iberischen Halbinsel und von Südengland in das Mittelmeer. Fünfhundert Jahre später wird es von Cádiz in dieser Funktion abgelöst, heute ist nicht einmal mehr bekannt, wo genau Tartessos liegt.
- Phönizier: Diese werden von ihren Stadtstaaten an der Ostküste des Mittelmeeres die führende Seemacht. Ihre wichtigsten Stadtstaaten sind Tyros, Byblos, und Sidon. Dass sie ihr Seeimperium mit einer Kriegsflotte verteidigt haben, beweist der erste Bau von Galeeren mit zwei Riemenreihen übereinander und die Erfindung des Rammsporns.
- Südamerika: Die Menschen der Chorrera-Kultur (um 1000–300) an der Küste des heutigen Ecuador beginnen Binsenflöße zum Fischfang zu benutzen.
- Die Phönizier und Griechen entwickelten ab etwa 1000 v. Chr. seegängige Segelschiffe.

Argonauten an Bord der Argo, Ritzzeichnung um 400 v. Chr. an der Wandung der Ficoroni-Cista (Umzeichnung)

- Das älteste erwähnte Langschiff ist die Argo der Argonautensage, in der Jason und die Argonauten nach Kolchis fahren, um das goldene Vlies zu stehlen.
- Griechische Langschiffe waren Ruderschiffe, die von den Griechen bereits im 1. Jahrtausend v. Chr., also vor der Entwicklung von Galeeren mit mehreren Reihen von Riemen, gebaut wurden. Diese Schiffe (beispielsweise die Schiffstypen des Pentekonter (Fünfzigruderers) und Triakonter (Dreißigruderers)) besaßen zum Teil beträchtliche Ausmaße: Die Länge eines Pentekonters wird auf 35 bis 40 Meter geschätzt.
- um 950 v. Chr.: König Salomon (etwa 960–930) schickt in Zusammenarbeit mit König Hiram I. von Tyros (969–936) eine große Flottenexpedition vom Hafen Ezjon-Geber am Nordende des Golf von Aquabe nach dem Goldland Ophir, das wahrscheinlich mit dem Land Punt der Ägypter identisch ist. Die Flotte bringt Gold, Silber, Edelsteine, seltene Hölzer durch das Rote Meer nach Palästina. Exportiert werden Kupfer und Eisen von Eilat.
- 900 v. Chr.: England: Bei North Ferriby an der Humbermündung werden Reste von frühen Plankenbooten gefunden. Die Konstruktionen aus zwei halben Einbäumen mit flachem Mittelstück und aufgesetzten Planken sind eine Zwischenform vom Einbaum zum Plankenschiff mit Kiel und Spanten. Boote dieser Art sind auch zum Zinntransport von Cornwall zum Festland verwendet worden.
- 800 v. Chr.: Griechenland: Korinth ist die bedeutendste Seemacht in der griechischen Welt und baut zu dieser Zeit die besten Kriegsschiffe. Aus den griechischen Langschiffen wurde – vermutlich um 800 v. Chr. – die Bireme entwickelt.
- 709 v. Chr.: Assyrien: König Sargon II. (722–705) kontrolliert die Küstenstädte von Kleinasien und von Ägypten bis Syrien. Die Insel Zypern, die vom Handel mit der Küste abhängig ist, unterstellt sich seiner Oberhoheit, (Stele von Kition). Das Assyrerreich kontrolliert den ganzen Seehandel vom östlichen Mittelmeer bis zum Persischen Golf.
- 700 Jh. v. Chr.: Aigina: Gegen eine drohende Invasion von Athen ruft Aigina Argos zu Hilfe. Gemeinsam wehren sie die Athener verlustreich ab. Athen spielt für fast zwei Jahrhunderte keine Rolle mehr zur See und ist seitdem mit Aigina in ständiger Feindschaft.
- Ägypten: Pharao Psammetich I. (664–610 v. Chr.) hält sich eine griechische Söldnerflotte und fördert den griechischen Handel in seinem Reich. Sein Nachfolger Necho II. (609–595 v. Chr.) verstärkt die maritimen Anstrengungen. Auf seine Veranlassung gelingt phönikischen Seeleuten die erste Umsegelung von Afrika von Ost nach West. Der begonnene Kanalbau vom Nil zum Roten Meer kann nicht vollendet werden.
- 600 Jh. v. Chr.: Griechenland Schiffsschleppe: Unter Periander wird die große Schiffsschleppe über den Isthmus von Korinth angelegt. Dieser Diolkos wird nicht nur von Handelsschiffen, sondern auch von Kriegsschiffen bis zur Triere benutzt. Er ist über tausend Jahre in Betrieb und hilft den Schiffen, den großen Umweg um die Peloponnes zu vermeiden.
- um 664 v. Chr.: Seeschlacht: Seeschlacht im Ionischen Meer: Die Flotte von Korinth kämpft gegen die Tochterstadt Korfu. Es ist die erste bekannte Seeschlacht der griechischen Geschichte.
- um 610 v. Chr.: Athen: Die Stadt erobert in einem mehrjährigen Krieg mit Megara die Insel Salamis. Danach beginnt man Seeverbindungen durch die Dardanellen und den Bosporus mit dem Schwarzen Meer aufzubauen.
- Wer den Schiffstyp der Galeere erstmals entwickelt hat, ist nicht klar. Fest steht jedoch, dass sowohl die Griechen als auch die Phönizier und Perser vor 600 v. Chr. Galeeren entwickelt haben. So wurde die Seeschlacht bei Salamis im Jahr 480 v. Chr. mit Biremen und Triremen durchgeführt.
- Pazifik: Beginn der Besiedlung von Polynesien. In einer ersten Wanderbewegung werden von Südostasien die westpolynesischen Fidschi-, Tonga- und Samoa-Inseln von den Leuten der Lapita-Kultur besiedelt.
- Indien: Das Reich von Magadha am Ganges wird der bedeutendste Staat in Indien. Sein Herrscher Bimbisara erobert die Stadt Campa am Unterlauf des Ganges. Diese ist damals der wichtigste Umschlagshafen zwischen der Binnenschifffahrt auf den Ganges und der Küstenschifffahrt im Golf von Bengalen. Inder waren frühe Schiffbauer. Sie befuhren vornehmlich den Indus und den Ganges.

### 600 v. Chr. bis 400 n. Chr.
- Afrika: Der Punier Hanno unternimmt eine Fahrt durch die Straße von Gibraltar an der Küste von Westafrika. Er soll einige Siedlungen mit Libyern unter punischer Oberhoheit gründen. Die Flotte soll aus sechzig Schiffen bestanden haben mit mehreren tausend Leuten an Bord und weit über den Senegal hinaus nach Süden gelangt sein. Sie sollen sieben Kolonien angelegt haben. Hanno unternimmt noch eine Forschungsreise weiter nach Süden und kehrt bei einem Feuerberg, den er Götterwagen nennt, aus Mangel an Vorräten zurück.
- um 540 v. Chr.: Karthago: Die Punier zerstören die Handelsstadt Tartessos. Der Seehandel geht nun über Gades nach dem Westen
- um 520 v. Chr.: Der Punier Himilkon unternimmt eine Forschungsfahrt zu den Zinnländern des Nordens. Damit diese Kenntnis der wirtschaftlichen Möglichkeiten den Konkurrenten im Westen (vor allem den Griechen) nicht bekannt wird, schließen die Punier die Straße von Gibraltar für ausnahmslos alle fremden Schiffe und überwachen dieses Verbot mit ihrer Flotte. Dadurch entstehen im östlichen Mittelmeerraum die phantastischen Berichte über die Verhältnisse jenseits der Säulen des Herkules.
- um 538–522 v. Chr.: Polykrates von Samos baut eine Flotte von 100 Kriegsschiffen und errichtet eine Seeherrschaft in der östlichen Ägäis. Polykrates siegt über die Flotten von Milet und Lesbos (530 v. Chr.) und schickt schließlich die Hälfte seiner Flotte nach Ägypten, um den Persern bei der Eroberung des Landes zu helfen. Die Besatzungen meutern jedoch und kehren um und besiegen das Geschwader in der Heimat. Nach der Ermordung von Polykrates durch die persischen Satrapen in Kleinasien (522 v. Chr.) ist die Seegeltung von Samos wieder zu Ende.
- um 510 v. Chr.: Seerecht: Die Lex Rhodia, das Seerecht von Rhodos, beginnt sich allmählich im östlichen Mittelmeer durchzusetzen. Es ist das erste Mal, dass ein spezielles Seerecht geschaffen und schriftlich festgehalten wird (es ist keine Schrift erhalten). Die Kenntnisse beruhen vor allem darauf, dass es im römischen und byzantinischen Recht immer wieder zitiert wird. China: Im Gebiet südlich der Mündung des Jangtsekiang lebt das Volk der halbchinesischen Yüeh und betreibt Fluss- und Küstenschifffahrt.
- 500 v. Chr.: Nautik: Nach einem Bericht von Herodot begnadigt König Xerxes I. den zum Tode verurteilten Achämenidenprinzen Sataspes unter der Bedingung, dass er Afrika gegen den Uhrzeigersinn umfährt. Sataspes kehrt erfolglos zurück.
- Herodot: von Halikarnassos (490–429 v. Chr.), der Vater der Geschichtsschreibung, unternimmt seine große Reise. Er kommt ins heutige Südrussland, befährt dessen große Flüsse, fährt den Nil aufwärts bis Elephantine, kommt nach Babylon und Sizilien.
- Handelsschifffahrt: Von Byzanz kommend entwickelt sich im östlichen Mittelmeer ein Chartersystem für Handelsschiffe. Mehrere Kaufleute mieten ein Schiff mit Steuermann, wählen aus ihrer Mitte einen Kapitän und geben ihm die volle Autorität für die Handelfahrt. Der Gewinn wird nach der Reise nach ihren Anteilen geteilt.
- Athen: Der Politiker Themistokles (* um 525 v. Chr.; † um 459 v. Chr.) sieht die Gefahr, die von der persischen Flotte ausgeht. Mit viel Überredung gelingt es ihm, dass Athen eine starke Flotte aufbaut und bei Piräus einen Kriegshafen anlegt. 480 v. Chr. trägt dies Früchte: die Griechen gewinnen die Schlacht von Salamis (siehe unten)
- 492 v. Chr.: Der erste Perserzug: Das Heer des Perserkönigs Dareios unter dem Feldherrn Mardonios geht über den Hellespont (Dardanellen) gegen die Thraker vor, um sich die Flanke für den Angriff auf Attika frei zu machen. Die Thraker wehren sich heftig. Die das persische Heer begleitende Flotte scheitert in einem Sturm am Gebirge Athos. Mardonios bricht deshalb den Feldzug ab. Sparta und Athen verweigern die verlangte Unterwerfung.
- 490 v. Chr.: Der zweite Perserzug: Das Heer des Dareios unter Datis und Artaphernes wird direkt nach Attika übergesetzt. Auf dem Weg dorthin werden Rhodos und Naxos unterworfen. Auch Eretria auf Euböa wird erobert und zerstört. Zum Transport der Reiterei verwenden die Perser spezielle Pferdetransporter. Die Perser unternehmen die erste große, genau beschriebene amphibische Operation der Geschichte. Die Landung erfolgte in der Ebene von Marathon. Der Weg nach Athen ist aber den Persern vom griechischen Heer unter Miltiades der Jüngere versperrt. Die Perser beginnen daher, sich wieder einzuschiffen. Dabei werden sie von den Griechen angegriffen. Unter anderem, weil die Reiterei schon verladen ist, erleiden die Perser eine Niederlage. Die Perser ziehen sich darauf zurück. Zur Abwehr weiterer Angriffe der Perser baut nun Athen eine starke Flotte Der Bau wird mit den Erträgen der Silbergruben von Laurion bei Kap Sunion finanziert, der bisher auf die Bevölkerung aufgeteilt worden ist.
- 486 v. Chr.: Tod des Perserkönigs Dareios. Sein Sohn Xerxes I. (486–465) beginnt mit den Vorbereitungen für einen weiteren Zug gegen Griechenland.
- 480 v. Chr.: Der Dritte Perserzug: Wie beim ersten Mal nimmt das Heer zu Lande den Weg über den Hellespont. Eine große Kriegsflotte folgt entlang der Küste. Die 1.200 Kriegsschiffe werden von 3.000 Transportschiffen begleitet. Bei einer Besatzung von 100 Mann pro Kriegsschiff und 20 Mann pro Transportschiff kommt man auf 180.000 Matrosen und Seesoldaten. Das Landheer soll die gleiche Stärke gehabt haben. Diese große Gefahr vor Augen unterwerfen sich die meisten griechischen Staaten den Persern. Nur wenige unterstützen Athen und Sparta in ihren Entscheidungskampf. Weiteres siehe Seeschlacht bei Salamis.
- China: Das Reich Wu am unteren Jangtsekiang unterwirft das Volk der Yüeh. Dadurch kommt erstmals ein Volk, das Seefahrt betreibt, unter die Oberhoheit der Chinesen. Die Yüeh pflegen bereits Seekontakte mit der Welt der Malaien in Indochina und Insulinde.
- Griechische Seerechtsprechung: Wegen der großen Bedeutung des Seehandels gibt es in Athen einen eigenen Gerichtshof für Fragen der Seefahrt. Ein älterer Gerichtshof im 5. Jh. v. Chr., die Nautodiken, hat nur einmal im Jahr getagt, die Thesmotheten treten jetzt jeden Monat zusammen.
- 300 v. Chr.: Griechenland: Nach den Korinthischen Krieg gibt es wieder einen Aufschwung im Seehandel Der Handel zwischen Griechenland und Etruskern geht zwar zurück, dafür nimmt der Handel mit Karthago, Phönikien und in das Schwarze Meer zu. Athener Geldverleiher entwickeln sich zu Bankhäusern, welche die Reeder finanzieren.
- 329 v. Chr.: Transportkosten: Der Landtransport ist bei weitem teurer als der Seetransport. Aus diesem Jahr ist bekannt, dass der Transport von 100 Bodenfliesen über zwölf Kilometer zu Land nach Eleusis 40 Drachmen gekostet hat. Die Fahrt zur See von Aigina nach Piräus hat nur zwei Obolen gekostet. Eine Schifffahrt von Ägypten in das Schwarze Meer hat für eine ganze Familie nur zwei Drachmen gekostet.
- Pytheas (* um 380 v. Chr.; † um 310 v. Chr.) aus Massilia, griechischer Seefahrer, Entdecker und Astronom, unternimmt von Gades aus eine Seereise nach West- und Nordeuropa. Er kommt in die Nordsee, umfährt die Britischen Inseln und erreicht Norwegen oder Island, das er Thule nennt. Er gibt eine gute Beschreibung dieser Länder und Inseln.
- Ägypten: König Ptolemaios II. unterhält rege Handelsbeziehungen mit dem östlichen Mittelmeer und mit Indien. Der König bezieht Eisen aus den römischen Erzlagern auf Elba, Zinn aus Cornwall über Massilia und Karthago, Silber, Kupfer und Gold von der Iberischen Halbinsel und Schwefel aus Sizilien und von den Liparische Inseln. Ägypten liefert Glaswaren und Metallwaren nach Italien. Der Flottenchef Timosthenes kennt alle Häfen an der nordafrikanischen Küste bis Gades und die Häfen im Roten Meer.
- 370–221 v. Chr.: Östliches Mittelmeer: Durch die zahlreichen Kriege im Mittelmeer entstehen zahlreiche separat agierende Piratenbasen. Vorwiegend Personen, die als Sklaven zu verkaufen sind, werden gesucht. Diese lassen sich in Delos, Ägypten und Syrien gut verkaufen. Die Folge ist Landflucht und Rückgang des Seehandels.
- 275 v. Chr.: Kanal: Ptolemaios II. lässt den Kanal vom Nil zum Roten Meer wiederherstellen und nennt ihn nach seiner Gemahlin Arsinoë.
- 270 v. Chr.: Ptolemaios II. beruft den Seefahrtsexperten Timosthenes von Rhodos nach Ägypten und ernennt ihn zum Navigator der Flotte. Timosthenes schreibt ein mehrbändiges Werk mit dem Titel Über die Häfen. Es ist die beste Küstenbeschreibung der Zeit.
- um 210 v. Chr.: Technik: Philipp V. von Makedonien hat in der Ägäis ein Nachrichtensystem von optischen Signalstationen und Leuchtfeuer errichten lassen, um die Bewegungen der römischen Geschwader besser kontrollieren zu können. Das Gleiche richtet Karthago im westlichen Mittelmeer ein.
- 200 v. Chr.: Das Archimedische Prinzip wird vom altgriechischen Gelehrten Archimedes formuliert. Es lautet: Die Auftriebskraft eines Körpers ist genau so groß wie die Gewichtskraft des vom Körper verdrängten Mediums.
- 120–117 v. Chr.: Eudoxos unternimmt eine Erkundungsfahrt nach Indien und erkennt dabei die Bedeutung der Monsunwinde für die Segelschifffahrt im Indischen Ozean. Nach seiner Rückkehr bereitet er eine Umrundung von Afrika vor, kehrt von dieser Fahrt aber nicht zurück. Eine Umfahrung gegen den Uhrzeigersinn war mit den damaligen Schiffen wegen der vielen Gegenströmungen kaum möglich. Eudoxus hat seine Kenntnisse über die Monsunwinde an Hippalus weitergegeben. Der Periplus des Erythräischen Meeres schreibt diese Entdeckung jedenfalls Hippalus zu.
- Erste Ansätze der Forschung der Meere lassen sich bis ins Altertum zurückverfolgen, sie waren eng mit der Erforschung der Erde selbst verbunden. Dazu gehören die Küstenverläufe die Lagebeziehungen der Küsten und Inseln zueinander, und der Gestaltung der Meere.
- um 100 v. Chr.: Das Wissen um die Monsunwinde im Indischen Ozean führt dazu, dass jetzt auch Mittelmeerschiffer in neun Monaten vom Roten Meer nach Indien und zurück fahren (Römisch-indische Beziehungen). Bisher hat solch eine Fahrt an der Küste entlang fast zwei Jahre gedauert. Von den ägyptischen Häfen am Roten Meer, Myos Hormos und Berenike, laufen in der Folge bis zu 120 Schiffe jährlich nach Indien aus.
- um 100 v. Chr.: Griechenland: Das um diesen Zeitpunkt erlassene und lex de piratis persequendis oder lex de provinciis praetoriis titulierte Gesetz enthält u. a. Regelungen zur Bekämpfung des Seeräuberunwesens. Es liegen jeweils eine griechische Inschrift aus Delphi und Knidos vor.
- um 100 v. Chr.: Partherreich: Die Parther unterhalten Handelsverkehr mit China.
- um 60 v. Chr.: Wissenschaft: Der Philosoph Poseidonios aus Syrien lebt und lehrt auf Rhodos. Er befasst sich mit Kosmologie, Geographie und Astronomie und erkennt als Erster, dass die Gezeiten der Meere vom Mond verursacht werden.
- 22 v. Chr.: Caesarea Maritima: Die Stadt wird von Herodes dem Großen (73 v. bis 4 n. Chr.) als Hafen für Jerusalem angelegt. Es gibt dort eines der ersten Trockendocks.
- 1–100 n. Chr.: Indien: Der Buddhismus beginnt, sich über Ostasien und China auszubreiten. Der Buddha Dipamkara wird von den Seeleuten als der Beruhiger der Wellen verehrt, die Fundstellen seiner Statuen sind ein guter Wegweiser der Seerouten der Buddhisten.
- Malediven: Seit Griechen und Araber den direkten Seeweg mit dem Monsun über den Indischen Ozean nehmen, kommen sie auch auf diese Inselgruppe. Der kürzeste Seeweg ist vom Golf von Aden durch die südlichen Koralleninseln über den Äquatorial-Kanal nach Ceylon. Auf den Malediven werden Münzen aus dieser Zeit gefunden.
- ca. 45–55 n. Chr.: Apostel Paulus unternimmt drei Reisen zur Heidenmission, bei denen er oft den Seeweg benutzt. Die erste Reise geht über Zypern nach Kleinasien, die zweite von Kleinasien nach Makedonien von dort über Thessalonike und Athen nach Korinth (49–51 n. Chr.). Die dritte Reise geht durch Kleinasien nach Ephesos, Makedonien, Korinth nach Caesarea und zurück nach Jerusalem.
- um 150 n. Chr.: Fischerei: China: In den Provinzen Zhejiang und Fujian erreichen Fischfang und Perlenfischerei einen Umfang, dass es zur Überfischung kommt. Der hohe Beamte Meng Zhang erlässt ein zeitliches Verbot für Fischfang und Perlentaucherei. Später wird ihm für seine Naturschutzmaßnahme ein Tempel errichtet.
- 166 n. Chr.: Fernhandel: China: Römische Seefahrer passieren die Straße von Malakka und nehmen Kontakt mit dem chinesischen Kaiserhof auf. Nach chinesischen Berichten überbringen sie Geschenke Elfenbein, Rhinozeroshorn und Schildpatt. Sie geben sich als Gesandte des römischen Kaisers Marcus Aurelianus Antoninus aus, nach ihren Geschenken zu urteilen, haben sie die Warenwünsche der Chinesen gekannt. Balahou

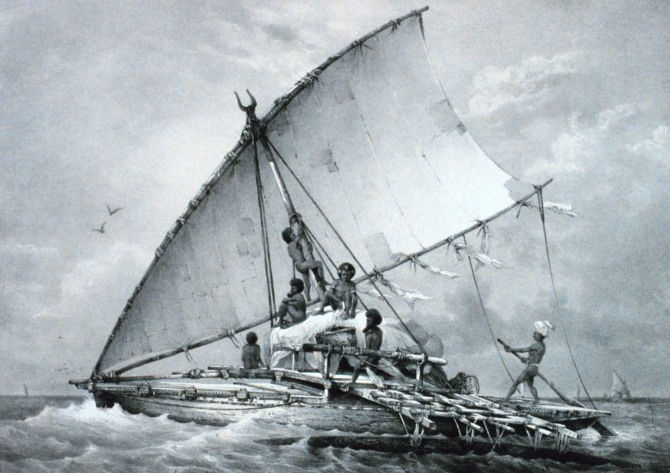
Balahou

- 400 n. Chr.: Stiller Ozean: Die Marquesas-Inseln in Polynesien werden um diese Zeit besiedelt. Von dort segeln Kolonisten in den folgenden Jahrhunderten nach Tahiti, Hawaii, Neuseeland und Osterinsel.

### 5. bis 9. Jahrhundert
- 452: Hunnen: Der Hunnenkönig Attila fällt in Italien ein und erobert Aquileia, Padua, Mailand, und Pavia. Einwohner aus Padua flüchten auf die Insel Rialto und Malamocco, die Keimzellen des späteren Venedig.
- um 450: Der Sage nach bringen Hengest und Horsa die ersten Angelsachsen nach Britannien. Irland: Der heilige Patrick geht nach Gallien und kommt dann zur Mission nach Irland zurück. Auswanderer verlassen die Insel in Richtung Gallien, und Flüchtlinge wandern von Wales ein.
- um 550: Der Grieche Kosmas Indikopleustes aus Alexandria bereist als Kaufmann das Rote Meer und den Indischen Ozean. In seinem Werk „Christliche Topographie“ beschreibt er die von ihm bereisten Länder.
- 700: Seerecht: Aus der Sammlung des Rhodischen Seerechts werden rechtliche Regelungen in den Codex Justinianus aufgenommen. Dieser Codex wurde schon von Kaiser Justinian von Ostrom in Kraft gesetzt. (534 n. Chr.). Er ist für das ganze Byzantinische Reich die wichtigste Rechtsquelle und zentral für die europäische Rechtsgeschichte.
- 800: Handelskrieg: Zu den kriegerischen Auseinandersetzungen zwischen Byzanz und dem Kalifat gesellt sich nun ein Wirtschaftskrieg. Kanalbau: Auf der dänischen Insel Samsø zwischen Jütland und Seeland wird wohl der erste Kanal in Nordeuropa angelegt. Er durchschneidet die Insel an ihrer schmalsten Stelle und ist knapp einen Kilometer lang, elf Meter breit und eineinhalb Meter tief. Der Arbeitsaufwand scheint sinnlos, da die Insel leicht zu umfahren ist.
- 828: Venedig: Handelsschiffe entführen aus Alexandria die Reliquien des Apostels Markus nach Venedig. Dessen Symbol, der Löwe, wird nun das Wappentier der Stadt. In der Folge nennt sich Venedig Republik des heiligen Markus. Sage: Die Navigatio Brendani wird in Irland aufgezeichnet. Sie berichtet von den sagenhaften Seereisen des heiligen Brendan von Clonfert.

### 10. bis 14. Jahrhundert
- 986: Amerika: Die erste überlieferte Sichtung der neuen Welt erfolgt durch den Norweger Bjarni Herjolfson. Er hat sich während der Fahrt von Island nach Grönland im Nebel verirrt und ist vom Kurs abgekommen und sichtet im Südwesten Land, das er nicht kannte, es hat sich möglicherweise um Neufundland gehandelt.
- 991: England: Die Engländer zahlen 165.000 Pfund in Gold und Silber an die Dänen (Danegeld) damit jene das Land nicht plündern. Trotzdem kann es die Eroberung des Landes durch die Dänen nicht verhindern. Frankreich kann in der gleichen Zeit nur 45.000 Pfund aufbringen.
- 1039: Schiffsausrüstung: Der Eisenanker kommt immer mehr in Gebrauch. Aus diesem Jahr stammt aus Venedig eine Urkunde, die aussagt, das die Schiffsbesitzer gegen hohe Miete einen Anker aus Eisen ausleihen können und der nach der Reise wieder zurückzugeben ist.
- 1044: Nautik: China: In der Sammlung der militärischen Technik (Jing Tsong Yao) findet man die besten Informationen über den frühen Schiffbau und die Nautik.
- 1049 Haithabu: In den Auseinandersetzungen zwischen Dänemark und Norwegen wird die Handelsstadt weitgehend zerstört.
- 1060: Ostsee: Die Abotriten beherrschen mit ihren Schiffen die westliche Ostsee. Sie sind eine ständige Gefahr für den dänischen Hafen Schleswig das Haithabu im Seehandel mit Russland abgelöst hat. In Schleswig gibt es bereits eine Gilde von Seehändlern die von einem Aldermann (Ältesten) geleitet wird. Die Mitglieder geben einander Hilfe gegen unlautere Konkurrenz, bei Schiffbruch, bei Gefangenschaft, bei Eidesleistungen vor Gericht und im Fall der Blutrache.
- 1070: Geschichte: Der Mönch Wilhelm in der Abtei Jumièges an der Seine schreibt für Wilhelm den Eroberer die Geschichte der Normannen von 851 bis 1070 auf. Es ist die beste Beschreibung der Landung in England 1066 durch die Normannen, illustriert wird der Bericht durch den Teppich von Bayeux.
- 1073: Bremen: Der Vorstand der Klosterschule von Bremen, Adam von Bremen schreibt ein Buch (Gesta Hammaburgensis ecclesia pontificum) über die nordischen Länder. Er stellt es aus älteren Quellen und eigener Befragung zusammen. Darin berichtet er über ein Land westlich von Grönland, genannt Vinland. Es ist der erste schriftliche Hinweis auf Amerika.

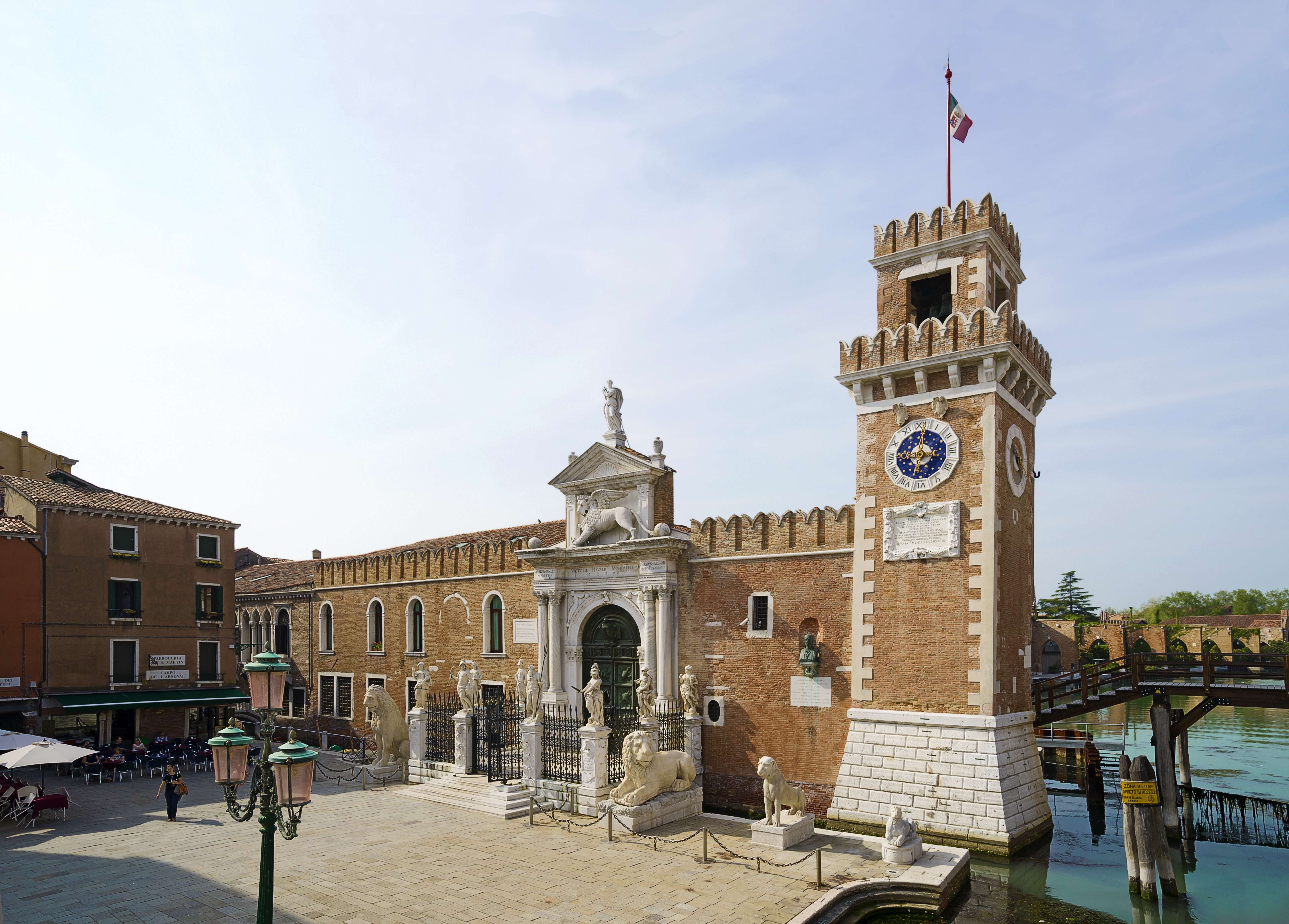
Eingang zum Arsenal in Venedig

- 1096–1099: Erster Kreuzzug: Pisa und Genua unterstützen die Kreuzfahrer bei der Eroberung der Hafenstädte in Syrien, dem Libanon und Palästina. Sie liefern untereinander auch Kriegsmaterial und erhalten dafür in den eroberten Häfen exterritoriale Handelsstützpunkte. Venedig, mit Byzanz verbündet, schließt 1100 mit Gottfried von Bouillon einen Handelsvertrag. Durch einen Seesieg bei Jaffa 1123 sichert Venedig den Bestand der Kreuzfahrerstaaten.
- 1200: Schiffbau: Aus dieser Zeit stammen die ersten Abbildungen von Schiffen mit Heckruder in den Gewässern von Nordeuropa.
- Genua: Durch den Seehandel reich geworden, und aus dem Geschäft, Geldwechseln und Geldverleihen entstehen in der Hafenstadt die ersten Bankhäuser. In den Kreditverträgen für die Reeder werden Risikoklauseln eingeführt, es ist die früheste Form von Versicherung.
- ab 1104 Venedig: Der Bau des Arsenals wurde unter dem Dogen Ordelaffo Falier begonnen. Das Grundstück bestand aus zwei sumpfigen Inseln im Stadtteil Castello. Diese Werft, die als größter Produktionsbetrieb Europas vor dem Zeitalter der Industrialisierung betrachtet werden kann, wurde zum Vorbild für andere Arsenale in Europa. Das Gebiet umfasst heute 32 Hektar, ein Zehntel des historischen Zentrums von Venedig.
- 1120: Schiffbruch: König Heinrich I. kehrt im Winter samt Hofstaat aus der Normandie nach England zurück. Das Schiff mit den Kindern des Königs gerät auf eine Klippe und sinkt mit Mann und Maus. König Heinrich I. soll nie wieder gelacht haben. Das zur Erinnerung gegründete St. Bartholomäus Spital in London existiert noch heute.
- 1300: Seerecht: Venedig: Der Doge Ranieri Ziani lässt das Seerecht kodifizieren. Es begünstigt den Seehandel und gibt auch den einfachen Matrosen ihre Rechte und sorgt für die Sicherheit der Schiffe; er führt Lademarken gegen Überladung ein.
- 1244 Technik: Zur Bewältigung der immer größeren Lasten werden an den Kaianlagen, Kräne mit einer Hebekraft bis zu zwei Tonnen gebaut. Sie verfügen über einen Tretantrieb. Der erste überlieferte Kran wird in Utrecht aufgestellt.
- 1283: Seerecht: Im Königreich Aragon wird ein eigner Gerichtshof zur Regelung von Fragen der Seefahrt errichtet (Consolat de Mar). Die Richter an diesen Gerichtshof sind keine Juristen, sondern Praktiker aus dem Gebiet der Seefahrt und des Seehandels.
- 1299: Hamburg: auf der Insel Neuwerk wird von Hamburg ein Turm errichtet, um die Einfahrt in die Elbe zu erleichtern. Byzantinische Miniaturmalererei, 13. Jh. Naumachia – die Wiedergabe eines Kampfschwimmers, Paris, Bibliotheque Nationale

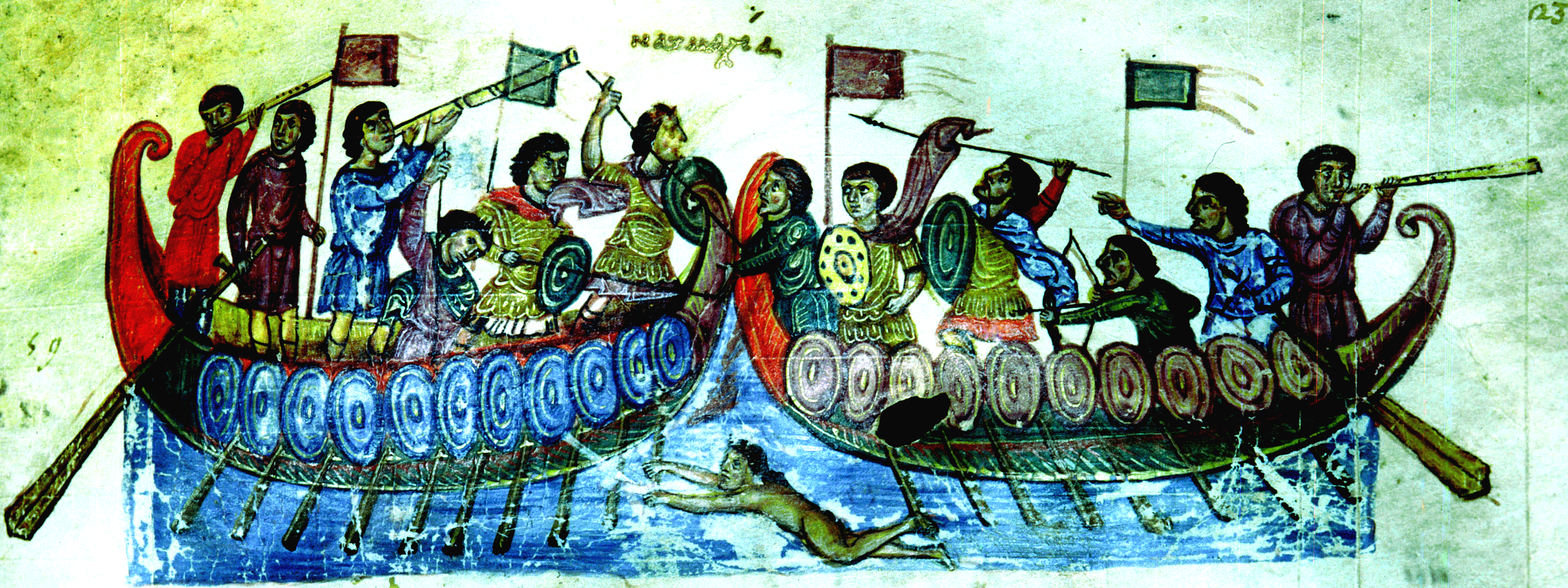
Byzantinische Miniaturmalererei, 13. Jh. Naumachia – die Wiedergabe eines Kampfschwimmers, Paris, Bibliotheque Nationale

- Japan: Die versuchten Invasionen der Mongolen regen die Bewohner von Kyūshū an, selbst größere Schiffe zu bauen. Da es in Ostasien keine Seemacht gibt, werden sie schnell zu Piraten, die gefürchteten Wokou, vor der Küste Chinas.
- 1400 erstmalige Erwähnung von Kampfschwimmern bei der Verteidigung des Byzantinischen Reiches
- Schiffsbesatzung: In Venedig wird ein Schiffsschreiber für jedes Hochseeschiff vorgeschrieben. Seit die Kaufleute ihre Waren nicht mehr selbst begleiten, müssen diese von den Schiffsschreibern sicher identifiziert werden. Daraus entsteht der Frachtbrief (Konnossement).
- 1311–1320: Kartographie: Pietro Vesconte aus Genua ist der führende Zeichner von Portulanen für das Mittelmeer. Aus dieser Zeit sind noch sieben Karten aus seiner Werkstatt erhalten.
- 1347–1350: Seuche: Die größte überlieferte Pestepidemie sucht Europa heim. Die Pest wird von Handelsschiffen aus dem Schwarzen Meer nach Ragusa, Venedig und Genua eingeschleppt und verbreitet sich von den Hafenstädten beinahe über den ganzen Kontinent.
- ab 1390: Der Seeräuberbund der Vitalienbrüder bedroht die Kauffahrer der Hanse zunächst auf der Ostsee, ab 1398 auch auf der Nordsee.

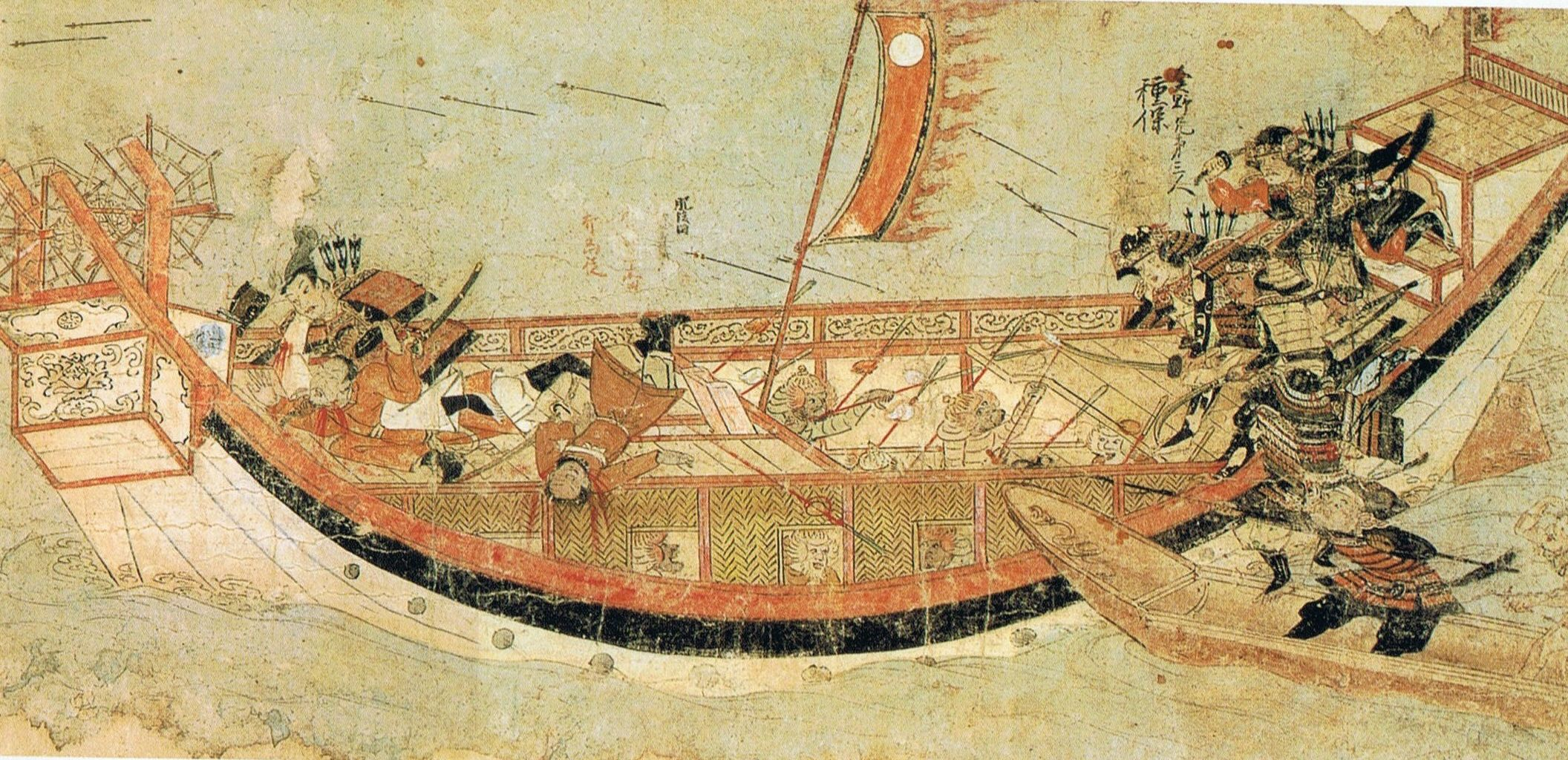
Samurai entern mongolische Schiffe. Mōko Shūrai Ekotoba, um 1293

### 15. und 16. Jahrhundert

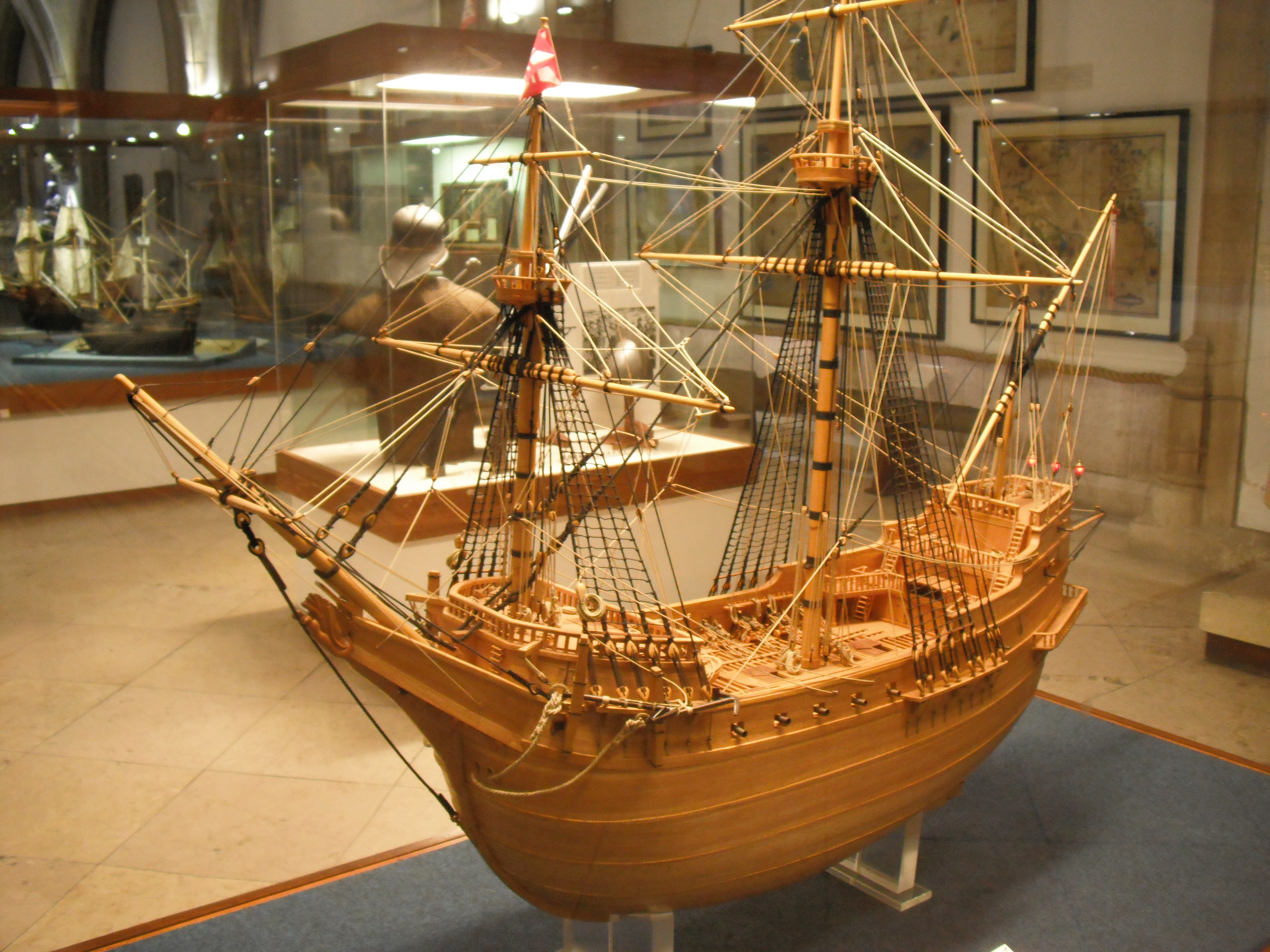
Modell der portugiesischen Nau Madre de Deus, im Museu de Marinha, Lissabon.

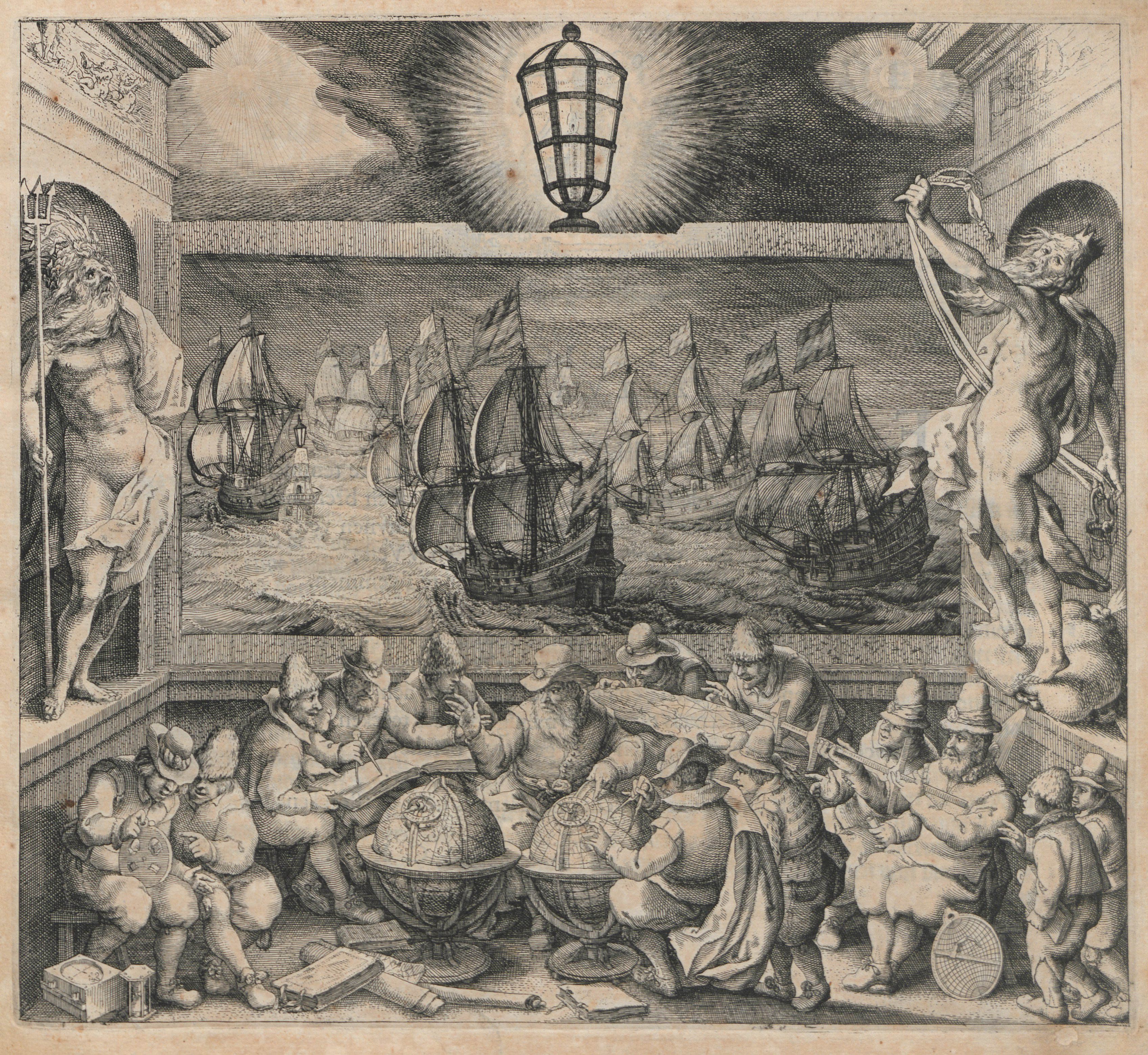
Segelhandbuch Licht der Zeevaert, Willem Blaeu, 1608. Bild mit den Navigationsinstrumenten: Kompass, Sanduhr, See-Astrolab, Erd- und Himmelsgloben, Zirkel, Jakobsstab und Astrolab.

In der frühen Neuzeit wurden die Galeeren breiter; sie blieben weitgehend auf das Mittelmeer beschränkt. Im byzantinischen Reich wurde als Bewaffnung der Dromonen genannten Ruderschiffe auch das griechische Feuer eingesetzt. Die letzte große Seeschlacht mit Galeeren war die Schlacht von Lepanto am 7. Oktober 1571, bei der Don Juan de Austria die türkische Flotte unter Sultan Selim II. schlug. An dieser Seeschlacht nahmen bereits Galeassen teil, die mit höherem Bord, drei Segelmasten und stärkerer Feuerkraft den nur spärlich mit Kanonen besetzten Galeeren überlegen waren.
Eine Neuentwicklung des 15. Jahrhunderts ist die Karavelle. Sie entstand aus den Anforderungen, die sich den portugiesischen und spanischen Seefahrern unter den Bedingungen des Atlantiks stellten. Dort war die Karavelle den Galeeren durch ihre Fähigkeit, höher am Wind segeln zu können, deutlich überlegen.
- Fischerei: Die Heringsschwärme bleiben aus unbekannter Ursache im Skagerrak und Kattegat teilweise aus und wandern in die südliche Nordsee ab. Das dänische Schonen verliert seine Bedeutung als Zentrum des Fischhandels. Der Fischfang auf der Doggerbank wird nun für die Niederländer zur wichtigen Einnahmequelle.

Historische Entwicklung des Segelschiffes

- 1434 wurde die Casa de Ceuta in Lissabon gegründet. Sie war jedoch wenig erfolgreich, da die Muslime nach der portugiesischen Eroberung von Ceuta im Jahre 1415 die mit der Stadt verbundenen Handelswege und Warenströme in andere Orte verlegten. Um 1445 folgten in Lagos an der Algarve die Gründungen der Casa de Arguim bzw. de Guiné, die beide, auch als Companhia de Lagos bezeichnet, der Entwicklung des portugiesischen Handels mit Westafrika dienten. Auf Initiative Heinrich des Seefahrers entstand hier auch die erste nautische Sternwarte; der Quadrant wird durch ihn in der portugiesischen Seefahrt bekannt. Nach seinem Tod wurden in den sechziger Jahren des 15. Jahrhunderts beide Häuser nach Lissabon verlegt und später in der Casa da Guiné e da Mina zusammengeführt, da die Portugiesen mit Elmina seit 1482 an der westafrikanischen Küste über einen florierenden befestigten Militär- und Handelsstützpunkt verfügten.
- Um 1480 wird das Regimento do Astrolabio e do Quadrante von einer vom portugiesischen König Johann II. (1455–1495) berufenen Kommission eingeführt; es ist das erste nautische Handbuch und Almanach der christlichen Seefahrt.
- 1492 erreicht Christoph Kolumbus die karibischen Inseln
- 1494 wird Südamerika im Vertrag von Tordesillas von Papst Alexander VI. zwischen Spanien und Portugal aufgeteilt. Der östliche Teil, große Teile des heutigen Brasilien, wurde Portugal zugesprochen. Panama und der Rest des Kontinents fiel an Spanien. Die spanische Eroberung erfolgte von Mittelamerika und aus der Karibik, auf der Suche nach dem sagenhaften Goldland El Dorado.
- 1495: Das erste Trockendock Europas seit der Antike entstand in Portsmouth (England). Es dauerte jedoch noch mehrere hundert Jahre, bis sich das Trockendock für den Schiffbau im 19. Jahrhundert allgemein durchsetzte.
- 1497: Kanalbau: Leonardo da Vinci perfektioniert die Konstruktion der Kammerschleusen.

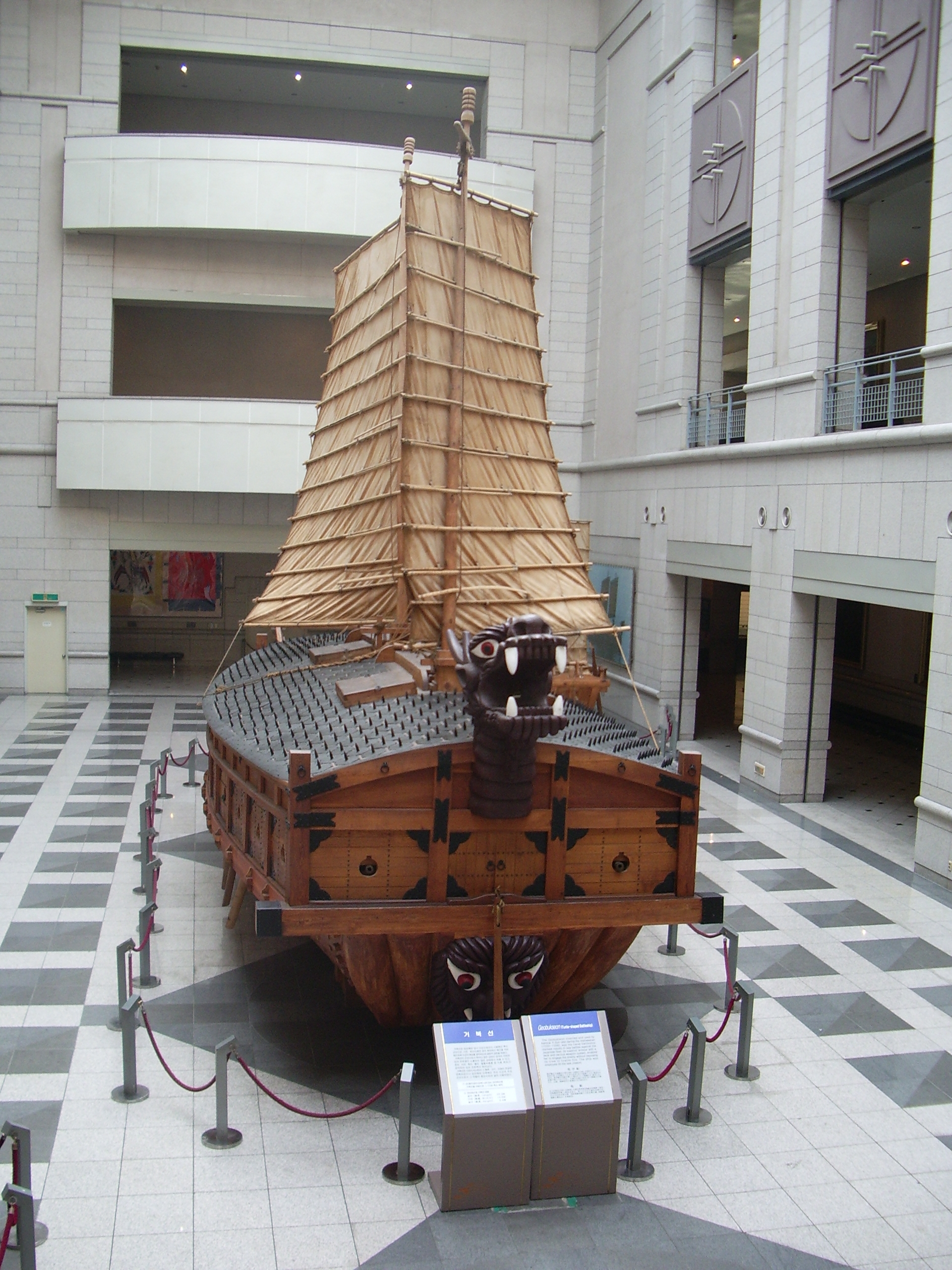
Modell eines Schildkrötenschiffs

- 1506: Die Casa da Índia war sowohl die Zentralbehörde für die Verwaltung aller Territorien in Übersee des portugiesischen Königreiches als auch der zentrale Warenumschlagplatz und die Verrechnungsstelle für alle Bereiche des Überseehandels. Als Wirtschaftseinrichtung funktionierte sie dabei wie eine Faktorei bzw. eine Handelsniederlassung. Die Vorläufer der Casa da Índia entstanden im Gefolge der portugiesischen Entdeckungsfahrten entlang der afrikanischen Küsten und den damit verbundenen Handelsmöglichkeiten.
- 1512 entdeckte der portugiesische Seefahrer António de Abreu als erster Europäer die Insel Timor auf der Suche nach den Gewürzinseln.
- 1513 wird der Golfstrom entdeckt. Im Jahr 1603 werden die Meeresströmungen beschrieben. Die ersten Karten der Meeresströmungen wurden (1678) und (1786) gezeichnet mit dem Ziel die Reisezeit zwischen Europa und Amerika für Segelschiffe zu verkürzen.
- 1514 wird das Trinity House von Heinrich VIII. gegründet.
- Ab 1570 begann man, die Stengen beweglich einzusetzen; diese wurden mit einem Schlossholz (bewegliches Schiffbauteil am Mast) gesichert, so dass die Stengen aufgebracht und niedergeholt werden konnten. Diese Erfindung wird den Holländern zugeschrieben und wurde bald von allen Seefahrtsnationen übernommen.
- 1576 Schildkrötenschiff (Geobukseon) ist der Name eines Kriegsschifftyps, der in Korea entwickelt wurde. Ein Schildkrötenschiff war flach und besaß ein hölzernes Oberdeck, das mit eisernen Spitzen gegen feindliche Enterversuche versehen war. Für die bisweilen zu findende Ansicht, dass das Oberdeck mit Eisenplatten versehen war, gibt es dagegen keine eindeutigen Belege.[2]
- 1588 lässt Philipp II. die Spanische Armada unter dem Herzog von Medina Sidonia zum Sturz Elisabeths I. gegen England aufbrechen. Ihr gegenüber stand die englische Flotte unter Charles Howard und den Vizeadmiralen Drake, Hawkins und Frobisher, bekannten Kaperkapitänen.
- 1592 regierte der spanische Habsburger König Philipp II. auf dem portugiesischen Thron als Philipp I. von Portugal, dies ist die Rechtfertigung für England die Luso-Britische Allianz von 1373 zu missachten und vor den Azoren die portugiesische Nau Madre de Deus zu kapern. Am 7. September dockte das Schiff in Dartmouth an. Nichts vergleichbares war je in England gesehen worden: Das riesige Schiff und die prachtvolle Ladung, sie war in nahezu 50 Prozent der Goldmenge wert, die sich in dem Staatsschatz der Königin Elisabeths befand, weckte die Fantasie der Londoner Kaufleute. Sie begannen sich vorzustellen, welche Güter sie regelmäßig beziehen könnten, wenn es ihnen gelänge, die portugiesische Monopolstellung im Orienthandel zu durchbrechen.
- 1600: Amerika: Die ersten Sklavenschiffe für den transatlantischen Sklavenhandel kommen zum Einsatz.

### 17. und 18. Jahrhundert

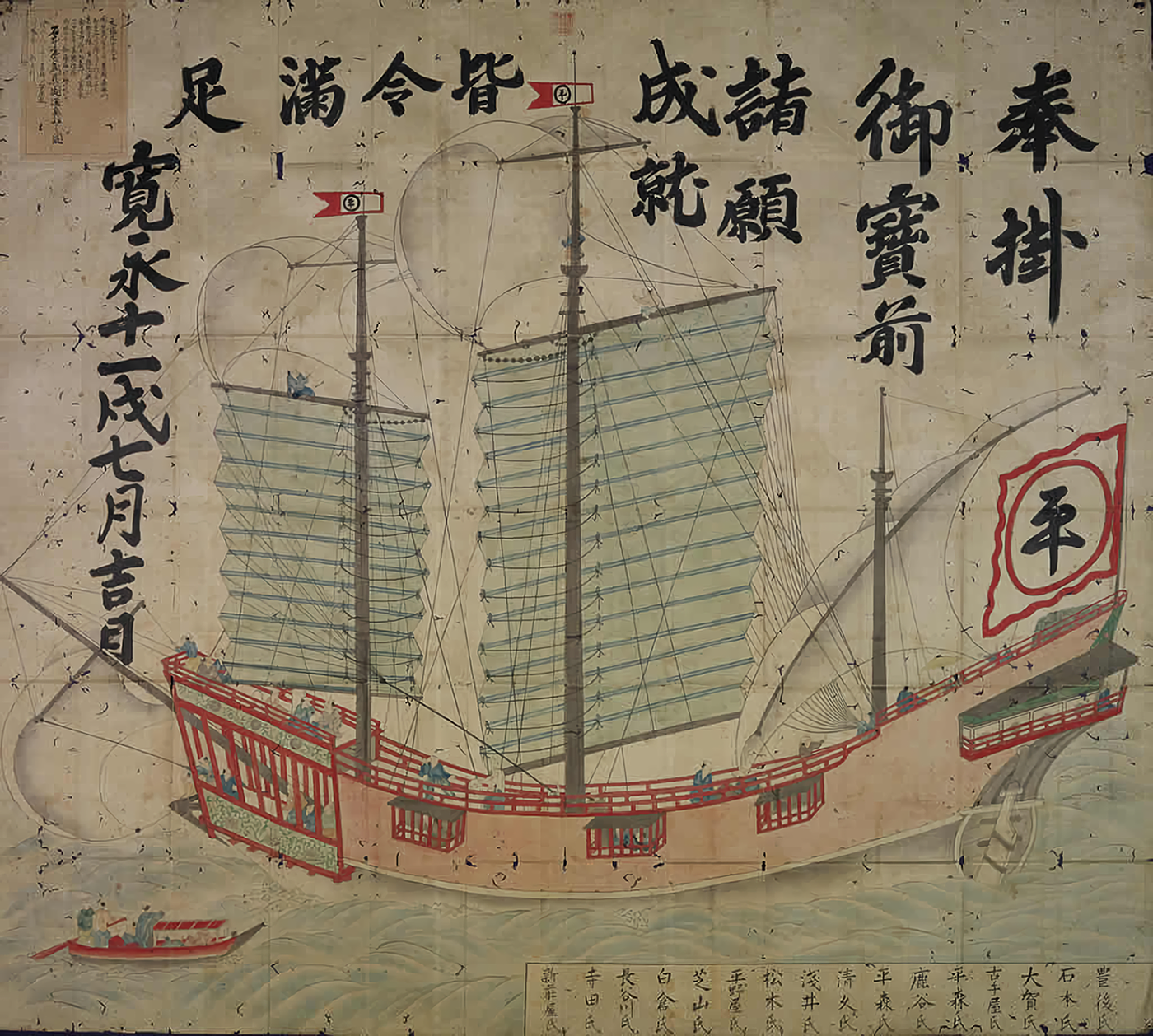
Ein japanisches Rotsiegel-Schiff mit Rah- und Lateinsegeln, Ruder und Heckdesign westlichen Stils. Die Schiffe waren meist mit 6–8 Kanonen bewaffnet. Tokyo Naval Science Museum.

- Die nationale Küstenlinie wird auf drei Seemeilen (etwa 6 km) begrenzt. Die Gebiete außerhalb dieser Reichweite werden als internationale Gewässer bezeichnet.
- Rotsiegel-Schiffe (jap. 朱印船 Shuinsen) waren bewaffnete japanische Handelsschiffe mit Bestimmungsorten in südostasiatischen Häfen, die ein mit einem roten Siegel versehenes Patent des frühen Tokugawa-Shogunates besaßen. Zwischen 1600 und 1635 reisten mehr als 350 japanische Schiffe unter diesem System nach Übersee.
- Die Rotsiegel-Schiffe hatten gewöhnlich eine Größe von 500 bis 750 Tonnen, was genauso viel oder mehr war als die europäischen Galeonen, aber weniger als die großen portugiesischen Karacken mit oft mehr als 1000 Tonnen. Die Bemannung war etwa 200 Personen pro Schiff (das Mittel aus den 15 Schiffen, bei denen diese Zahl bekannt ist, beträgt 236). Die Schiffe entstanden an verschiedenen Orten. Einige von ihnen, die in Nagasaki gebaut wurden, kombinierten westliche, japanische und chinesische Schiffsdesigns. Andere waren chinesische Dschunken. Nachdem der Handel mit Südostasien sich fest etabliert hatte, wurden zahlreiche Schiffe in Ayutthaya in Siam bestellt und gebaut, da die Konstruktion thailändischer Schiffe und die Qualität des thailändischen Holzes als exzellent galten.

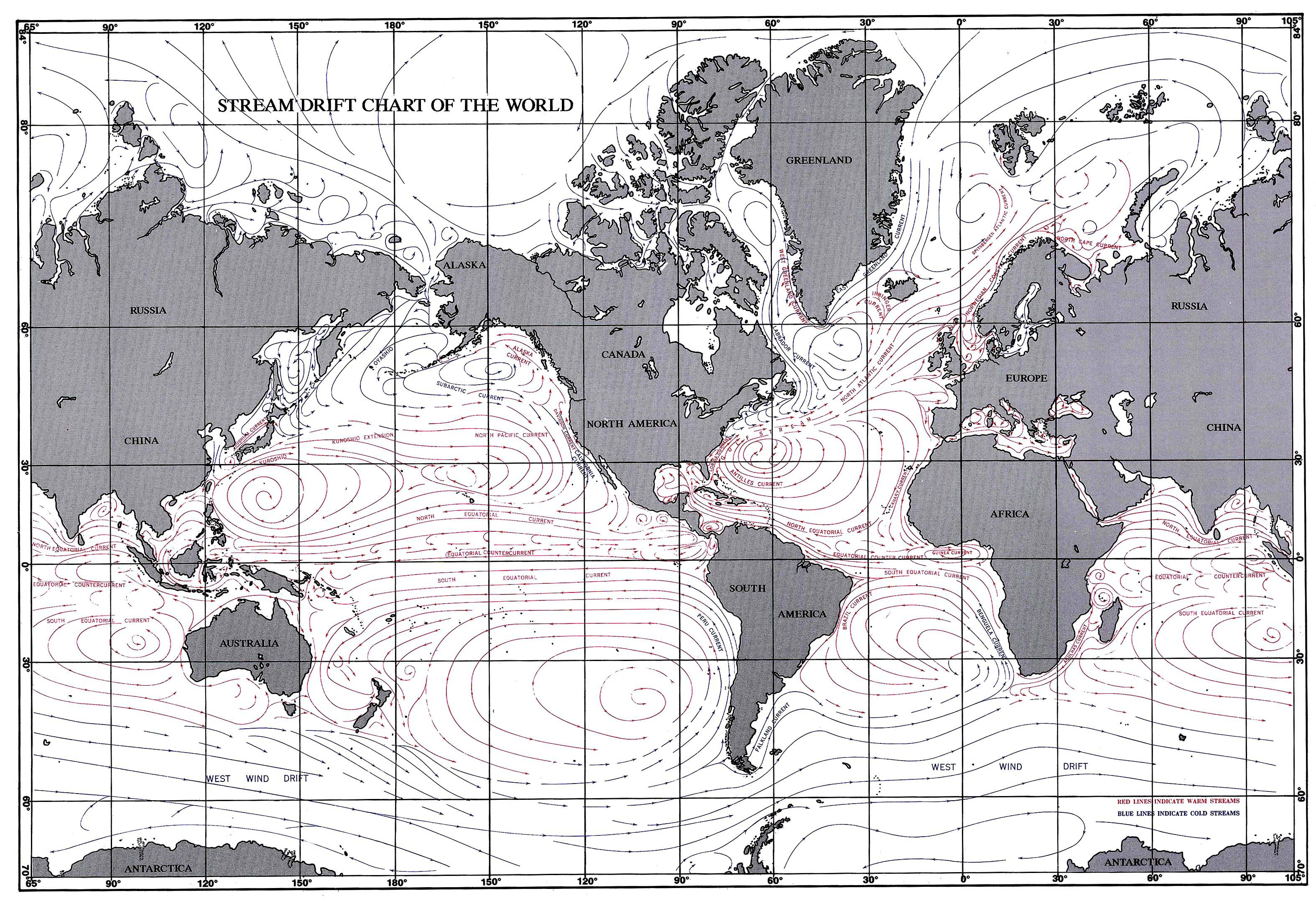
Oberflächen-Meeresströmungen 2004

- 1623 gründeten Hamburger Kaufleute die Hamburgische Admiralität mit dem Ziel, Hamburger Handelsschiffe vor allem im Atlantik mit eigenen bewaffneten Schiffen vor Piratenüberfällen zu schützen. Sie bestand bis 1811.
- In der Mitte des 17. Jahrhunderts befuhren mehr niederländische Schiffe die Meere als die übrigen europäischen Länder zusammen unter Segeln hatten. Die Holländer galten als die Fuhrleute Europas und die weltbesten Schiffbauer. Die Holländer hatten die Erfahrung gemacht, dass kleinere Schiffe wirtschaftlicher als große Frachtsegler waren. Sie waren im Bau billiger, benötigten kleinere Segel und eine einfachere Takelage. Ihr geringer Tiefgang ermöglichte es diesen Schiffen, unbekannte Gestade, Lagunen und Flussmündungen anzulaufen. Durch eine bis dahin ungewöhnlich schlanke Bauweise (Verhältnis Länge zu Breite 4:1) waren sie relativ schnell. Diese Schiffstypen (Fleuten, Vlieboote, Wassergeuse, Bojer) wurden fliegende Holländer genannt.

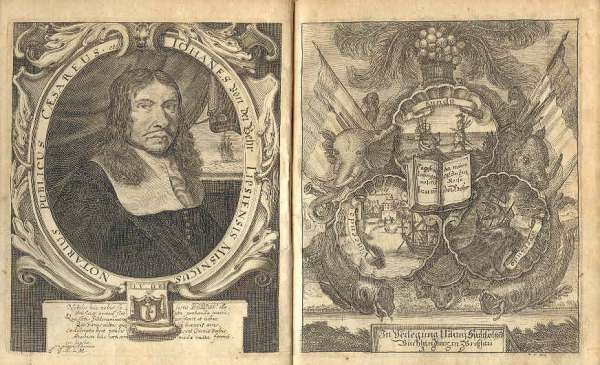
Porträt und Titelblatt seines Werkes Diarium oder Tagebuch einer neunjährigen Reise, Ausgabe aus dem Jahr 1668, gedruckt in Jena

- Ab dem 17. Jahrhundert wurden spezialisiertere Schiffe eingesetzt, zum Beispiel Linienschiffe (als Kriegsschiffe mit mehreren Kanonendecks) und Fregatten (leichter armierte relativ schnelle Schiffe)
- Johann von der Behr († gegen 1692) war ein deutscher Weltreisender; er gilt als wichtiger Zeitzeuge für die Geschichte der deutschen Seefahrt.
- 1698 führte Edmond Halley eine Reise durch, um die Veränderung der Ortemissweisung zu untersuchen. Sie gilt als erste meereskundliche Expedition. Die Entwicklung der Navigation war eine Voraussetzung für andere Forschungen (zum Beispiel für die Erforschung der Meeresströmungen) und für die Erstellung präziserer Seekarten.
- 1707 Schiffskatastrophe bei den Scilly-Inseln 1707: ein Flottenverband unter Admiral Cloudesley Shovell läuft bei der Fahrt von Gibraltar nach Portsmouth auf die Scilly-Inseln auf. Er verliert 4 der 21 Schiffe; die meisten der insgesamt 1.450 Seeleute an Bord sterben.
- 1714 lobt das britische Parlament daraufhin hohe Preisgelder aus für eine praktisch brauchbare Lösung des Längenproblems.
- 1720 wurde der erste Yachtclub der Welt gegründet (Cork Water Club in Irland).
- 1728: Madagaskar: Libertalia die Idee der Piraten einer utopischen Republik wird niedergeschrieben.

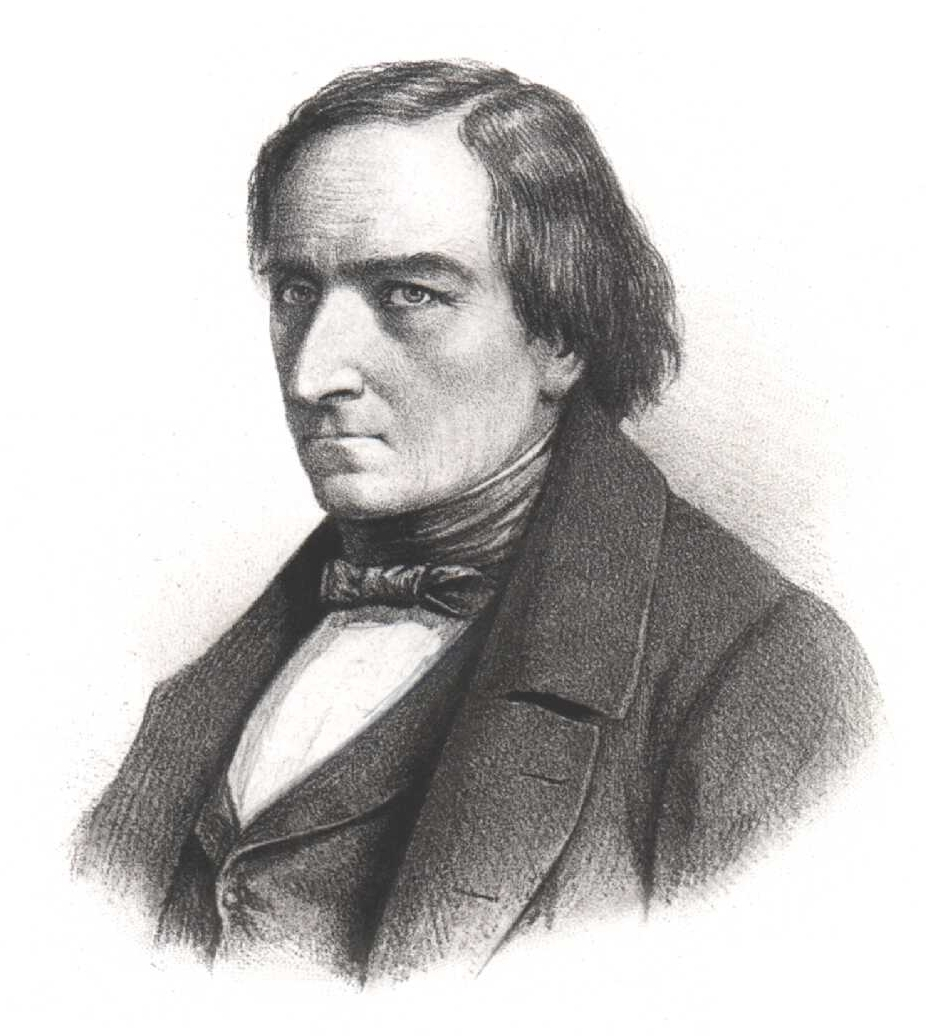
Josef Ressel

- 1760 wurde die britische Gesellschaft „Lloyds Register of Shipping“ gegründet – die erste Klassifikationsgesellschaft. Damals existierte in der City von London ein „Coffee House“ eines Walisers Edward Lloyd. Dieses „Coffee House“ war Treffpunkt von Reedern, Brokern und Kaufleuten, um sich über den Handel, die Schifffahrt und deren Betreiber zu informieren. Es wurde zur Keimzelle der heute ältesten Klassifikationsgesellschaft. Nach und nach schlossen sich einige Reeder und Werftbesitzer in einer Gesellschaft zusammen, mit dem Ziel, die Kommunikation zwischen den beiden Parteien „Hersteller“ und „Käufer“ zu verbessern. Außerdem lag den Reedern viel daran, eine Institution zu schaffen, die fachlich in der Lage ist, Schiffe zu bewerten, auf dessen Grundlage dann Policen für die Schiffe bei den Versicherungen erstellt werden können.
- Das erste funktionsfähige Dampfschiff baute der Franzose Claude de Jouffroy d’Abbans im Jahre 1783. Am 1. Februar 1788 ließen sich Isaac Briggs und William Longstreet das erste Dampfschiff patentieren. Der Amerikaner Robert Fulton patentierte einen modifizierten Entwurf am 11. Februar 1809 und dieser war auch wirtschaftlich erfolgreich. Sein 1807 gebauter Raddampfer North River Steamboat, später allgemein Clermont genannt, war noch mit Segeln bestückt. Er erreicht eine Geschwindigkeit von 4,5 Knoten (8,3 km/h) und wurde in der Linienschifffahrt zwischen New York und Albany eingesetzt.
- Josef Ludwig Franz Ressel (* 29. Juni 1793 in Chrudim (Böhmen); † 9. Oktober 1857 in Laibach) war ein österreichisch/tschechisch/slowenischer Forstbeamter und Erfinder. Ressel war zwar nicht der Erfinder des Schiffspropellers, aber doch derjenige, der ihn zur technischen Reife brachte. Damals wurde der Propeller noch Schraube genannt, weil er sehr große Ähnlichkeit mit der Archimedischen Schraube hatte. Als 1783 und 1788 die ersten Dampfschiffe gebaut wurden, glaubte noch niemand an die Zukunft dieser Schiffsart. Erst 1809 wurde das erste, wirtschaftlich erfolgreiche Dampfschiff in Fahrt gebracht.

### 19. Jahrhundert
- 1813: Die Ankertaumine ist der älteste, in großer Zahl eingesetzte Minentyp. Die ersten wurden bereits vor den Forts Hudson und Richmond eingesetzt. Die Minensperren des Ersten Weltkriegs bestanden ausschließlich aus Ankertauminen, die des Zweiten Weltkriegs vorwiegend, und auch im Kalten Krieg und in Regionalkonflikten nach 1945 wurden Ankertauminen eingeplant bzw. eingesetzt.
- 1816: Das erste in Deutschland gebaute Dampfschiff, die Prinzessin Charlotte von Preußen läuft auf der Werft von John Barnett Humphreys in Pichelsdorf bei Spandau vom Stapel.
- 1816: Das erste von einem deutschen Schiffbauingenieur gebaute Dampfschiff, Die Weser, wird in Bremen-Vegesack vom Stapel gelassen.
- 1832: Großherzog Paul-Friedrich-August von Oldenburg gründet auf Betreiben von Elsflether Reedern eine Navigationsschule in Elsfleth bei Bremen
- 1839: Der Klipper wurde in den Vereinigten Staaten entwickelt und hatte seine Vorläufer in den sogenannten Baltimoreklippern. Dies waren kleine Postfrachter, die im Unabhängigkeitskrieg wegen ihrer hohen Geschwindigkeit als Blockadebrecher dienten. Sie waren zweimastige Toppsegelschoner mit Rahtopp an beiden Masten. Die aus Aberdeen, Schottland, stammende Scottish Maid von sah diesen Baltimore Klippern sehr ähnlich, hatte aber einen konvexen (sichelförmigen) Bug, war deutlich kleiner und fuhr als schnelles Frachtschiff. Sie war Großbritanniens erster Klipper und gilt auch als direkter Klippervorläufer.
- Seemine: Der deutsche Ingenieur Ernst Werner von Siemens, Bruder des bekannten Erfinders und Industriellen Werner von Siemens, konstruierte 1848 während des Schleswig-Holsteinischen Krieges Seeminen für die Verteidigung des Hafens Kiel, die von Land aus elektrisch gezündet werden konnten.
- Dezember 1854 Etmal: Die schnellsten Schiffe des 19. Jahrhunderts waren die Klipper. So fuhr die Champion of the Seas ein Etmal von 465 Seemeilen.
- 16. April 1856: Deklaration über das Seerecht wird vereinbart, dass die Kaperei illegal sei sowie neutrale Schiffe nicht von kriegführenden Nationen aufgebracht und ihre Fracht nicht beschlagnahmt werden dürfen.
- 29. Mai 1865: Die Deutsche Gesellschaft zur Rettung Schiffbrüchiger wird in Kiel mit dem Ziel gegründet, Menschen aus Seenot zu retten.
- 16. November 1869: Der Suezkanal wird eröffnet. Hierdurch verkürzt sich die Reisezeit der Schiffe – je nach Fahrtziel – zwischen 24 und 31 Tage.
- 1867 Gründung der Norddeutsche Seewarte in Hamburg durch Wilhelm von Freeden, Rektor der Navigationsschule in Elsfleth
- 1870: Die Bruttoregistertonne wird eingeführt nach Builder’s Measurement. Die Ermittlung von Schiffsgrößen wurde notwendig, als man begann, Schiffe mit Abgaben zu belasten, um damit Kosten für Häfen, Leuchtfeuer oder das Ausbaggern von Fahrrinnen abzudecken. Der Ausdruck Tonne entstand zu einer Zeit, als Schiffe nach der Anzahl der Tonnen, der Fässer, die sie transportieren konnten, vermessen wurden. Verschiedene Hafenstädte benutzten dabei unterschiedliche Maße, so dass die Angabe des Referenzmaßes, zum Beispiel der von Lübeck definierten Lübschen Tonne, notwendig war. Parallel wurden auch Tragfähigkeitsangaben in Lasten verwendet.
- 1872: Der Beginn der modernen Ozeanografie, als das Forschungsschiff Challenger eine mehrjährige meereskundliche Weltreise antrat. Die Zielsetzung dieser und folgender Expeditionen verschiedener Länder war die erste Bestandsaufnahme der topographischen, physikalischen, chemischen und biologischen Verhältnisse in den Weltmeeren, über dessen tiefere Schichten damals so gut wie nichts bekannt war.
- 1875: Gründung der Deutschen Seewarte bei Hamburg, gleichzeitig wissenschaftliches Marine-Observatorium
- 1876: Georg Balthasar von Neumayer (* 21. Juni 1826 in Kirchheimbolanden; † 24. Mai 1909 in Neustadt an der Weinstraße), war ein deutscher Geophysiker und Polarforscher. Er leitet die Deutsche Seewarte in Hamburg von 1876 bis 1903 und widmete sich insbesondere der Südpolarforschung und war ab 1879 Vorsitzender der Internationalen Polarkommission.

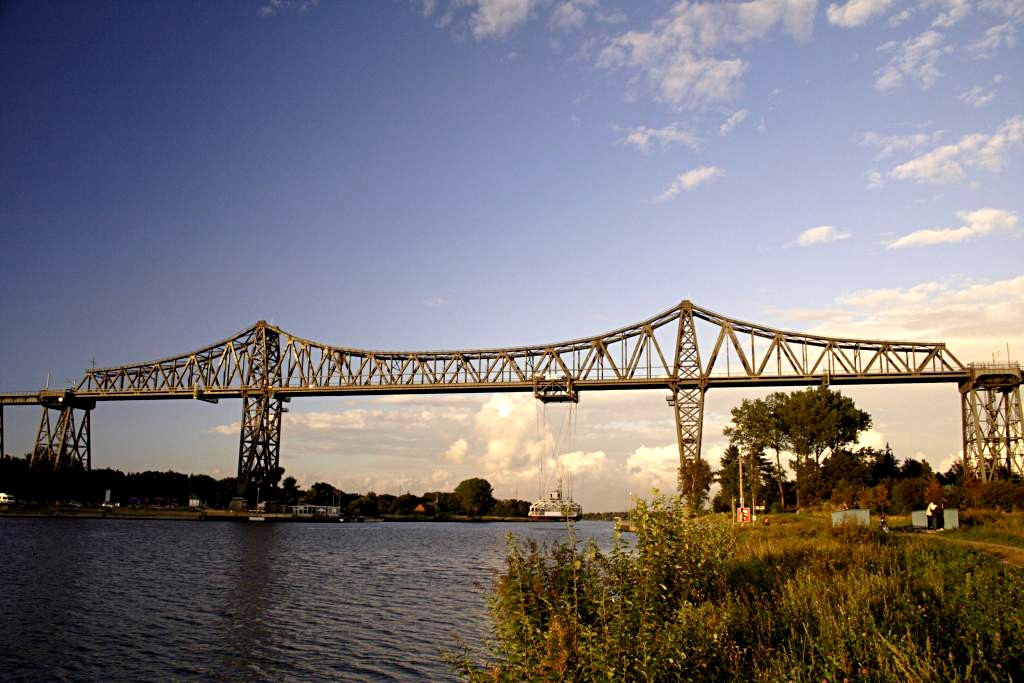
Rendsburger Hochbrücke

- 1895: Der Kaiser-Wilhelm-Kanal, seit 1948 Nord-Ostsee-Kanal (NOK, engl. Kiel Canal), wird eröffnet. Der Kanal verläuft zwischen der Elbemündung an der Nordsee und der Kieler Förde an der Ostsee. Die Seeschifffahrtsstraße durchquert Schleswig-Holstein und ist eine der befahrensten der Welt. Sie erspart den längeren Weg um das Skagerrak an der Nordspitze Dänemarks.

Carl Chun (* 1. Oktober 1852 in Höchst am Main; † 11. April 1914 in Leipzig) war ein deutscher Zoologe und Tiefseeforscher. Sein Lebenswerk ist die Organisation und Durchführung der ersten deutschen Tiefsee-Expedition mit dem Dampfer Valdivia in den Jahren 1898/1899. Chun selbst war Spezialist für Rippenquallen und Tintenfische.

Plimsoll-Lademarke

Samuel Plimsoll (1824–98), der gegen eine Reederschaft zu Felde zog, die absichtlich seeuntüchtige Schiffe ausfahren ließ, um bei Schiffbruch die Versicherungssumme zu erhalten. Er mobilisierte die öffentliche Meinung gegen den Widerstand Benjamin Disraelis und die Schiffseigner für eine Gesetzesvorlage gegen seeuntüchtige Schiffe (Unseaworthy Ships Bill). Sie führte 1890 zur Kennzeichnung aller Handelsschiffe des Königreichs, die später von nahezu allen Seeschifffahrt treibenden Nationen übernommen wurde.
Das Zeitalter der Großsegler und Dampfschiffe brach an. Die oft relativ schwerfälligen und langsamen Segelschiffe des Mittelalters hatten ausgedient. 1889 wurde mit dem von Alexander Carlisle (dem späteren Chefdesigner der Olympic-Klasse) konstruierten 20 Knoten schnellen White Star Liner Teutonic der erste Dampfer ohne jegliches Segel in Dienst gestellt.
Der technische Übergang vom Segelschiff zum Dampfer dauerte jedoch noch einige Jahrzehnte. Eine „neue“ Generation von Großsegelschiffen war nicht nur erheblich schneller, sondern hatte auch eine weitaus größere Tragfähigkeit. Sogar als die Dampfschiffe schon außer Dienst gestellt und durch moderne Motorschiffe abgelöst worden sind, befuhren noch einige der letzten Großsegler die Weltmeere. Dazu gehörten die beiden ehemaligen Flying P-Liner (legendäre schnelle Großsegler der Reederei F. Laeisz) Pamir, die 1957 in einem Hurrikan unterging, und Passat, die wenige Wochen später außer Dienst gestellt wurde und heute in Lübeck-Travemünde als Museumsschiff vor Anker liegt. Der letzte frachtsegelnde Windjammer war die Drumcliff (Schiff), die 26. Juni 1958 vor Peru sank.
Die meisten heute noch in Fahrt befindlichen Großsegler dienen als Segelschulschiffe und fahren zum Teil für die nationale Marine, zum Beispiel die Gorch Fock (II) aus Deutschland. Andere Windjammer dienen zivilen Behörden insbesondere für die Handelsmarine als Segelschulschiff (z. B. die Khersones aus der Ukraine oder die Kruzenshtern und die Sedov aus Russland) und/oder werden für zahlende Gäste zur Verfügung gestellt (zum Beispiel die Alexander von Humboldt). Andere Segler sind heute als zum Teil luxuriöse Urlaubsschiffe im Einsatz.

### 20. Jahrhundert

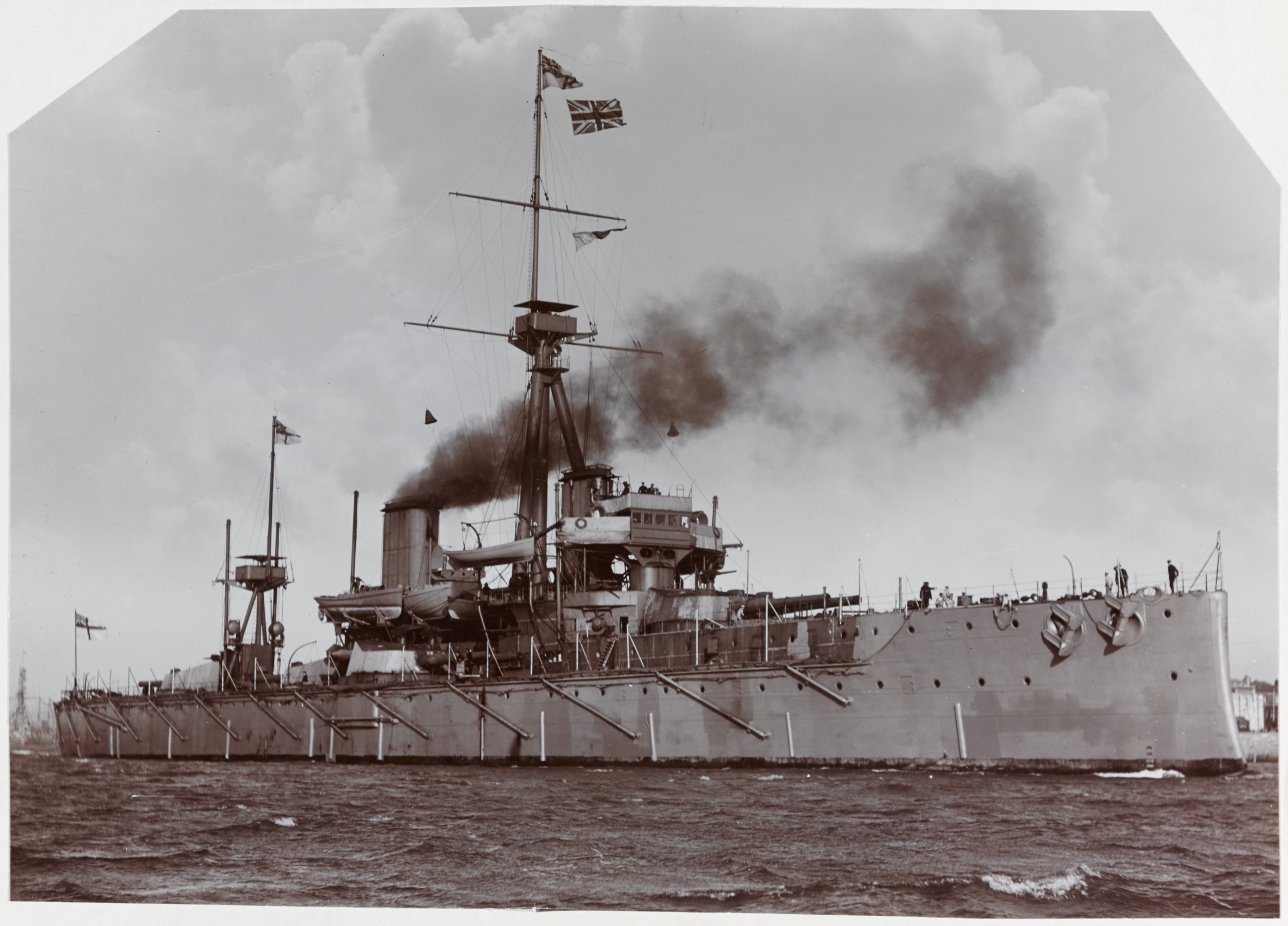
HMS Dreadnought, 1906

1906 wurde die von der Royal Navy in Auftrag gegebene Schlachtschiff Dreadnought fertiggestellt. „Dreadnought“ wurde zum Gattungsbegriff für einen neuen Typ von Kriegsschiff, der die bis dahin gebauten Linienschiffe in vieler Hinsicht übertrumpfte. Nach dem Ersten Weltkrieg wurde der Begriff allmählich durch „Großkampfschiff“ oder „Schlachtschiff“ verdrängt.
- 1. Januar 1907 Die Seekasse wurde gegründet.
- 14. April 1912 Die Titanic, das größte bis dahin erbaute Schiff, kollidiert bei Nacht mit einem Eisberg und sinkt 2 Stunden und 40 Minuten nach der Kollision. Die Titanic wurde als letztes Schiff als „unsinkbar“ bezeichnet. Mehr als 1500 Menschen sterben bei dem Unglück; es sind nicht genügend Rettungsboote an Bord.
- 14. August 1914 erste Schiffspassage durch den Panamakanal. Dieser verkürzt den Seeweg von der Ostküste zur Westküste Amerikas um rund 16.000 km; das gefährliche Umfahren der Südspitze von Südamerika entfällt.
- 31. Mai 1916 bis zum 1. Juni 1916 Seeschlacht am Skagerrak (vor Jütland) – die größte Seeschlacht des Ersten Weltkriegs: deutsche Kaiserliche Marine gegen die Grand Fleet der Royal Navy. Gemessen an der Anzahl der beteiligten Schiffe war es wahrscheinlich die größte Seeschlacht der Weltgeschichte. Die Royal Fleet verlor 14 Schiffe; gleichwohl konnte sie die Seeblockade bis zum Kriegsende aufrechterhalten.
- 1916/1918 aufgrund von Stahlmangel werden erste Schiffe aus wasserdichtem Beton (Betonschiffe) gebaut. Eines der letzten noch erhaltenen Exemplare, das Küstenmotorschiff „Treue“, liegt in Bremen an der Weserpromenade und beherbergt heute eine Diskothek.
- 21. Juni 1919 Scapa Flow: Nach dem Waffenstillstand wurden 74 Schiffe der deutschen Hochseeflotte in Scapa Flow interniert. Dort gab Konteradmiral Ludwig von Reuter den Befehl zur Selbstversenkung der Flotte.
- 9. April 1940: Unternehmen Weserübung, die erste triphibische Operation der Kriegsgeschichte.
- 27. September 1941 die Patrick Henry ist das erste Liberty Ship das in den USA vom Stapel läuft. Bis Kriegsende werden über 2.700 Einheiten dieses Schiffstyps gebaut. Die einfache Bauweise ermöglichte Bauzeiten von ungefähr 30 Tagen. Den bis heute ungebrochenen Weltrekord für den Bau eines Frachtschiffs hält dieser Schiffstyp mit der Robert E Peary ebenfalls (4 Tagen und 15 Stunden Bauzeit). 135 Einheiten wurden in einem einzigen Monat (Dezember 1943) fertiggestellt; das war der Höhepunkt dieses Schiffbauprogramms.
- 6. Juni 1944: Bei der Operation Neptune kommen die stärksten Landungskräfte der Kriegsgeschichte zum Einsatz. Unterstützt und getragen wurden diese durch die mächtigste Schiffsansammlung aller Zeiten, u. a. gehörten dazu: 5 Schlachtschiffe, 23 Kreuzer, 69 Zerstörer, 56 Fregatten und Korvetten, 247 Minensucher, 5 Monitore und Kanonenboote, 256 kleinere Schiffe und 4126 Landungsschiffe – insgesamt über 6000 Schiffe.
- 1956 Das erste Containerschiff entstand in den USA mit dem umgebauten Tanker Ideal X, als die Spedition McLean Trucking Co. damit anfing, die Aufliegergehäuse von Sattelschleppern ohne Fahrgestell über größere Seestrecken mit dem Schiff zu befördern. 1960 gründete McLean die Reederei Sea Land Corporation. 1966 lief erstmals in Deutschland das Containerschiff Fairland der Reederei Sea-Land in Bremen ein. Ab 1968 begann die Umstellung der wichtigsten Liniendienste auf den Containerverkehr, zunächst im Nordatlantikverkehr von USA/Ostküste nach Westeuropa, ab Oktober 1968 der Transpazifikdienst zwischen Japan–USA/Westküste. Hier wurde von der NYK Line das weltweit erste gebaute Containerschiff eingesetzt, die Hakone Maru. Ende 1968 wurden vom Bremer Vulkan mit der Weser Express für den Norddeutschen Lloyd sowie von Blohm & Voss, Hamburg mit der Elbe Express für die Hapag die ersten Containerschiffe (je 750 TEU) in Deutschland gebaut. Sie fuhren mit vier weiteren Schwesterschiffen auf der Nordatlantikroute. 1969 folgte die Umstellung des Liniendienstes Europa–Australien/Neuseeland auf den Containerverkehr, Ende 1971 Europa–Fernost, im Mai 1977 Europa–Südafrika sowie Europa–Karibik/Golf von Mexiko. 1981 folgte die Route Südafrika–Fernost (Safari Dienst). Damit waren die wichtigsten Linienverbindungen auf den Containerverkehr umgestellt.
- 13. Januar 1959 Die International Maritime Organization ist eine Sonderorganisation der Vereinten Nationen. Bis zum 21. Mai 1982 hieß sie IMCO – Inter-Governmental Maritime Consultative Organization. Ihre Gründung wurde bereits 1948 beschlossen, die mehrfach geänderte Satzung trat aber erst 1958 in Kraft. Am 13. Januar 1959 nahm sie ihre Arbeit mit Sitz in London auf. Der IMO gehören 172 Staaten als Vollmitglieder sowie Hongkong, Macau und die Färöer-Inseln als assoziierte Mitglieder an.[3]
- 1959 Die Zeit der Supertanker bricht an. Tankschiffe mit mehr als 100.000 tdw werden gebaut. Mit dem Bau der 555.000 tdw großen Pierre Guillaumat und der (nach Umbau 1980) 564.736 tdw großen Jahre Viking findet der Größenrausch sein vorläufiges Ende.
- 25. November 1961 der erste Flugzeugträger mit Atomantrieb, die Enterprise wird in Dienst gestellt.
- 1969 die Otto Hahn, der erste (und letzte) Erzfrachter mit Atomantrieb wird in Betrieb genommen. Die Otto Hahn ist zugleich Forschungsschiff.
- Anlässlich des vierhundertsten Jahrestages der Seeschlacht von Lepanto am 7. Oktober 1571 wurde im Museu Marítim von Barcelona eine spanische Galeere dieser Zeit nachgebaut und ausgestellt. Es handelt sich dabei um das Flaggschiff Don Juan de Austrias, die Real, mit der er als Oberbefehlshaber die Flotte der Heiligen Liga anführte. Die Real war 60 m lang, hatte eine Breite von 6,2 m und wurde von 236 Ruderern bewegt. Ihrer Bedeutung gemäß waren ihre Aufbauten prächtig verziert und das ganze Schiff in den Farben Rot und Gold gehalten. Mit ihr trug Don Juan entscheidend zum Sieg der Liga bei, indem er das osmanische Flaggschiff Sultana angriff und nach hartem Enterkampf bezwang.
- 18. Oktober 1996 Von der UNO wird der Internationale Seegerichtshof (International Tribunal for the Law of the Sea) eingerichtet der seitdem seinen Sitz in Hamburg hat.

### 21. Jahrhundert

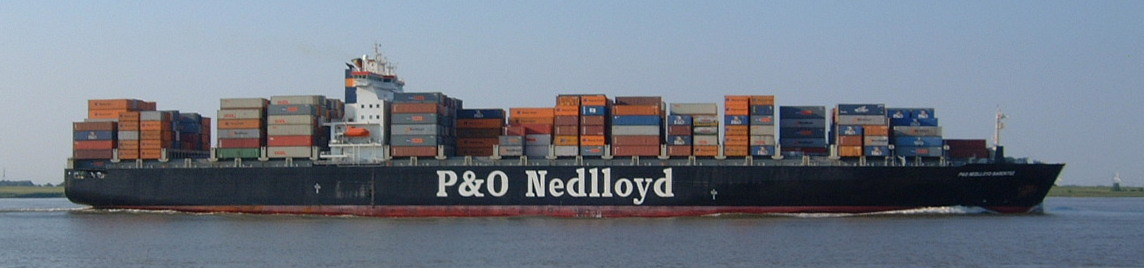
Post-Panamax-Containerschiff P&O Nedlloyd Barentsz (5468 TEU) Bj. 2000 von der Kvaerner Warnowwerft

- 2000: Die ersten Containerschiffe mit einer Tragfähigkeit von 7.000 TEU werden in Dienst gestellt. Angetrieben werden sie vom bis dahin größten Dieselmotor der Welt. Einen von der MAN AG gebauten 2-Takter mit rd. 90.200 PS.
- Ab September 2006: Die bis heute (2013) größten Containerschiffe der Emma-Mærsk-Klasse mit einer Tragfähigkeit von 14.770 TEU werden in Dienst gestellt.

## Gruppen von Seefahrern

### Römisches Reich

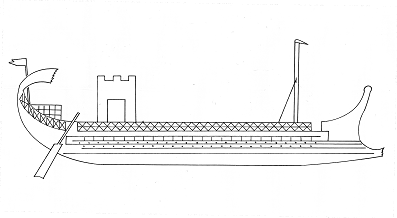
Römisches Kriegsschiff

- 500 v. Chr.: Nach Bericht des Historikers Polybios schließt die Stadt ihren ersten Vertrag mit Karthago. Rom darf Handel mit Sizilien und Sardinien treiben, seine Schiffe dürfen aber nicht weiter nach Westen fahren. Rom hatte kurze Zeit vorher sein Territorium bis an die Tibermündung ausgedehnt, um in den Besitz der dortigen Salzpfannen zu gelangen.
- 300 v. Chr.: Die Stadt schließt ihren zweiten Vertrag mit Karthago. Römische Schiffe dürfen nun die Küste der Iberischen Halbinsel anfahren, aber nicht weiter als bis Cabo de Palos bei Carthago Nova (Cartagena).
- Im Ersten Punischen Krieg strandeten karthagische Kriegsschiffe an den Küsten Italiens. Dies war das Startsignal für den römischen Schiffbau. Die karthagischen Schiffe wurden als Muster für römische Schiffe benutzt. Die karthagische Schiffbautechnologie wurde kopiert und um den Corvus als römische Erfindung ergänzt. Innerhalb kurzer Zeit bauten die Römer eine leistungsfähige Werftindustrie auf und bauten eine Flotte, die es mit den Karthagern aufnehmen konnte. Nach der Eroberung Karthagos war der römische Schiffbau technologisch führend, allerdings bauten die Griechen in Ägypten noch größere Schiffe. Ein besonders bedeutender Werftstandort des Römischen Reiches war Misenum am Golf von Neapel, zugleich Flottenstützpunkt, Hafen, Marineschule (armaturarum schola) und Standort der prima adjutrix, einer Legion von Marineinfanteristen.
- 338 v. Chr.: Im Latinerkrieg werden von Rom einige Schiffe der Latiner erobert. Deren Schiffsbug (Rostra) wird zur Zierde an der Rednertribüne am Forum Romanum aufgestellt. Rostra wird dadurch später die Bezeichnung der öffentlichen Rednertribüne.
- um 275 v. Chr.: Nach dem Sieg über Pyrrhus von Epirus beginnt die Stadt Münzen zu prägen zur Erleichterung des Handels. Es ist dies der Denar zu je vier Sesterzen zu je 2,5 Assen, zuvor hat Rom aufgrund des fehlenden Seehandels keinen Bedarf an Münzgeld gehabt.
- um 230 v. Chr.: Nach einem Volksbeschluss wird die Lex Claudia erlassen, wonach Senatoren und ihre Söhne keine Handelsschiffe besitzen dürfen, die mehr als 300 Amphoren laden können. Die verantwortlichen Politiker sollen damit von Handel ferngehalten werden.
- 102 v. Chr.: Rom entschließt sich, Gegenmaßnahmen gegen die kilikische Piraterie zu ergreifen. Die Beweggründe sind aufgrund der schlechten Quellenlage umstritten: Ein zunehmender Prestigeverlust und ökonomische Interessen dürften aber mit ausschlaggebend gewesen sein. Der Redner Marcus Antonius unternimmt einen Feldzug mit nur mäßigen Erfolg.
- 74 v. Chr.: In den drei Kriegen Roms gegen Mithridates VI. von Pontos nimmt die Piraterie in der Ägäis unerträgliche Ausmaße an. Oftmals wird Rom von den vitalen Getreideversorgungen aus den Provinzen abgeschnitten. In diesem Jahr stellt Rom zu deren Bekämpfung ein eigenes Geschwader unter Marcus Antonius dem Älteren mit Stützpunkten in Epidauros und Gythin auf. Antonius bleibt völlig erfolglos.
- 67 v. Chr.: Nach der Plünderung von Delos durch Piraten im Jahr 69 v. Chr. und dem Überfall auf den Hafen Ostia im Jahre 67 v. Chr. wird von Rom Gnaeus Pompeius Magnus mit Sondervollmachten zu deren Bekämpfung betraut. Um der Piratenplage Herr zu werden, teilte er das Mittelmeer und das Schwarze Meer in 13 Sektoren auf. Jeder Sektor war mit einem eigenverantwortlichen Kommandanten versehen. Der römische Senat stellte ihm, um diese Aktion durchzuführen, 270 Schiffe mit 120.000 Soldaten zur Verfügung. Zu Beginn des Frühjahrs schlugen alle Kommandanten gleichzeitig zu. Die Piraten wurden entweder in ihren Stützpunkten oder auf See angegriffen. Gnaeus Pompeius Magnus selbst führte einen Verband von 60 Schiffen. Er säubert das Mittelmeer in wenigen Monaten von den Piraten und erhält darauf das Kommando im Krieg gegen Mithridates.
- um 50 v. Chr.: Immer mehr Römer kommen als Touristen nach Ägypten. Von Alexandria aus entwickelt sich eine Personenschifffahrt den Nil aufwärts zu den Sehenswürdigkeiten des Landes.
- 56 v. Chr.: Die Galeerenflotte Julius Caesars siegt über die Segelschiffsflotte der Veneter. Bei der herrschenden Windstille waren die römischen Galeeren den Segelschiffen an Manövrierfähigkeit überlegen.
- 30 v. Chr.: Einer der reichsten Gütertransporte zur See war wohl der Königsschatz der Kleopatra. Oktavian erbeutet ihn bei der Einnahme von Alexandria und sendet ihn nach Rom. Als der Schatz dort eintrifft, fällt der Zinsfuß sofort von zwölf auf vier Prozent.
- 22 v. Chr. Augustus: Die in Misenum bei Neapel stationierte Flotte greift mehrmals in die Innenpolitik ein, wobei sie allerdings nicht die Bedeutung der Prätorianergarde erlangt.
- 12–9 v. Chr.: Germanien: Drusus der Ältere (38 v. bis 9 n. Chr.) lässt am Rhein die Classis Germanica bauen, eines der größten Flottenverbände des Römischen Reichs, mit der er die Friesen und Chauken im Nordseegebiet angreift. Dazu lässt er einen Kanal (Fossa Drusiana) graben. Die Germanen verfügen nur über kleine Fahrzeuge wie das Hjortspringboot, das in Nordschleswig ausgegraben wurde. Bis etwa im 4. Jahrhundert kontrolliert die römische Rheinflotte den Strom.
- 40 n. Chr.: Schwertransport: Unter Kaiser Caligula wird der große Obelisk, der heute vor dem Vatikan steht, von Ägypten nach Rom gebracht. Zusammen mit seinen Sockel wiegt er fast 500 Tonnen. Für den Transport wird ein Spezialtransporter gebaut. Als Ballast führt das Schiff 800 Tonnen Linsen mit. Nach dem Transport wird das Schiff als Wellenbrecher für den Bau des Hafens von Ostia versenkt. Beim Bau des Flughafens von Rom findet man die Überreste des Schiffes, aus denen hervorgeht, dass es 95 m lang und 21 m breit gewesen ist.
- 24. August 79: Pompeji wird durch den Vesuv vernichtet. Eines der Opfer war der berühmte römische Schriftsteller Plinius der Ältere, der, getrieben von naturwissenschaftlichem Interesse und dem Wunsch zu helfen, mit seiner Flotte (er war der Präfekt der römischen Flotte in Misenum) zum Ort der Katastrophe gefahren war. Vor Stabiae kam er in den Schwefeldämpfen um. Zeitzeuge der Katastrophe war sein Neffe Plinius der Jüngere, der den Ablauf in erhaltenen Briefen detailgetreu schilderte.
- 286–296 n. Chr.: England: Carausius der Befehlshaber der britannischen Flotte (Classis Britannica) sagt sich von Rom los und lässt sich zum Herrscher von Britannien ausrufen. Die Flotte, die Rom gegen Carausius aufstellte, geht im Ärmelkanal bei Sturm verloren.
- 300 n. Chr.: Das Sassanidenreich sperrt den Persischen Golf, das Äthiopische Reich das Rote Meer für die römische Handelsschifffahrt nach Indien.
- 400 n. Chr.: Personenverkehr: Nach der Erhebung des Christentums zur Staatsreligion beginnen die Pilgerfahrten nach Jerusalem.

### Wikinger

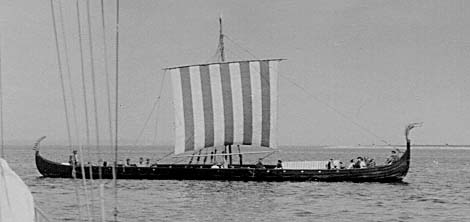
Nachbau eines Langschiffs

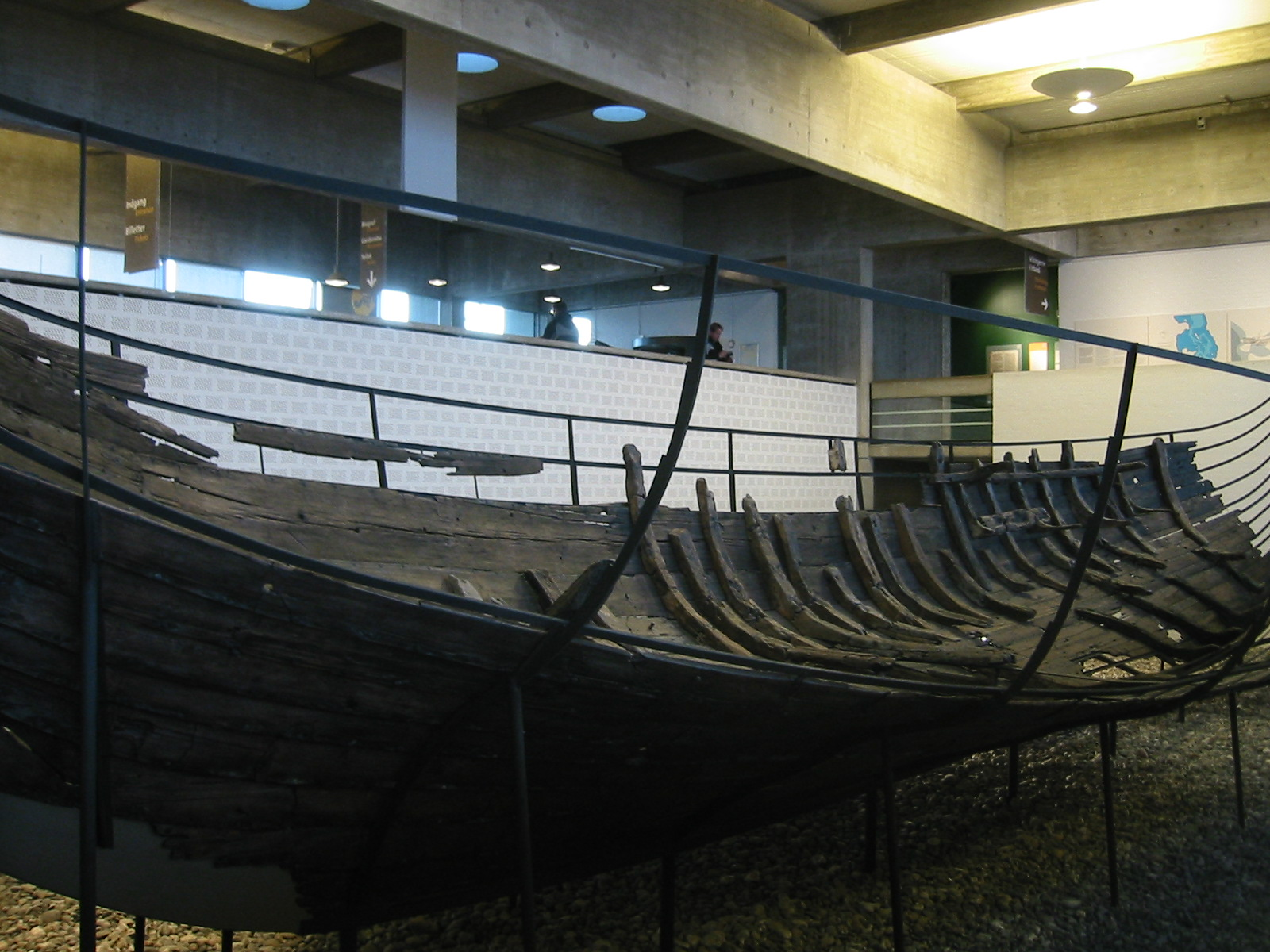
Wikingerschiff im Museum in Roskilde, Dänemark

- um 400 n. Chr.: Nordeuropa: Die ersten Langschiffe der Wikinger sind für diesen Zeitraum belegt. Sie waren vorerst noch unbesegelt, nur bedingt hochseetüchtig und dienten vorerst der Küstenschifffahrt.
- 793 n. Chr.: Wikinger: Mit diesem Jahr und dem Überfall auf das Kloster Lindisfarne in Northumberland setzt man den Beginn der Wikingerüberfälle auf die Küste von Europa.
- 20. August 844 erschienen die Wikinger an der Mündung des Tejo, ein paar Wochen später erreichten sie Cádiz im Südwesten der Halbinsel. Von dort aus fuhren sie flussaufwärts auf dem Guadalquivir bis nach Sevilla und plünderten die Stadt etwa eine Woche lang, bis sie am 11. November des gleichen Jahres von den Truppen Abd ar-Rahmans II. besiegt wurden.
- 845 n. Chr.: Deutschland, Hamburg: Dänische Wikinger zerstören die Hammaburg, Bischof Ansgar flieht nach Bremen. Die Dänischen Wikinger stoßen die Elbe weiter aufwärts vor, werden aber von den Sachsen vertrieben und müssen ihre Beute wieder herausgeben.
- 885–889 n. Chr. Frankreich: Dänische Wikinger, mit 40000 Mann und 700 Schiffen, machen einen Zug die Seine aufwärts. Rouen wird geplündert, Paris belagert und das Land bis Lyon geplündert.
- 1000 oder 1001 n. Chr. fährt der Wikinger Leifur Eiríksson von Grönland nach Amerika.

Er landete vermutlich in Neufundland. Der Saga nach hatte bereits 15 Jahre vorher ein Bekannter von Eiríksson namens Bjarni Herjúlfsson Amerika entdeckt, als er sich auf offener See verirrte. Allerdings war Herjúlfsson nicht in Amerika gelandet, sondern war, ohne anzuhalten, weiter nach Grönland gefahren. Leifur Eiríksson hatte sich für seine Fahrt nach Amerika von Herjúlfsson beraten lassen. Eiríksson und seine Männer bauten an der Küste Häuser und überwinterten an einem Küstenstreifen, den sie Vinland nannten. Im nächsten Frühjahr segelten sie zurück nach Grönland. Während Eiríksson die Nachfolge seines Vaters Erik des Roten als Führer von Brattahlíð antrat, fuhr sein Bruder Thorvald nach Amerika, fand die Häuser von Leifur Eiríksson, wurde aber in einem Streit mit der indigenen Bevölkerung getötet. Sein Steuermann überbrachte die Nachricht seines Todes zwei Jahre später nach Grönland. Thorstein, ein weiterer Bruder Leifurs, folgte der Route der beiden, fand Amerika aber nicht und kehrte erfolglos zurück.
Im Jahre 1006 unternahm der Isländer Thorfinn Karlsefni, der inzwischen die Witwe von Thorstein geheiratet hatte, den ersten wirklichen Versuch, Amerika zu kolonisieren. Mit drei Schiffen und 250 Personen segelte er nach Vinland, wo er die verlassenen Hütten von Leifur Eiríksson fand. Nach anfänglich freundschaftlichem Kontakt zu der einheimischen Bevölkerung kam es zu Spannungen und bald zu gegenseitigen Angriffen, bei denen die meisten Wikinger starben. Die Überlebenden harrten zwei weitere Jahre in Vinland aus, bevor sie nach Grönland zurückkehrten.
Es folgte ein letzter Versuch durch Leifurs Halbschwester Freydis Eriksdóttir. Kaum in Vinland angelangt, zerstritten sich die Wikinger aber untereinander.

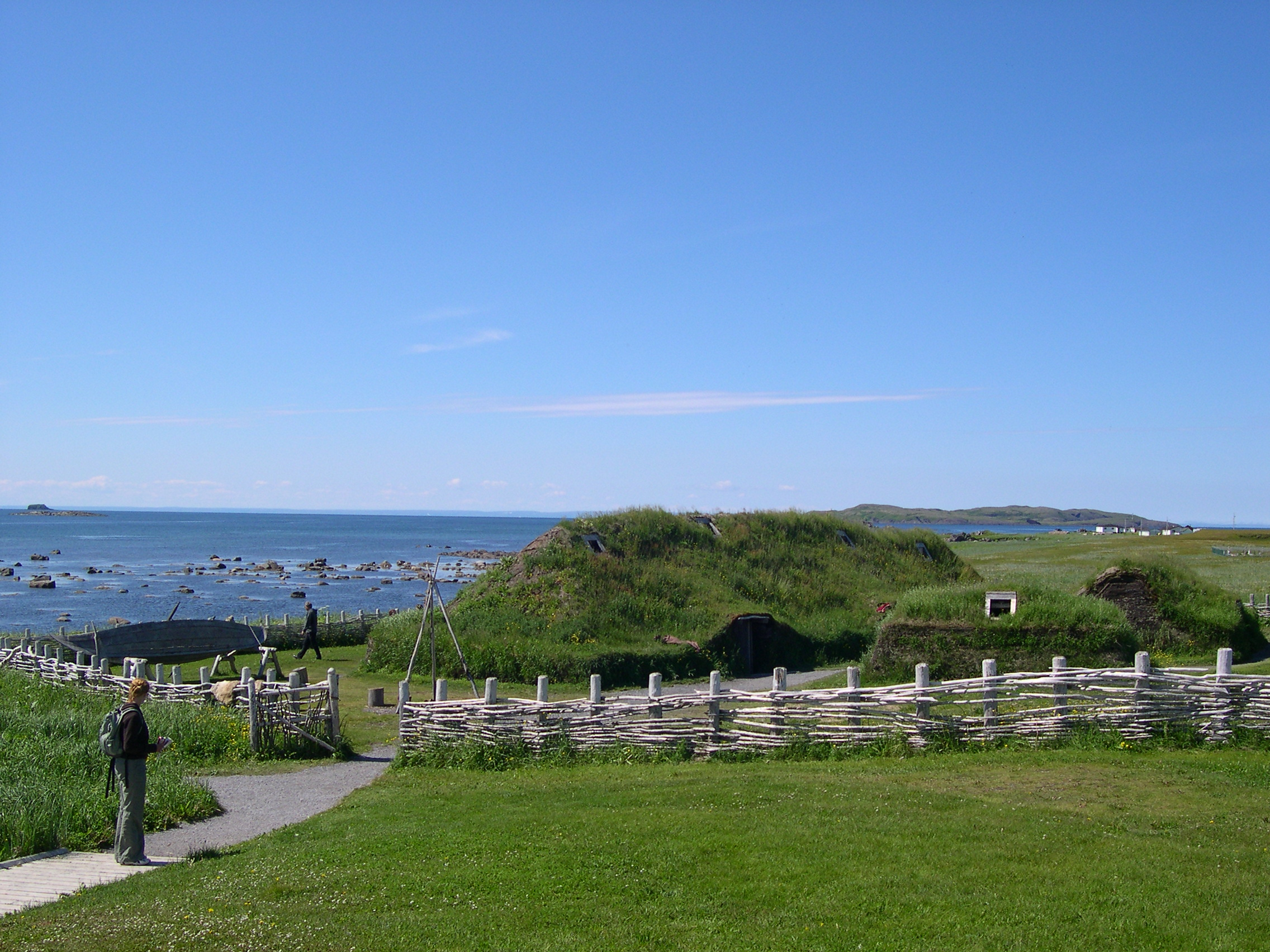
Rekonstruktion einer Wikingersiedlung in Vinland in L'Anse aux Meadows (Neufundland)

Teile dieser Saga wurden wissenschaftlich bestätigt. Leifur Eiríksson Beschreibung von Amerika stimmte exakt überein mit den tatsächlichen Gegebenheiten. 1961 grub man in L’Anse aux Meadows (Neufundland) eine Wikingersiedlung aus. Die Forscher gehen davon aus, dass es sich um die von Leifur Eiríksson angelegten Häuser handelte.
Die isländischen Annalen, Grænlendingar, berichten über weitere Reisen nach Amerika, unter anderem von einem Bischof namens Eirikur Gnúpsson im Jahre 1121 und von Priestern im 13. Jahrhundert. Die letzte Schilderung beruft sich auf eine Überfahrt im Jahre 1347. Ob diese Wikinger in Amerika blieben, oder nach Europa zurückkehrten, ist ungeklärt.
Es gibt eventuell Hinweise auf weiter nach Süden, entlang der nordamerikanischen Atlantikküste führende Fahrten der Wikinger. Im Maine State Museum in Augusta wird eine aus der Zeit 1065 bis 1080 stammende Wikingermünze ausgestellt, die in Maine ausgegraben wurde. In der grönländischen Wikingersiedlung Ameralikfjord fand man Anthrazitkohle, die nicht aus Grönland, Island oder Norwegen stammen kann, aber mit solcher aus Rhode Island identisch ist (Lit.: Zillmer).
Der Bau des Wikingerschiffs erfolgte ohne Pläne nur aus dem mündlich überlieferten Gedächtnis der Väter. Es werden zwei Arten von Schiffen unterschieden
- Langschiffe, auch als Kriegs- oder Kampfschiffe bezeichnet und aufgrund ihres Stevenschmucks oft „Drachen“ genannt und Handelsschiffe, sogenannte Knorren.

Langschiffe waren die Kriegs- bzw. Kampfschiffe der Wikinger. Sie konnten mit ihnen schnell und unerwartet angreifen – sich aber wieder zurückziehen, bevor ein Vergeltungsschlag organisiert werden konnte. Dieser Schiffstyp war ein etwa 20 m langer Verdränger, deren Holzplanken überlappend in Klinkerbauweise verbaut wurden. An den Überlappungen wurden die Planken mit Metallnieten zusammengehalten. Sämtliche hölzernen Schiffsteile aller Schiffstypen wurden mit verschiedenen Beilen aus Baumstämmen nach der jeweiligen Maserung gehackt. Daraus ergab sich insgesamt eine enorme Festigkeit und Belastbarkeit. Auch die Planken wurden nicht gesägt. Die Langschiffe wurden gerudert und gesegelt; sie hatten einen umlegbaren Segelmast, der in kürzester Zeit (etwa 1,5 Minuten) auf- und abgebaut werden konnte. Der Tiefgang aller Schiffe betrug nicht mehr als 1,5 m und sie erreichten eine Maximalgeschwindigkeit von etwa 20 Knoten (37 km/h). Neben der Möglichkeit von Fahrten über lange Entfernungen konnten die Wikinger daher mit ihren Schiffen nicht nur in flachen Gewässern segeln, sondern zusätzlich entlang der Flüsse, selbst unter Brücken hindurch, tief in das jeweilige Landesinnere vordringen.
Mit den Handelsschiffen, die breiter und hochbordiger als die Langschiffe waren, brachen die Wikinger zum Beispiel zu ihren Entdeckungsfahrten nach Grönland und zum Handel in das heutige Russland auf.
Das Steuerruder aller Schiffstypen war auf der rechten Seite, davon leitet sich die Richtungsangabe steuerbord in der allgemeinen Schifffahrt her. Wie die Wikinger es geschafft haben auf offener See zu navigieren, ist noch nicht restlos geklärt. Aus der Saga von Riem lässt sich entnehmen, dass die Wikinger schon damals wussten, dass die Erde eine Kugel ist. Ein archäologischer Fund lässt auf die Verwendung einer kompassähnlichen Navigationshilfe schließen. In Grönland tauchte 1948 eine Holzscheibenhälfte auf, darauf befanden sich 17 Markierungen und ein Loch im Zentrum. 2004 entdeckten Archäologen auf der Insel Wollin ein ähnliches Stück. Ein Kompass, eine Sonnenuhr, oder beides? Noch weiß man es nicht genau. Aber auch die Gezeiten waren den Nordmännern vertraut. In der altnordischen Saga von Olaf dem Heiligen wird von einem leuchtenden Stein erzählt, der auch bei schlechter Sicht, bedecktem Himmel und Nebel, im Licht leuchtete. Ein solches Mineral gibt es wirklich, es heißt Cordierit. Je nach Einstrahlrichtung des Lichtes färbt sich der Stein gelb oder blau. Durch unterschiedliche Polarisationsebenen wird der Stand der Sonne angezeigt. Landmarken, Fisch- und Vogelzüge sagten dem Kendtmann (Kundiger) wo es lang ging auch dann wenn die Sterne nicht zu sehen waren, wie in den Hellen Nächten. Auch verriet die Wasserfärbung die Strömung und mit feiner Nase erschnüffelte man, wenn Land in der Nähe war. Insgesamt waren die Wikinger in der Navigation und dem Schiffbau nicht nur für ihre Zeit richtungsweisend, vielmehr stammen viele noch heute verwendete Begriffe aus diesem Gebiet letztlich von ihnen.
Kulturell hatte das Schiff für die Wikinger eine enorme Bedeutung, das bezeugen sowohl Schiffssteinsetzungen und Grabanlagen in Schiffsform, sowie Bestattungen in ganzen Schiffen, als auch die Schiffsdarstellungen auf Runensteinen.

### Hanse

Kraweel Lisa von Lübeck

- 1429 n. Chr.: Die Einführung des Sundzolls für die Durchfahrt durch den Öresund durch König Erik VII. führte zu einer Eskalation zwischen den Hansestädten und Dänemark, die 1435 n. Chr. mit dem Frieden von Vordingborg mit einer Bestätigung der Privilegien der Hanse beigelegt wird.
- 1470 n. Chr.: Die ständigen Einschränkungen der Privilegien der Hanse am Londoner Stalhof führen zur Kriegserklärung der Wendischen und preußischen Städte der Hanse gegen England. Der Seekrieg wird als Kaperkrieg geführt und für die Hanse durch den Frieden von Utrecht (1474) durch den Bürgermeister Hinrich Castorp erfolgreich abgeschlossen.
- Der Schiffshauptmann Paul Beneke aus Danzig, erobert im Ärmelkanal die Galeone Sankt Thomas aus Florenz. Auf ihr wird der berühmte Flügelaltar des Jüngsten Gerichts von Hans Memling erbeutet.

Die Verbindung von Land und Seeverkehr in einer Organisation war der entscheidende Schritt in die Zukunft, die der Hanse schließlich die monopolartige Vorherrschaft in Handel und Transport auf Nord- und Ostsee bringen sollte. Neue Verkehrswege auf dem Wasser wurden allerdings bis weit ins 14. Jh. von der Hanse nicht erschlossen, man übernahm vielmehr die von Friesen, Sachsen, Engländer und Skandinavier erschlossenen Verkehrswege. Die Handelspartner und Schiffer wurden verdrängt, oft unter dem Anschein fairer Verträge unter gleichberechtigten Partnern. Beispielhaft dafür ist das Privileg Heinrichs des Löwen an die Gotländer von 1161. Als diese sich weigerten, mit den Kaufleuten aus dem gerade wieder gegründeten Lübeck (1159) als Handelspartner zu akzeptieren, vermittelte Heinrich und gestand den Gotländern in seinem Gebiet die gleichen Rechte zu, wie sie die Gotländer den deutschen auf ihrer Insel einräumen sollten. Nun konnten die Kaufleute aus Visby, die bis dahin den Zwischenhandel auf der Ostsee beherrschten, ihre Waren allenfalls bis Lübeck bringen, der direkte Weg weiter ins Binnenland blieb ihnen versperrt. Ein weiterer Vorteil der Hanseschifffahrt war eine gewisse Rechtssicherheit gegenüber Konkurrenten, ein entwickeltes Seerecht, das Fragen der Befrachtung, der Bemannung, der Verhältnisse an Bord, des Verhaltens im Seenotfall usw. regelte. Die Rechtssicherheit für Hanseschiffe, vor allem im Ausland, war grundlegend für das reibungslose Funktionieren der Verkehrsorganisation. Auch Fragen der technischen Schiffssicherheit und der Seefähigkeit der Schiffe wurden sehr ernst genommen, ebenso wie der Schutz der Handelsschiffe vor Piraterie. Die Schiffer fuhren deshalb meist im Verband in Fahrtgemeinschaften von zwei und drei Schiffen, und ab 1477 mussten größere Hanseschiffe je 20 Bewaffnete an Bord haben. Gegen Kaperungen schützten diese Maßnahmen jedoch nicht immer.
Mit der einmastigen Kogge entsteht spätestens seit dem 12. Jahrhundert ein Schiffstyp, der den Übergang vom wattenmeertauglichen Küstenschiff zum hochseetüchtigen Handelsschiff markiert.

### Piraten

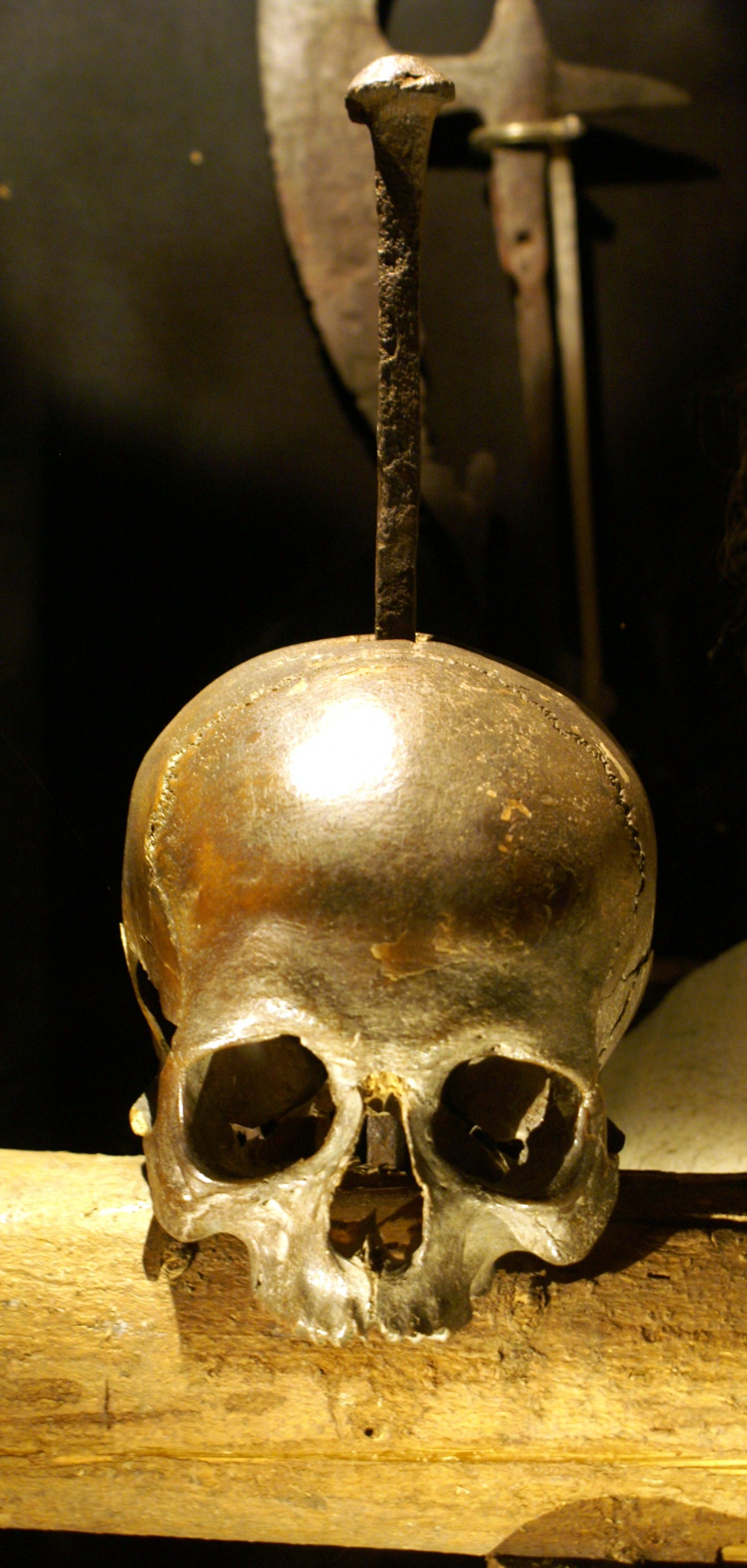
Gepfählter Schädel eines in Hamburg Hingerichteten, um 1400, entdeckt 1878 beim Bau der Speicherstadt auf dem Grasbrook, diente als Grundlage der Rekonstruktion der Gesichtszüge, vermutlich ein Pirat, vll. Klaus Störtebeker

Über Piraten berichtete bereits Homer dort schildert er im 8. Jh. v. Chr. in seinen Epen Kaperfahrten zum Haupterwerb. Insbesondere die Küsten der Ägäis luden als Versteck und Schlupfwinkel geradezu ein. Korrespondenzen des Herrschers von Zypern aus dem 14. Jh. v. Chr. belegen Piraten an der kleinasiatischen Südküste. Ausgangspunkt soll vor allem Lykien in der heutigen Südwest-Türkei gewesen sein. Auch in vielen späteren antiken Quellen galt diese Region als Heimat von Piraten, die die Gewässer großer Teile des östlichen Mittelmeers unsicher machten. Die überhandnehmende Seeräuberei in der Ägäis wurde – laut Herodot und Thukydides – erstmals durch die kretische Marine bekämpft. Eine wahre Piraten-Plage z. Z. des römischen Imperiums veranlasste den Senat, Pompeius (67 v. Chr.) mit besonderen Vollmachten auszustatten. Sein regelrechter Seekrieg gegen die Piraten führte zum vorläufigen Ende der Piraterie; Byzanz, am Ende seiner Macht, wurde wiederum von arabischen Seeräubern beeinträchtigt.
- 1655 wurde Port Royal auf Jamaika Stützpunkt der Karibik-Piraten. Hier fanden vornehmlich englische Piraten ihren Stützpunkt, auf Île de la Tortue hauptsächlich französische. Port Royal wurde 1692 von einem Erdbeben und der nachfolgenden Flutwelle zerstört. Danach wichen die Piraten auf die Bahamas-Inseln (bis 1718) und nordamerikanische Häfen wie zum Beispiel New York aus.

Auf den Schiffen herrschte eine gewisse Form der Demokratie. So wurden oft wichtige Entscheidungen durch Abstimmungen der Besatzung getroffen. Ein Grund für den anfänglichen Zulauf zum Piratentum war die erbarmungslose Unterdrückung auf den offiziellen Handels- und Kriegsflotten der einzelnen Länder. Als die Zeit der „klassischen Piraterie“ kann man den Zeitraum zwischen etwa 1650 und 1730 bezeichnen, als Seeräuber europäischer Herkunft gestützt auf korrupte Gouverneure und Regierungsbeamte vor allem die Karibik unsicher machten. Nach Eliminierung ihrer Stützpunkte im karibischen Meer verlegten einige Piratenführer ihre Wirkungsstätte in den Indischen Ozean, wo in einem Teil der Insel Madagaskar eine Art Piratenrepublik (Libertalia) entstanden war, die bis etwa 1730 existierte.
Eine spezielle Form der Piraterie existierte im Mittelmeer. Diese ging hauptsächlich von den sogenannten Barbareskenstaaten aus, also den zwischen Atlantischem Ozean und Ägypten liegenden nordafrikanischen Territorien des Maghreb. In diesen Ländern wurde die Seeräuberei staatlich betrieben und war die Haupteinnahmequelle des Staates. Dieses Unwesen ging noch Ende des 18. Jahrhunderts so weit, dass einige europäische Länder (etwa die seinerzeit unabhängige Hansestadt Hamburg) aber auch die noch jungen USA sich lieber zu regelmäßigen Zahlungen an die Regierungen der „Barbareskenstaaten“ verpflichteten, damit ihre Handelsschiffe nicht behelligt wurden.
Erst im Jahr 1830 setzte Frankreich diesem Treiben mit der Eroberung Algeriens ein Ende.
Gefangene Piraten wurden meist hingerichtet. Als Abschreckung für andere Piraten wurden die Leichen an einer exponierten Stelle in Richtung See zur Schau gestellt.

### Entdecker
Heinrich der Seefahrer (port.: Infante Dom Henrique o Navegador; * 4. März 1394 in Porto; † 13. November 1460 in Sagres) war Infant (Prinz) von Portugal aus dem Hause Avis. Die von ihm initiierten Entdeckungsfahrten entlang der westafrikanischen Küste begründeten die portugiesische See- und Kolonialmacht und stellen den Beginn der europäischen Expansion dar.
Als Gouverneur der Algarve initiierte Heinrich ab 1418 ein ehrgeiziges Programm zur Erschließung eines Seewegs nach Indien. Allerdings ist die „Seefahrtschule“ bei seiner Residenz in Sagres eine Erfindung späterer Jahrhunderte, wie der portugiesische Mathematiker und Historiker Duarte Leite nachgewiesen hat. In den Quellen erwähnt ist nur die Mitarbeit des jüdischen Kartographen Jehuda Cresques, genannt Meister Jaime von Mallorca, der – so die „Asia“ des Joao de Barros aus dem 16. Jahrhundert – portugiesische Seefahrer in seiner Wissenschaft unterrichtete. Der Prinz veranlasste zahlreiche Entdeckungsfahrten entlang der afrikanischen Küste mit einem eigens dafür entwickelten Segelschiff, der Karavelle. Die dabei gewonnenen Kenntnisse in Navigation, Kartographie und Schiffbau waren grundlegend für alle folgenden portugiesischen Entdeckungsfahrten.
Die portugiesischen Könige legten großen Wert auf eine fundierte theoretische und praktische Ausbildung ihrer Piloten. Diese wurden so zu den eigentlichen Protagonisten der Entdeckungsfahrten auf der Suche nach dem Seeweg nach Indien um das Kap der Guten Hoffnung herum. Im 15. Und 16. Jahrhundert bildeten besonders die portugiesischen Piloten aufgrund ihres Wissens eine kleine, aber in Europa sehr gefragte Elite der Seefahrt. Von Anfang an waren die portugiesischen Kapitäne und Piloten verpflichtet, alle auf ihren Reisen gesammelten und für die Navigation bedeutsamen Erfahrungen und Erkenntnisse in geheimen Logbüchern, den roteiros, festzuhalten. Bis zum Tode des Infanten wurden mehr als 2.000 Seemeilen afrikanischer Küstengewässer befahren. Die Kapitäne waren verpflichtet eine Padrão (port. Kolonialsäule) mitzuführen. An markanten neuentdeckten Punkten wie Kaps oder Flussmündungen ließen die Kapitäne unter das Christenkreuz und das Wappen von Portugal noch Name und Datum in den Stein meißeln.
Im Sommer 1487 brach Bartolomeu Diaz auf, um den Seeweg um Afrika zu erkunden. Im Dezember des Jahres 1487 zwang ihn ein heftiger Sturm, Südkurs aufs offene Meer zu steuern. Als er nach 13 Tagen wieder auf Ostkurs ging, hatte er das Kap passiert, ohne es gesehen zu haben, und betrat am 3. Februar 1488 in der Fischbai Land. Der Weg nach Indien war nun gefunden, die Mannschaft aber weigerte sich weiterzusegeln. Das Kap nannte Diaz Cabo tormentoso (Kap der Stürme). König Juan II. taufte es aber um und nannte es Cabo de boa esperanca (Kap der Guten Hoffnung). Im Jahre 1497 gelang es Vasco da Gama, das Kap zu umschiffen und Indien zu erreichen.
Christoph Kolumbus (ital. Cristoforo Colombo, span. Cristóbal Colón, port. Cristovão Colombo, eingedeutscht (bzw. latinisiert) Columbus oder Kolumbus; * wahrscheinlich zwischen dem 25. August und dem 31. Oktober 1451; † 20. Mai 1506 in Valladolid) war ein italienischer Seefahrer in spanischen Diensten. Er ist nicht wie häufig behauptet der Entdecker Amerikas, da die Wikinger vor ihm dort waren. Zudem sind die Indianer ebenfalls Einwanderer Amerikas, was oftmals keine Beachtung findet. Er selbst glaubte bis zu seinem Lebensende, eine Route auf dem Seeweg nach „Hinterindien“ entdeckt zu haben.
Zhèng Hé 鄭和 (in anderer Transliteration: Cheng Ho, auch 三寶 Sān Bǎo genannt, Geburtsname Ma Ho; * 1371 Kunming in der Provinz Yunnan; † 1433 oder 1435) gilt als der berühmteste chinesische Admiral und einer der bedeutendsten Seefahrer des 2. Jahrtausends nach Christus. Zheng He unternahm mit gewaltigen Flotten zwischen 1405 und 1433 sieben große Expeditionen in den Pazifik und den Indischen Ozean. Dabei bekämpfte er nicht nur erfolgreich das Piratenunwesen, sondern erforschte auch die Meere bis nach Arabien und Ostafrika. Seine Schatzschiffe, die mit etwa 70 Metern Länge und 9 Masten zu den größten Holzschiffen aller Zeiten gehörten, legten dabei mehr als 50.000 km zurück. Sein Beiname San Bao hat Spekulationen darüber ausgelöst, dass der Muslim Zheng He das historische Vorbild für die arabische Sagengestalt Sindbad der Seefahrer gewesen sein könnte.
Ferdinand Magellan, portugiesisch Fernão de Magalhães, (* 1480 in Sabrona, Provinz Trás-os-Montes, Portugal; † 27. April 1521 auf Mactan, Philippinen) war ein portugiesischer Seefahrer, der für die spanische Krone segelte. Magellan unternahm die erste Weltumseglung. Die Geschichte seiner Reise ist vor allem bekannt durch die Aufzeichnungen eines Teilnehmers, Antonio Pigafetta.
Sir Francis Drake (span.: el Draque); (* um 1540; † 28. Januar 1596) war ein britischer Freibeuter, Entdecker und Admiral und der erste britische Weltumsegler (siehe Weltumsegelung des Francis Drake). Als Navigator und Seemann gilt er bis heute als eine der herausragenden Persönlichkeiten der englischen Seefahrt.
James Cook (* 27. Oktober 1728 in Marton bei Middlesbrough; † 14. Februar 1779 auf Hawaii) war ein britischer Seefahrer und Entdecker.
Berühmt wurde er durch drei Fahrten in den Pazifischen Ozean, auf denen er zahlreiche Inseln entdeckte und weitere Inseln vermaß und kartografierte.

#### Galerie berühmter Entdecker (Auswahl)

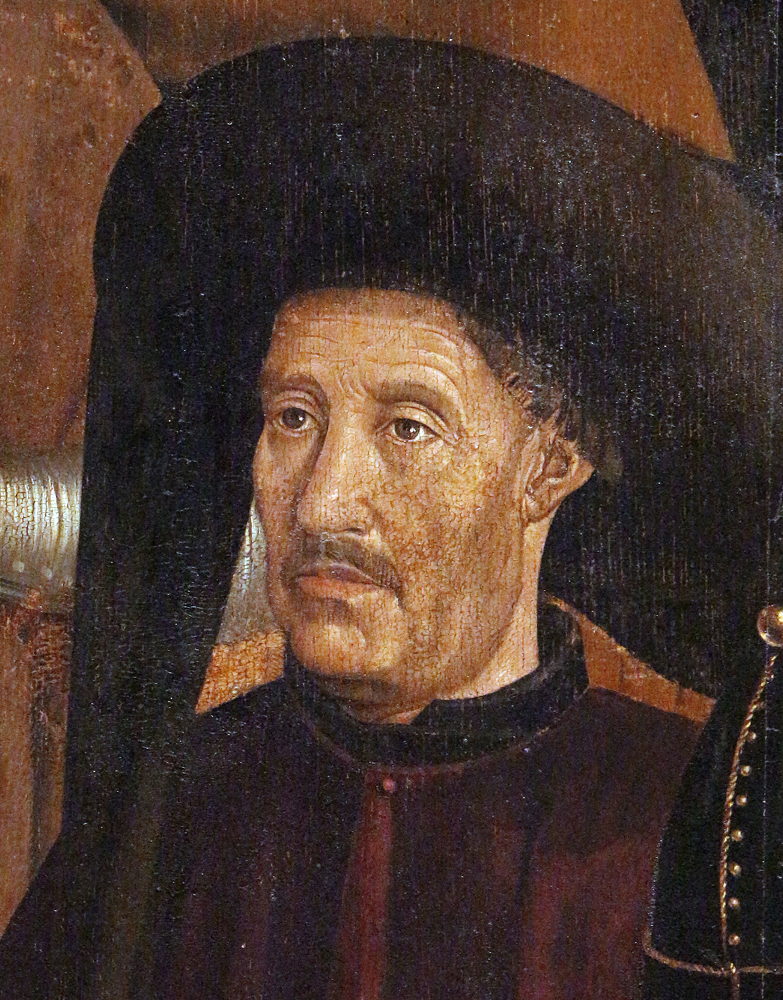
Heinrich der Seefahrer (Ausschnitt aus einem Gemälde des 15. Jahrhunderts)
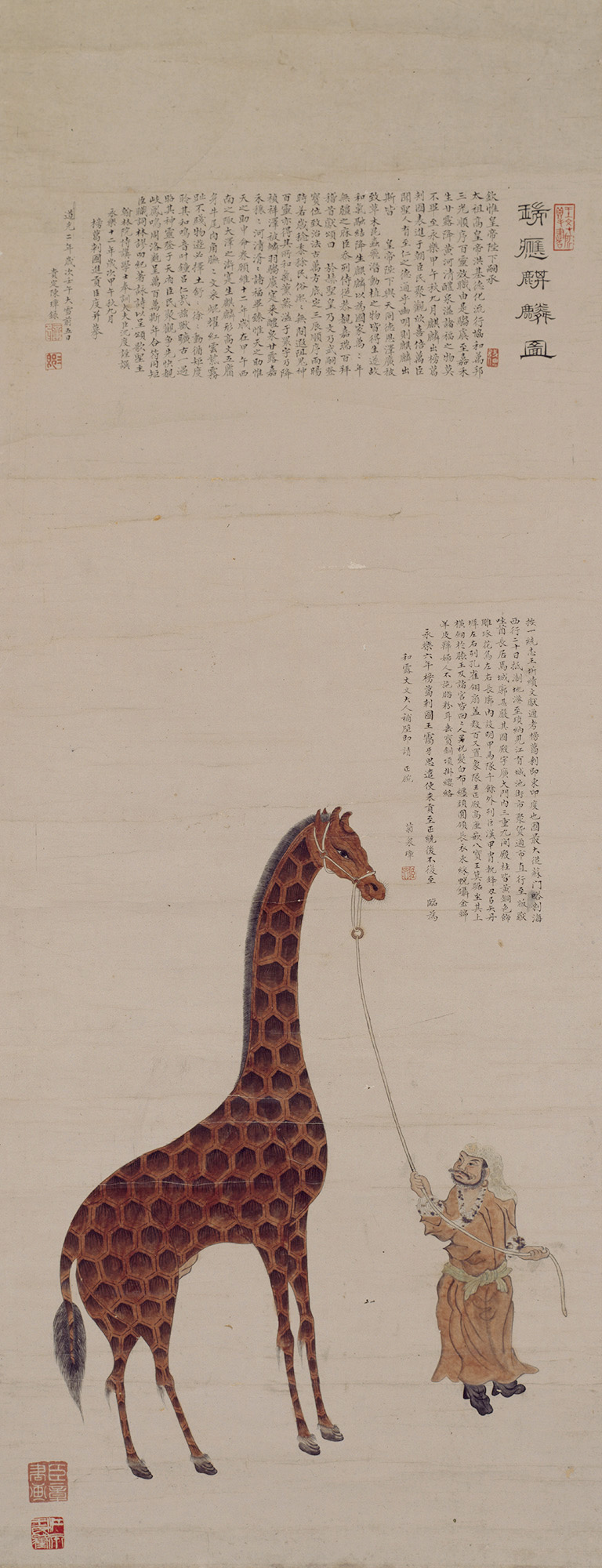
Zheng He brachte von seinen Reisen eine Giraffe mit (Zeichnung von Shen Du).
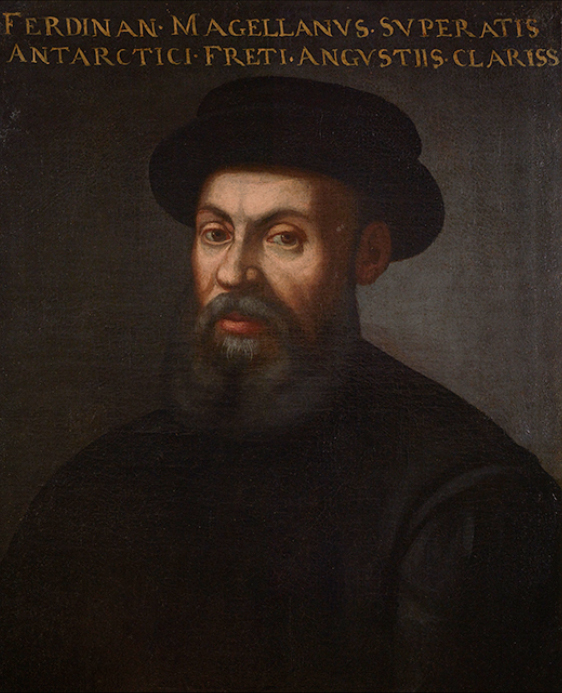
Ferdinand Magellan
Christoph Kolumbus (1451–1506)
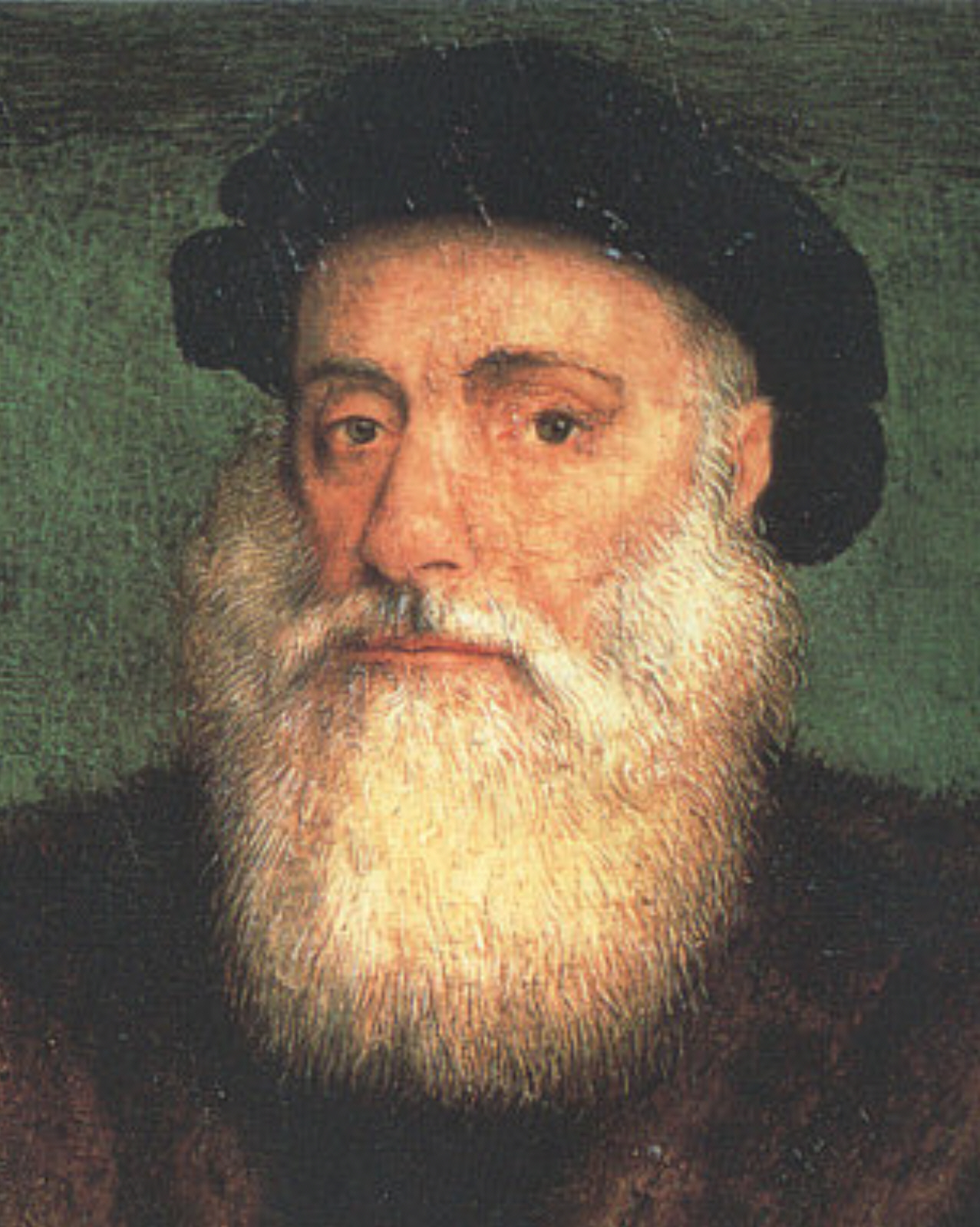
Vasco da Gama (Porträt von Gregorio Lopes (1490–1550))
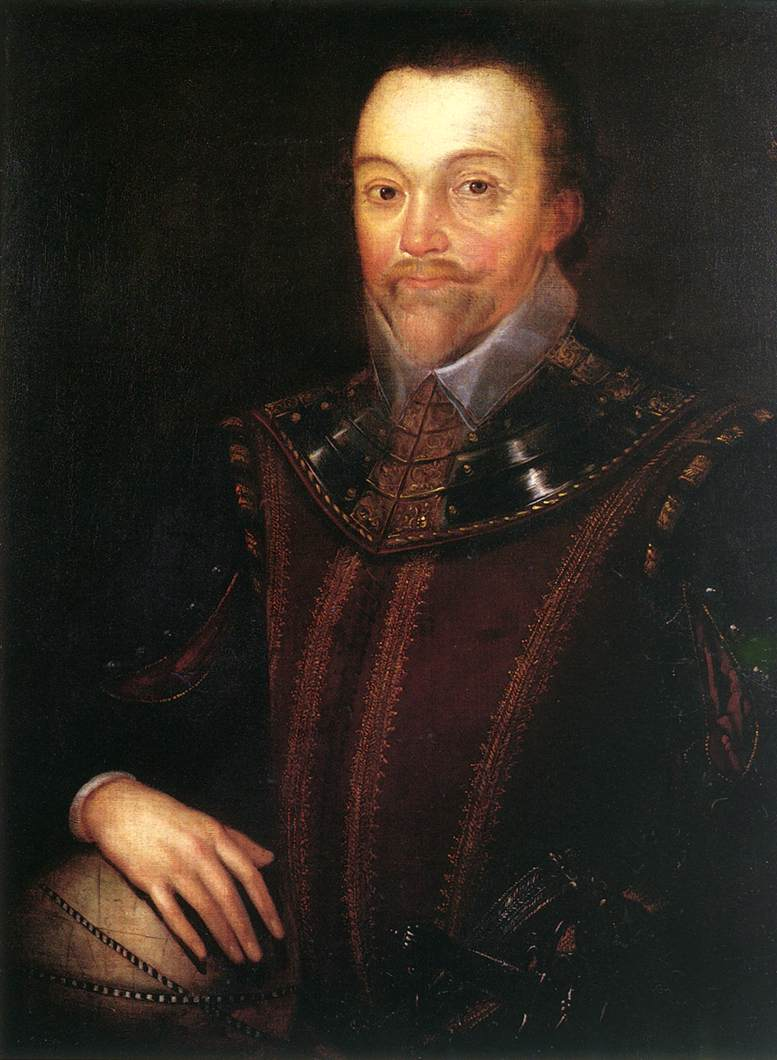
Sir Francis Drake Marcus Gheeraerts der Jüngere (entstanden 1590 oder später)
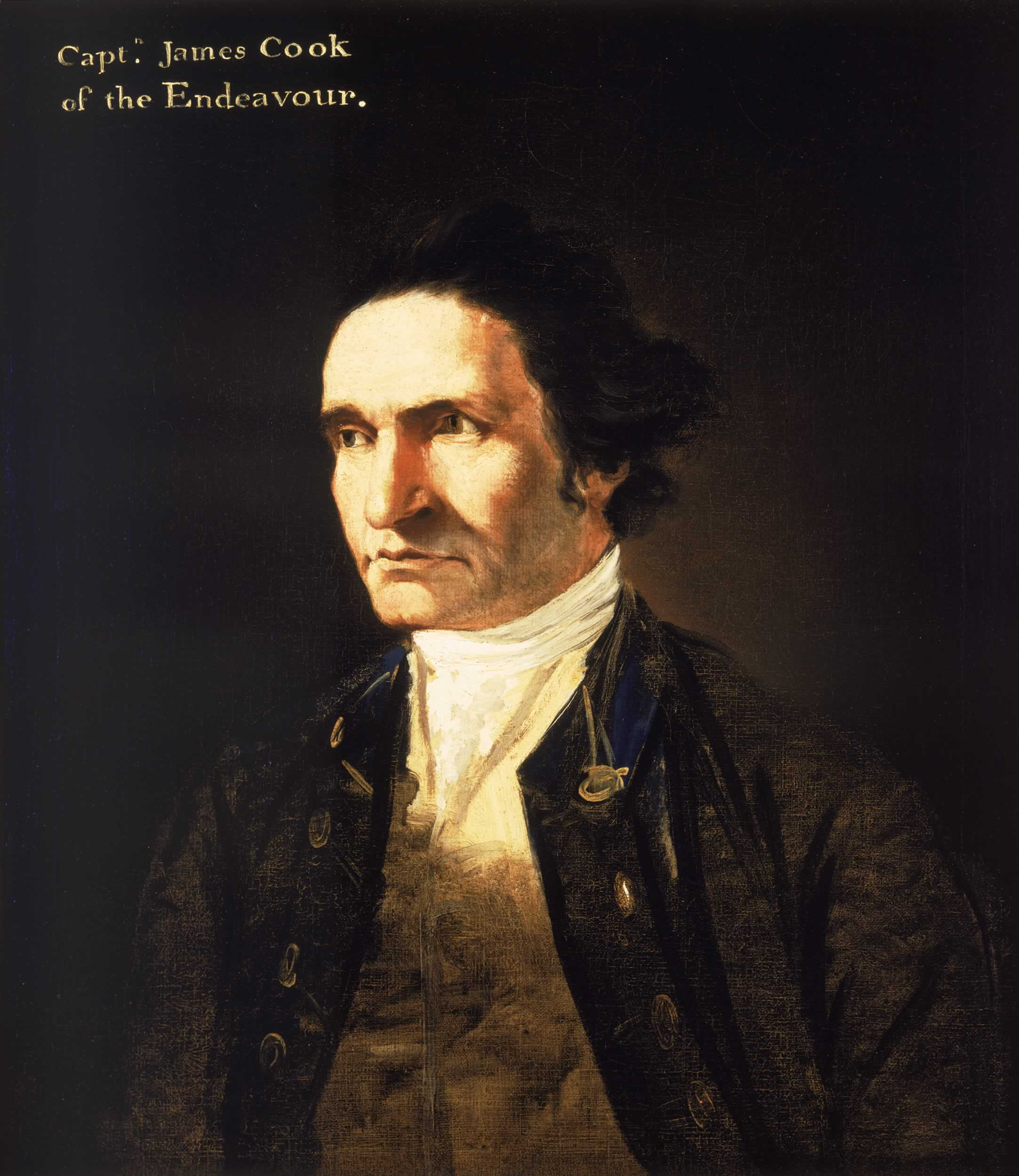
Porträt von James Cook (gemalt von William Hodges)
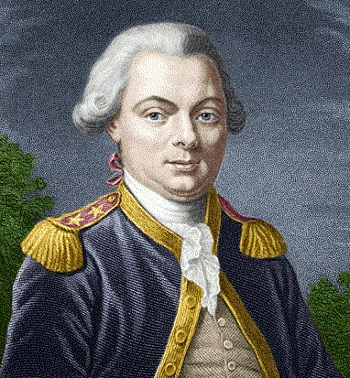
Jean-François de Galaup de La Pérouse (1741–1788)

### Admiral
Admiral ist der höchste militärische Dienstgrad in der Marine. Die Bezeichnung leitet sich ab vom arabischen amīr al-bahr امير البحر – „Befehlshaber zur See“; siehe Emir. In Deutschland ist der Begriff Admiral erstmals anlässlich der Thronbesteigung König Ottos III. im Jahr 983 überliefert, wo auf der Liste hoher Würdenträger auch ein „Oberst Admiral“ genannt wird.
Ursprünglich bezeichnete Admiral den Führer einer Flotte. Darauf bezugnehmend entwickelten sich mehrere Admiralsdienstgrade. Der Vertreter des Admirals, der zugleich die Vorhut führte, wurde als Vizeadmiral bezeichnet. Die Nachhut führte ein weiterer Admiral, der im Englischen rear admiral (=rückwärtiger Admiral), in anderen Marinen Konteradmiral genannt wird. Äußeres Erkennungszeichen der Admirale und ihrer Stellung in der Hierarchie waren die Flaggen, die sie am Topp des Masten führten: der Admiral am Großmast, der Vizeadmiral am Fockmast und der Konteradmiral am Kreuzmast. Noch heute dürfen sie eine eigene Flagge als Kommandozeichen führen und werden daher auch als Flaggoffiziere bezeichnet.

#### Bedeutende Admirale (Auswahl)
Khair ad-Din Barbarossa, Khizr, genannt Khair ad-Din (oder Chair ad Din bzw. Chaireddin) von den christlichen Europäern Barbarossa, türkisch: Hızır, Barbaros Hayreddin Paşa, (* um 1467 oder um 1475 in Mytilini (türk.Midilni) auf Lesbos; † 4. Juli 1546 in Istanbul) war ein osmanischer Korsar im westlichen Mittelmeer, Herrscher von Algier und Kapudan Pascha der Hohen Pforte, man nannte ihn den Schrecken der christlichen Seefahrt.
Andrea Doria (* 30. November 1466; † 25. November 1560) war ein genuesischer Admiral und Fürst von Melfi. Andrea Doria stammt aus einer alten Genuesischen Adelsfamilie Doria-Pamphilij-Landi, die schon seit Jahrhunderten hervorragende Flottenführer hervorgebracht hatte. Er wuchs vaterlos auf und diente als Condottiere zunächst dem Papst, dann auch anderen italienischen Fürsten. 1503 kämpfte er für seine Heimatstadt auf Korsika gegen die Franzosen, die er auch zum Rückzug aus Ligurien zwang. Danach wurde er Admiral und kämpfte an der Spitze der genuesischen Flotte gegen Türken und nordafrikanische Piraten.
Don Juan de Austria (Johann von Österreich; * 24. Februar 1547 in Regensburg; † 1. Oktober 1578 in Bouge, heute in Belgien) war der uneheliche Sohn Kaiser Karls V. und der bürgerlichen Regensburger Gürtlerstochter Barbara Blomberg.
Michiel Adriaenszoon de Ruyter (* 24. März 1607 in Vlissingen; † 29. April 1676) niederländischer Admiral.
Horatio Nelson, 1. Viscount Nelson, K.B., 1. Herzog von Bronte (* 29. September 1758 in Burnham Thorpe, Norfolk, England; † 21. Oktober 1805) war ein britischer Admiral, der einige bemerkenswerte Seesiege errang bzw. daran entscheidenden Anteil hatte: 1797 St. Vincent, 1798 Abukir, 1801 Kopenhagen, 1805 Trafalgar. Sein forsches Vorgehen brachte ihm den französischen Spitznamen „fougueux admiral“, ungestümer Admiral, ein. Wegen seiner schmächtigen Statur, 1,65 m groß und 60 kg schwer, nannten ihn die Spanier „Señorito“, Herrchen.
Tōgō Heihachirō (jap. 東郷平八郎; * 27. Januar 1848 in der Provinz Satsuma (heute Präfektur Kagoshima); † 30. Mai 1934 in Tokio) japanischer Admiral.
Wilhelm Freiherr von Tegetthoff (* 23. Dezember 1827 in Marburg an der Drau (Untersteiermark, damals Kaisertum Österreich, heute Slowenien); † 7. April 1871 in Wien), Admiral in der österreich-ungarischen Kriegsmarine.
Maximilian Johannes Maria Hubert Reichsgraf von Spee (* 22. Juni 1861 in Kopenhagen; † 8. Dezember 1914 vor den Falklandinseln an Bord des Großen Kreuzers Scharnhorst), deutscher Admiral.
Chester William Nimitz (* 24. Februar 1885 in Fredericksburg, Texas, † 20. Februar 1966 auf Yerba Buena Island, Kalifornien) war während des Zweiten Weltkriegs Flottenadmiral der US-Marine und Oberbefehlshaber über die alliierte Marine im Pazifikkrieg.

#### Galerie berühmter Admirale

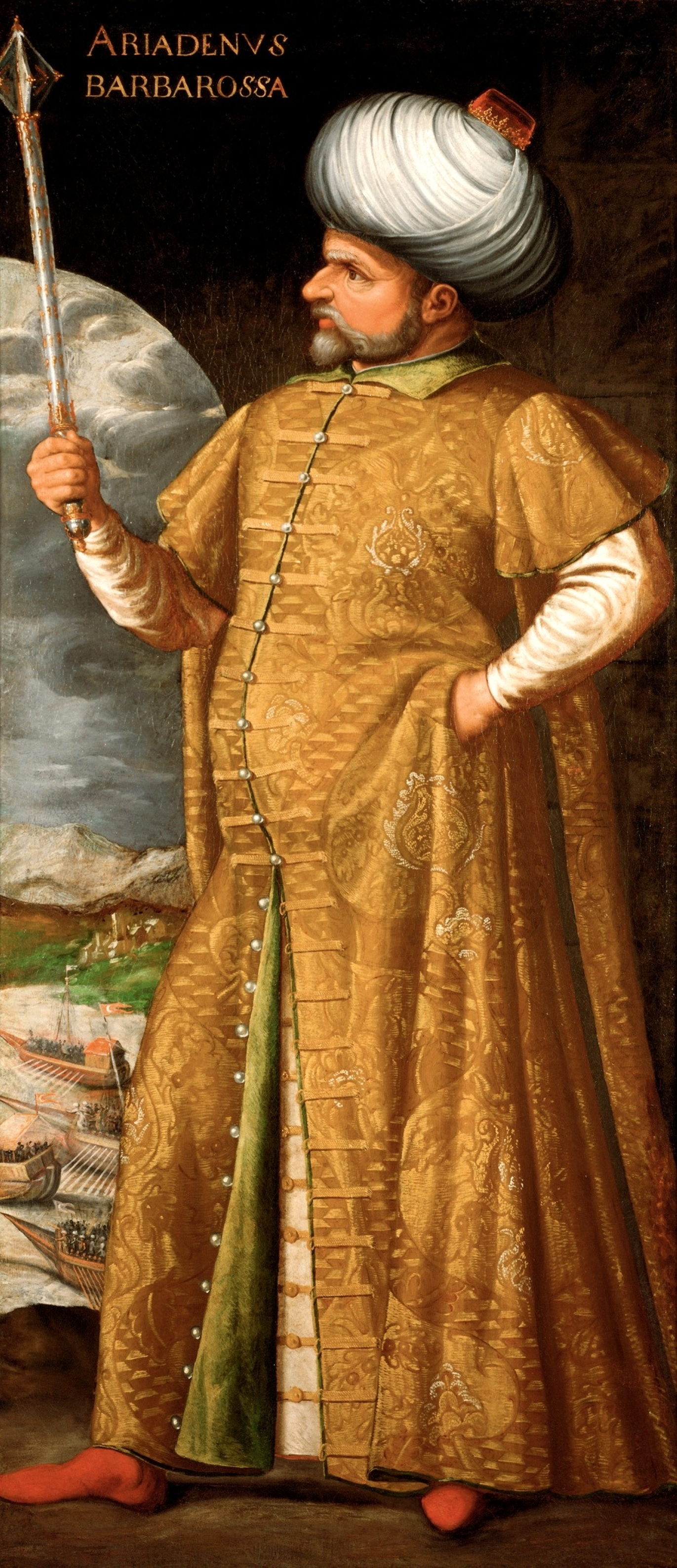
Khair ad-Din Barbarossa
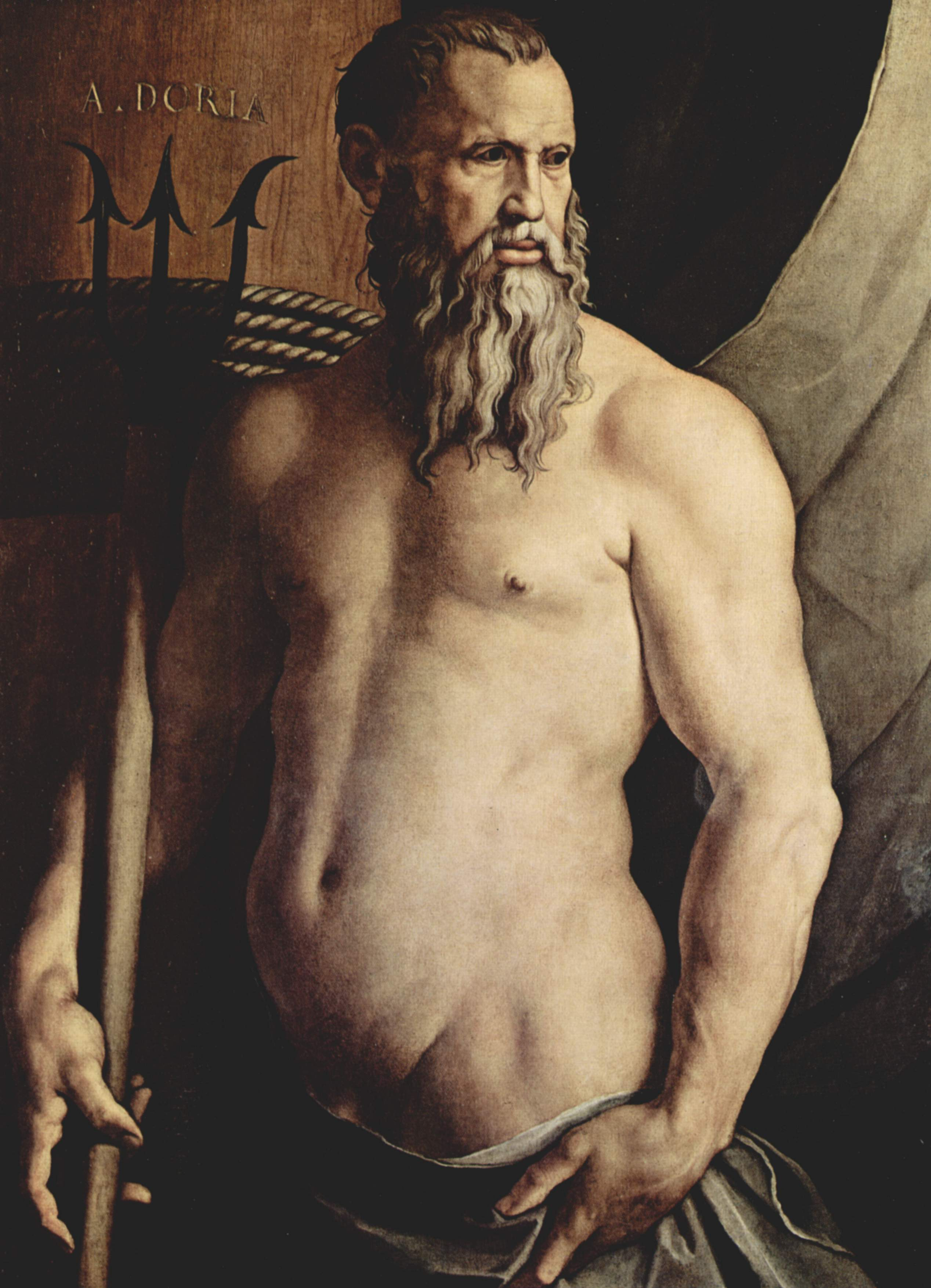
„Andrea Doria als Neptun“ von Agnolo Bronzino
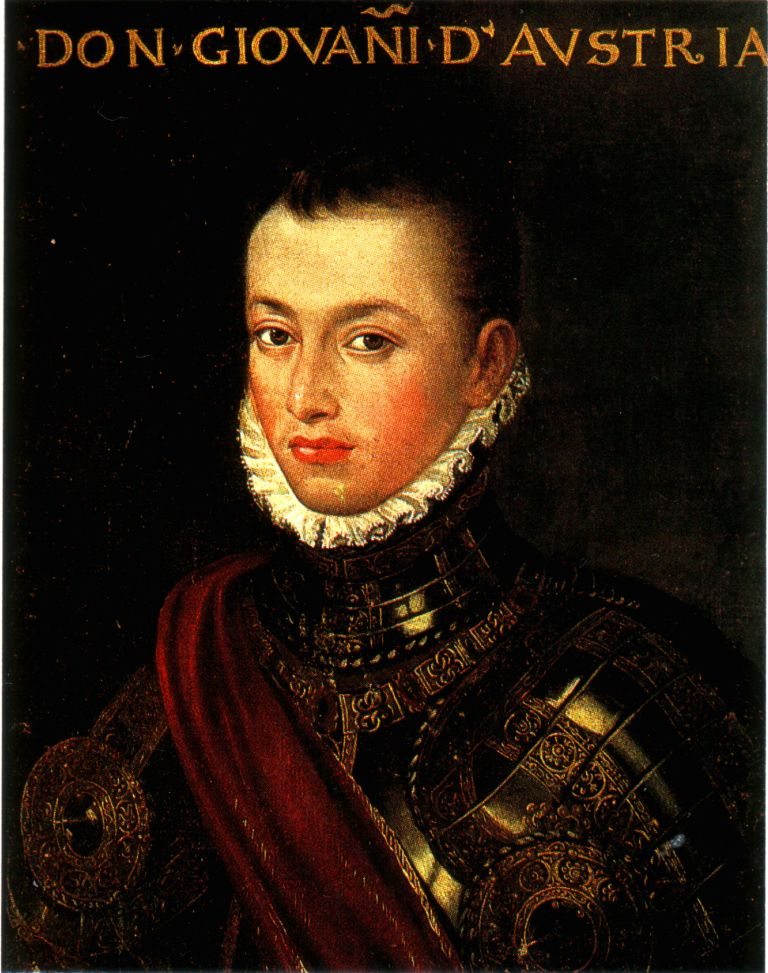
Don Juan de Austria
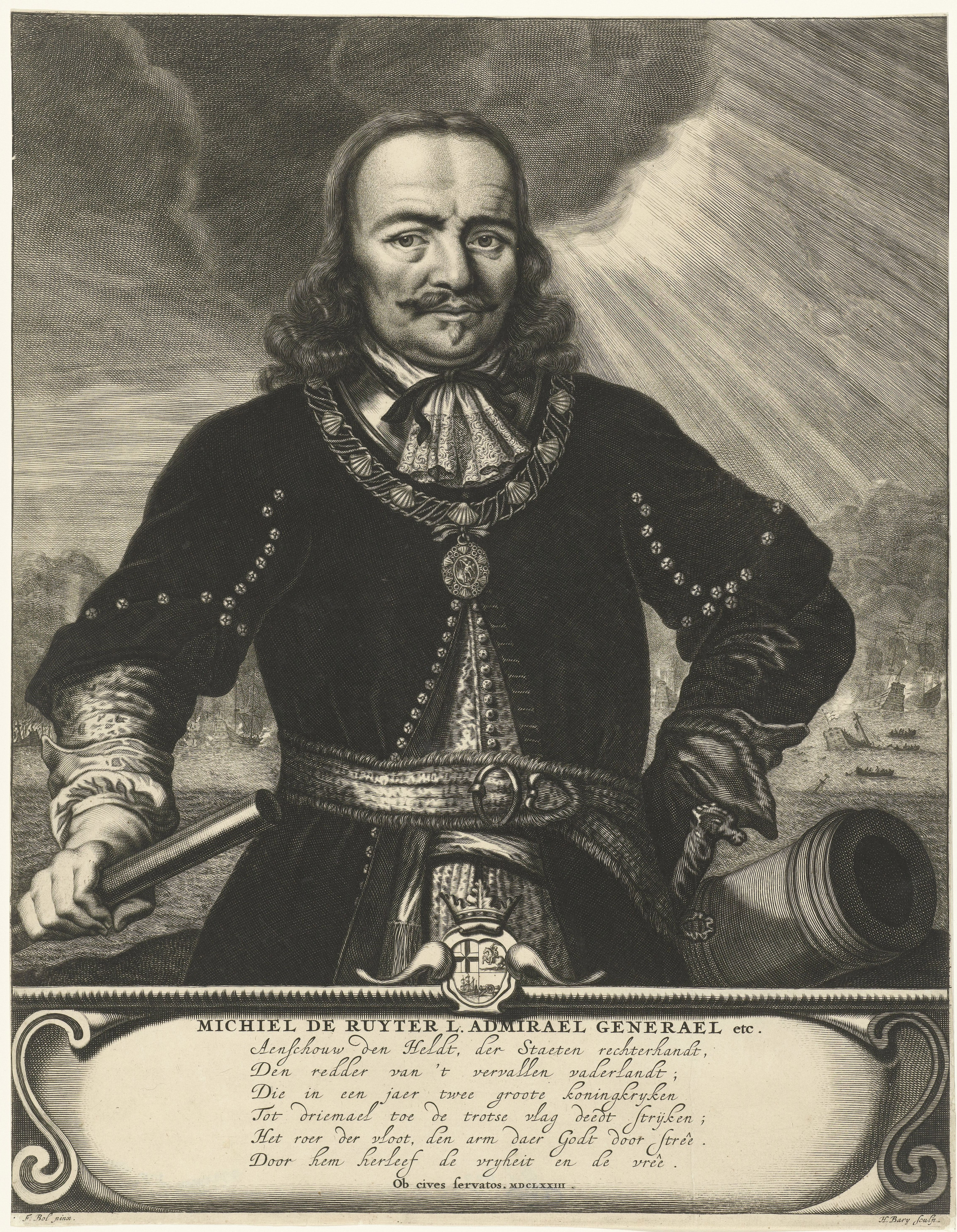
Michiel de Ruyter
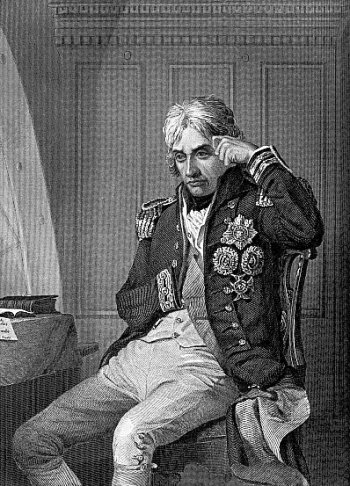
Sir Horatio Nelson
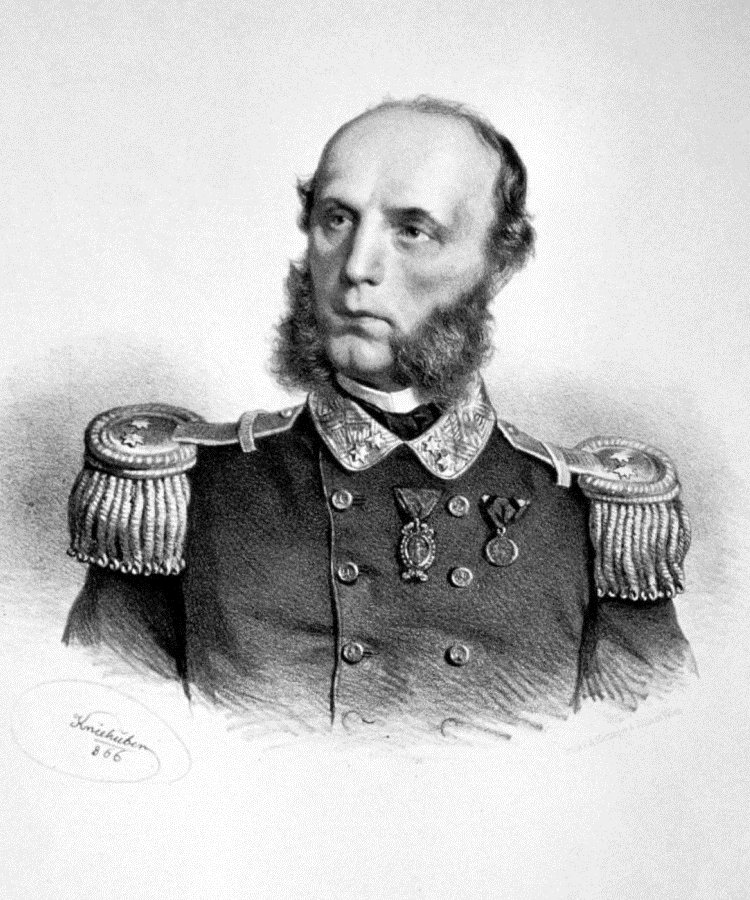
Wilhelm Tegetthoff, Lithographie von Joseph Kriehuber, 1866
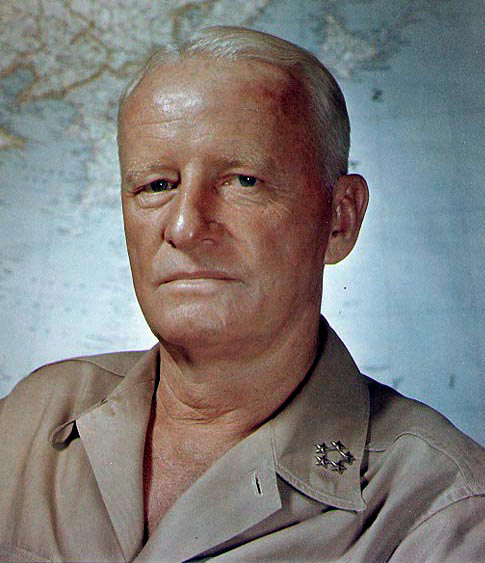
Chester W. Nimitz als 5-Sterne-Admiral, um 1945

## Schiffe, Schiffstypen und Schiffstechnik

### Entwicklung U-Boot

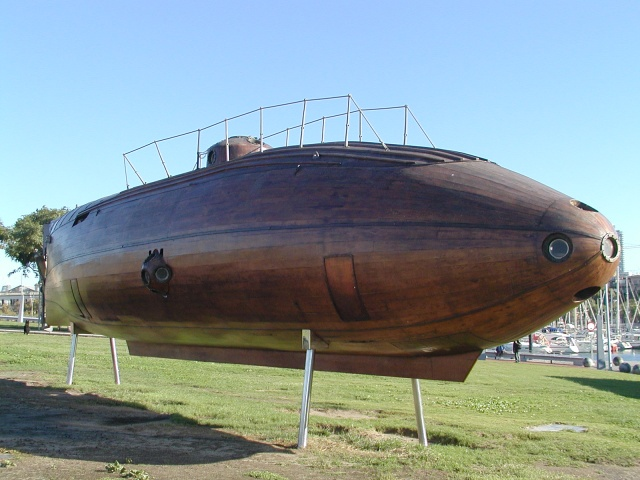
Ictineo II: Erstes maschinell angetriebenes U-Boot

Die Geschichte des technisch-geprägten Tauchens bzw. der Entwicklung eines Tauchboots begann im 15. Jahrhundert. So entwarf beispielsweise 1405 der Nürnberger Kriegsbaumeister Konrad Kyeser in seinem Werk Bellifortis einen ersten Tauchanzug. Leonardo da Vinci konstruierte auf dem Reißbrett 1515 bereits ein Ein-Mann-Tauchboot. Diese Ideen wurden weiter vorangetrieben und 1604 beschrieb Magnus Pegel erstmals in einem Buch die Grundgedanken und Voraussetzungen für den Bau eines Tauchbootes. Der niederländische Erfinder Cornelis Jacobszoon Drebbel war der erste, der über die bloße Theorie hinausging und im Jahre 1620 das erste manövrierbare Unterwasserfahrzeug, ein mit Leder überzogenes Holzruderboot, baute. Im Auftrag des Landgrafen von Hessen konstruierte 1691 der französische Physiker Denis Papin, der auch Professor an der Philipps-Universität Marburg war, ein Tauchboot, welches jedoch beim Test 1692 zerstört wurde. Dennoch hatte die Idee, ein funktionstüchtiges Unterwasserfahrzeug zu bauen, inzwischen weltweit Tüftler motiviert. 1772 wurde im Steinhuder Meer das erste Unterwasserfahrzeug in Deutschland getestet. Es war aus Holz und hatte die Form eines Fisches, weshalb es den Namen Hecht erhielt. Mit dem Boot wurde etwa 12 Minuten getaucht. Der Amerikaner David Bushnell baute 1776 die „Turtle“ („Seeschildkröte“), eine Konstruktion aus Eisen und Eichenholz. Sie galt als erstes richtiges U-Boot, da als Antrieb zwei über Handkurbeln betriebene Schrauben dienten, und nicht wie bei den beiden Vorläufern ein Segel oder Ruderer an der Wasseroberfläche das Gefährt antrieben. 1799 beschrieb der Bergmeister Joseph von Baader eine Konstruktion für ein Zwei-Mann-U-Boot.
Der Amerikaner Robert Fulton entwarf 1801 das U-Boot „Nautilus“. Es besaß einen Handkurbelantrieb für eine Schraube, neu allerdings waren nun Ruder zur Seiten- und Tiefensteuerung sowie ein Druckluftsystem zur Versorgung der dreiköpfigen Besatzung mit Atemluft. Die „Nautilus“ erregt sogar die Aufmerksamkeit Napoleons, galt aber schließlich für militärische Einsätze als zu langsam. 1850 ließ der bayrische Artillerie-Unteroffizier Wilhelm Bauer das erste in Deutschland gebaute U-Boot, den sogenannten „Brandtaucher“, zu Wasser. Da der Entwurf unter enormem Kostendruck gebaut wurde, wurde sowohl auf Tauchzellen als auch auf verschiebbare Trimmgewichte verzichtet. Der Tauchvorgang sollte durch das Fluten von Wasser in das Boot erfolgen. Beim ersten Tauchversuch am 1. Februar 1851 in der Kieler Innenförde verschob sich jedoch der Ballast nach achtern, wodurch das geflutete Wasser ebenfalls ins Heck floss. Das Boot sackte daraufhin durch und weiteres Wasser drang durch die Nähte der Außenhaut und das Einstiegsluk. Das Boot sank bis auf den Grund bei etwa 20 Metern Wassertiefe. Die dreiköpfige Besatzung, unter ihnen Wilhelm Bauer, wartete, bis der Innendruck so groß war wie der Außendruck, öffnete das Einstiegsluk und trieb an die Oberfläche, wo sie gerettet wurde. Der verunglückte „Brandtaucher“ wurde erst Jahre später (1887) geborgen. Nach verschiedenen Museumsstationen hat das älteste erhaltene Tauchboot der Welt nun seine Heimat im Militärhistorischen Museum der Bundeswehr in Dresden. Eine Kopie des Modells steht im Deutschen Museum für Technik in München.
Am 2. Oktober 1864 wurde von Narcís Monturiol mit der Ictíneo II das erste U-Boot mit einem maschinellen Antrieb zu Wasser gelassen. Das Boot bestand aus Holz – verstärkt durch Kupferzargen – und war komplett mit etwa 2 mm dicken Kupferplatten beschlagen. Es wurde durch einen Magnesiumperoxid, Zink und Kaliumchlorat verarbeitenden Motor angetrieben.
Während des Amerikanischen Bürgerkrieges wurden 1864 mehrere handgetriebene U-Boote gebaut, u. a. die H. L. Hunley. Am 17. Februar 1864 versenkte sie das gegnerische Schiff Housatonic und gilt somit als erstes U-Boot der Welt, welches ein anderes Schiff zerstörte. Bei dieser Aktion ging das U-Boot allerdings mitsamt seiner neunköpfigen Besatzung verloren. Erst am 4. Mai 1995 wurde die Hunley gefunden und geborgen.
Am 21. Januar 1954 lief das erste atomgetriebene U-Boot, die Nautilus vom Stapel. Am 3. August 1958 passierte sie als wahrscheinlich erstes Wasserfahrzeug bei einer Tauchfahrt unter dem Eis der Arktis den geographischen Nordpol.

### Eisbrecher

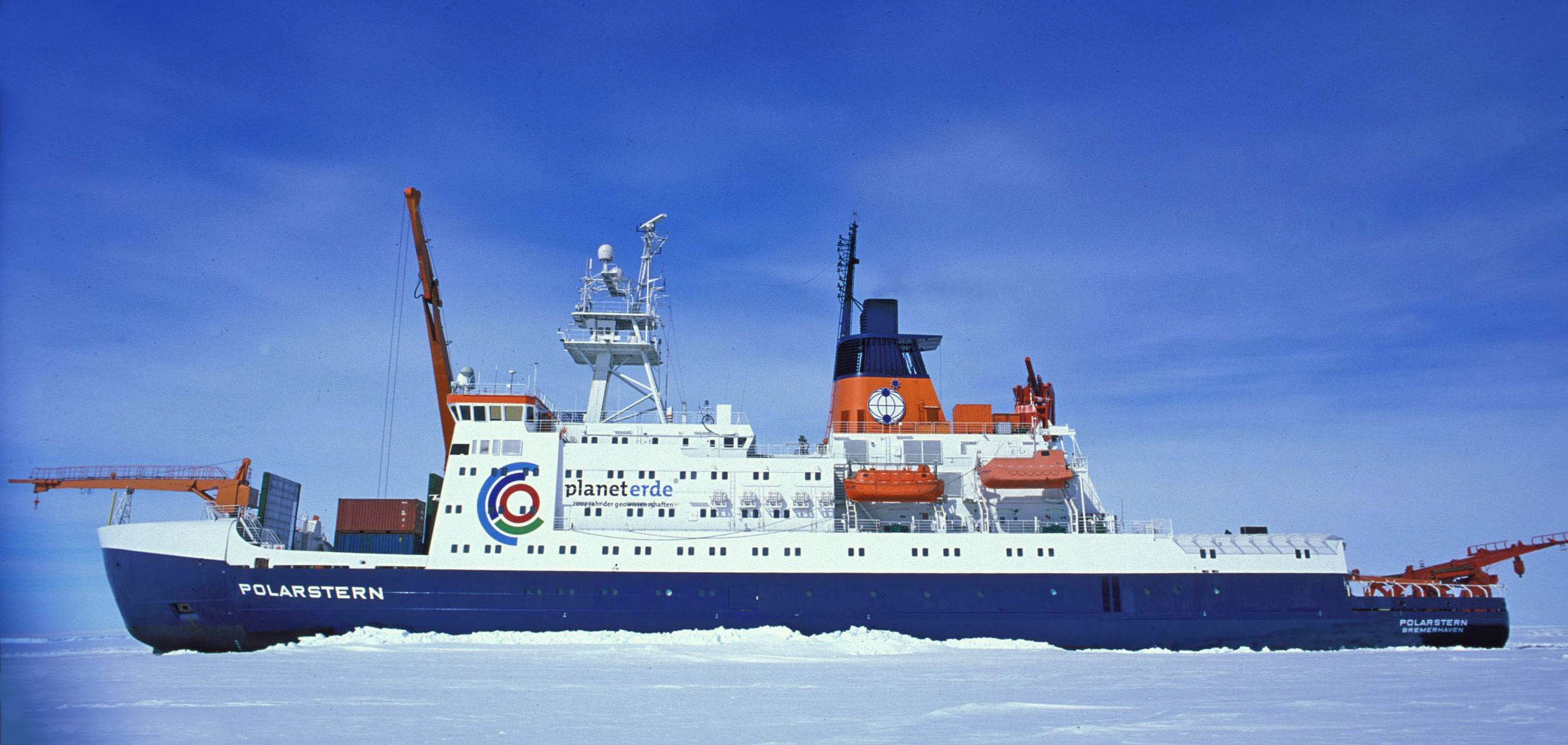
Polarstern in der Atka-Bucht, Antarktis 2002 mit Logo zum Jahr der Geowissenschaften

Der erste Eisbrecher war wahrscheinlich der Dampfschlepper City Ice Boat No. 1 von 1837.
Der älteste erhaltene Eisbrecher der Welt ist die finnische Tarmo, die 1907 in Newcastle upon Tyne gebaut wurde und letztmals 1970 zum Einsatz kam.
Das erste zivile Schiff der Welt mit einem Atomantrieb war der 1958 in Dienst gestellte sowjetische Eisbrecher Lenin (44.000 PS, 19.240 BRT, 3 Reaktoren à 90 MW thermischer Leistung).
Zur sowjetischen Arktika-Klasse gehören die größten und leistungsstärksten atomgetriebenen Eisbrecher der Welt, mit einer Leistung von rund 55.000 kW (75.000 PS) Leistung (2 Reaktoren à 171 MW thermisch). In dieser Leistungsklasse wurden in der Sowjetunion zwischen 1975 und 1992 die Rossija, Arktika, Sibir, Sovjetsky Soyuz und die Yamal gebaut. Sie können Eis von fünf Meter Dicke durchbrechen. Die Arktika erreichte 1977 als erstes Überwasserschiff den Nordpol. Zuvor war dies nur mit U-Booten gelungen.
Das deutsche Polarforschungsschiff Polarstern ist ebenfalls als Eisbrecher gebaut und kann 1,5 Meter dickes Eis mit einer Geschwindigkeit von etwa 5 Knoten durchfahren. Am 7. September 1991 erreichte dieses Schiff zusammen mit dem schwedischen Eisbrecher Oden als erstes konventionell angetriebene Schiff den Nordpol.

### Berühmte Schiffe
Die Santa Maria war das Flaggschiff von Christoph Kolumbus erster Expedition von 1492 bis 1493, auf der er einen westlichen Weg nach Indien suchte. Begleitet wurde sie von den deutlich kleineren Schiffen Niña und Pinta.
Die Vasa ist eine schwedische Galeone, sie war um 1627 eines der größten Kriegsschiffe. Sie kenterte bereits auf der Probefahrt, wurde ab 1957 gehoben, aufwendig restauriert und kann heute im eigens dafür erbauten Vasa-Museum in Stockholm besichtigt werden.
Die Endeavour war das Segelschiff James Cooks, mit dem er zwischen 1768 und 1771 seine erste Entdeckungsreise unternahm.
Die Beagle, auf der Charles Darwin 1831–1836 reiste, war eine zehn Kanonen-Brigg der 'Cherokee'-Klasse (eine sogenannte 'brigsloop'der Royal Navy).
Die Victory diente im Mittelmeer unter dem Kommando von Admiral Lord Nelson. Dabei von Mai 1805 bis August 1805 Verfolgung der französischen Flotte nach Westindien und zurück. In der Schlacht von Trafalgar am 21. Oktober 1805 wurde die Victory schwer beschädigt und kehrte anschließend über Gibraltar nach Großbritannien zur Reparatur zurück.
Die RMS Titanic war ein 1912 fertiggestelltes Passagierschiff im Besitz der britischen Oceanic Steam Navigation Company, welche seit 1901 zur Reedereigruppe International Mercantile Marine Company des US-amerikanischen Bankiers J. P. Morgan gehörte.
Die Emden war ein Kleiner Kreuzer der deutschen Kaiserlichen Marine.
Die Aurora (russ. Аврора) ist ein russisches Kriegsschiff der ehemaligen zaristischen Marine und liegt seit seiner Außerdienststellung 1956 als Museumsschiff in Sankt Petersburg. Das Schiff gilt als Symbol der Oktoberrevolution von 1917.
Die Bismarck, benannt nach dem früheren deutschen Reichskanzler Otto von Bismarck, war zu ihrer Zeit eines der größten und kampfstärksten Schlachtschiffe.

#### Galerie berühmter Schiffe

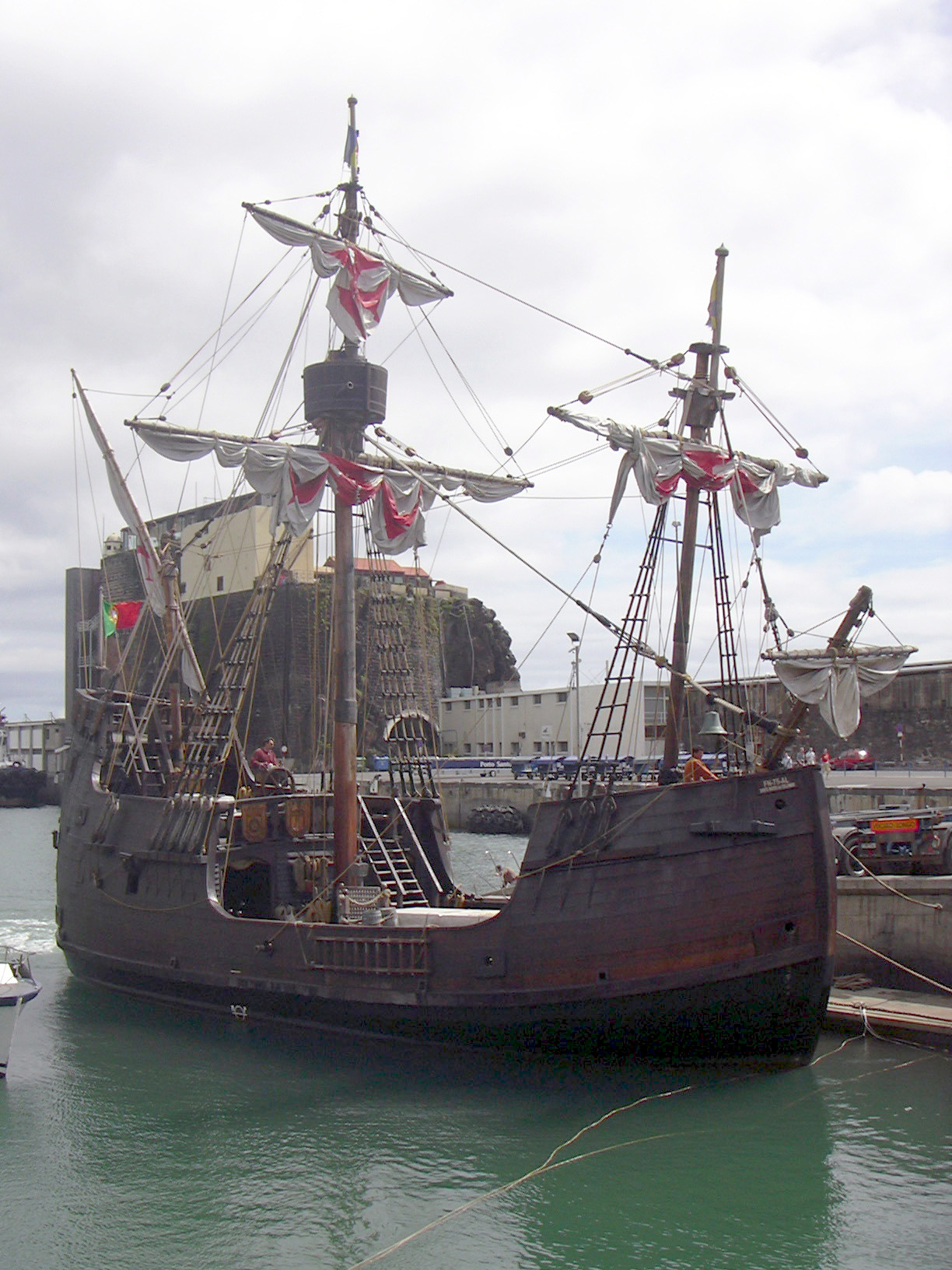
Nachbau der Santa Maria
Die Endeavour auf der neuseeländischen 50-Cent-Münze
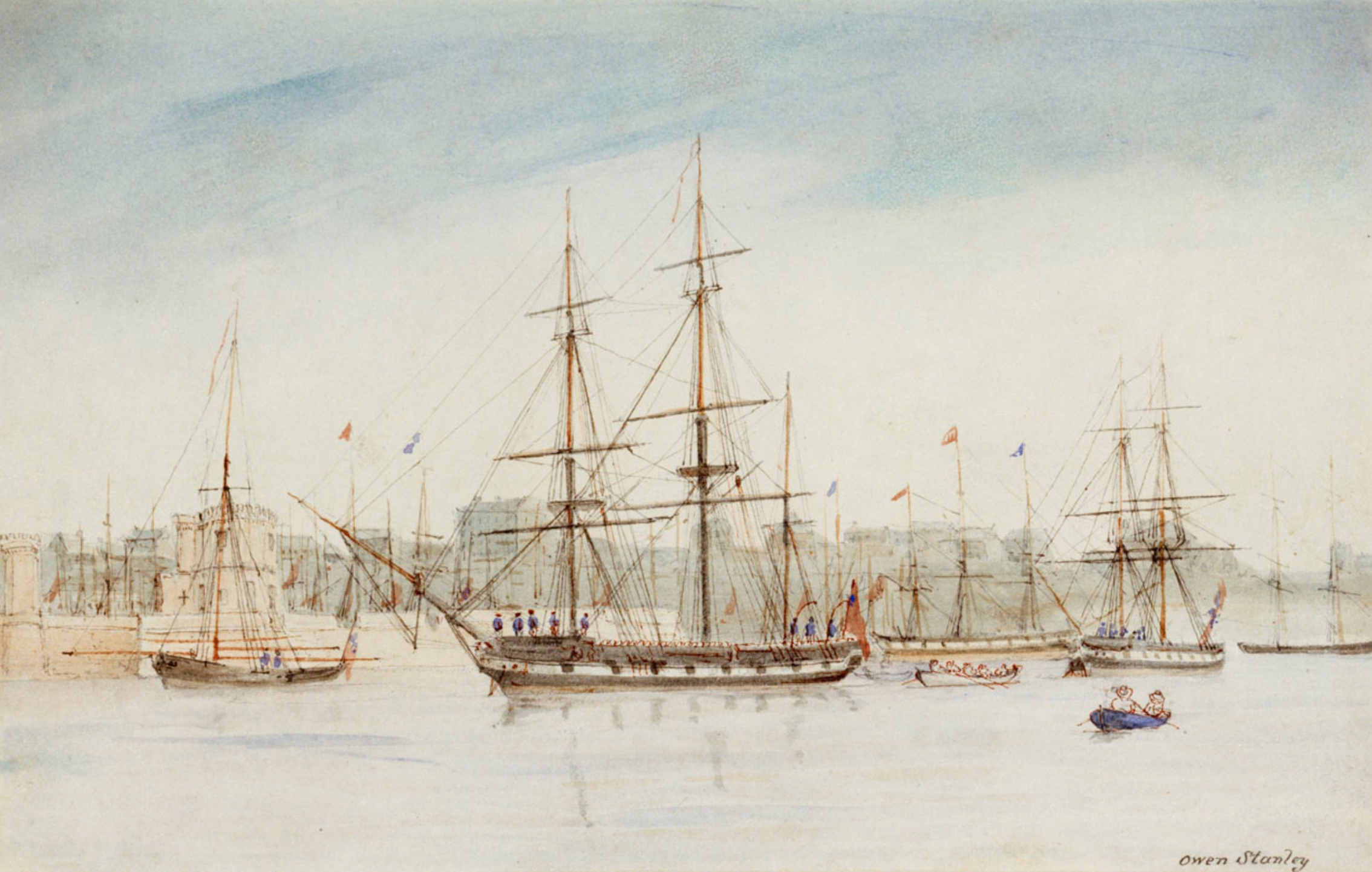
Beagle (Mitte), Gemälde von Owen Stanley (1841)
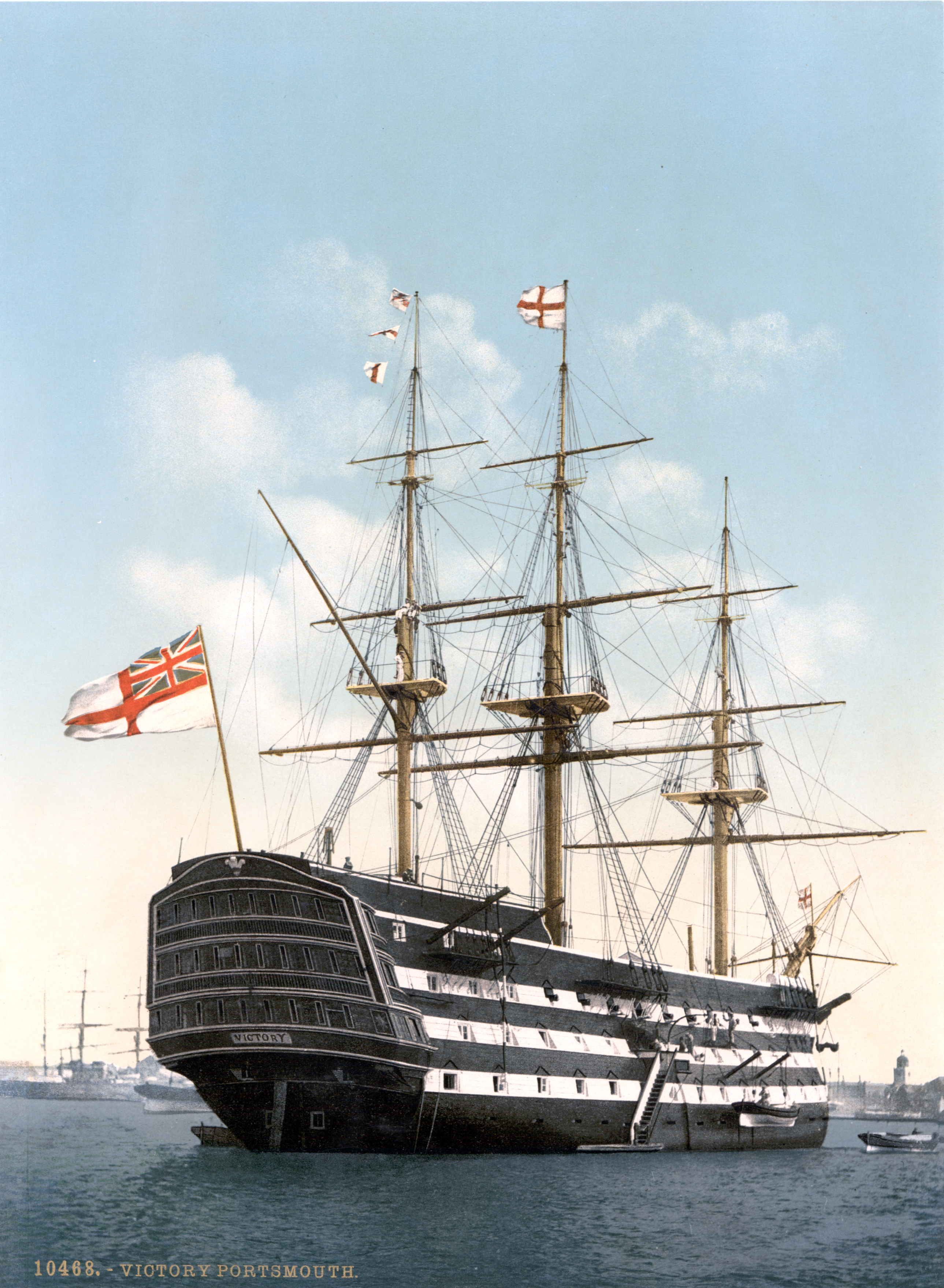
Die Victory
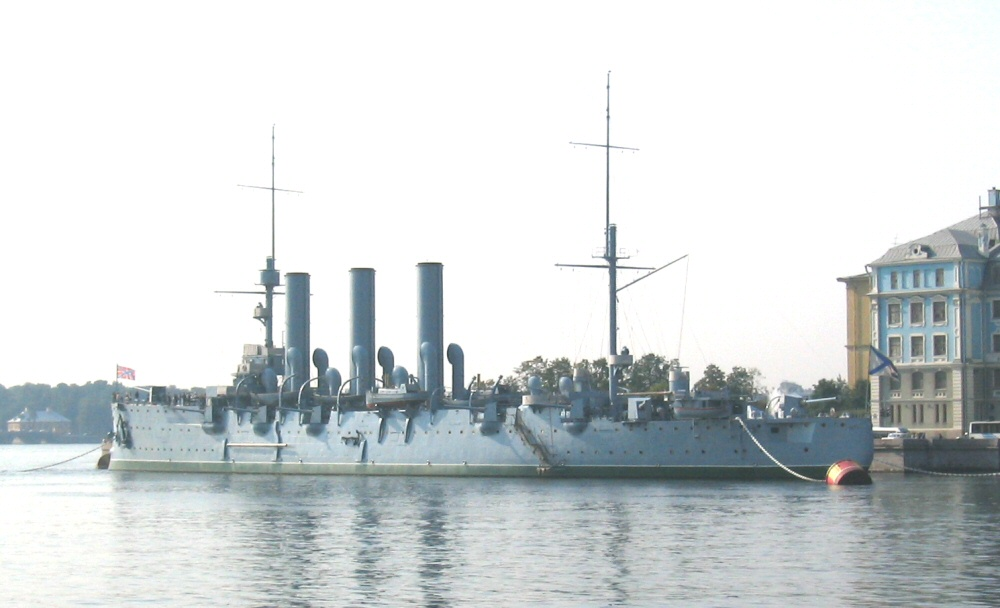
Panzerdeckkreuzer Aurora
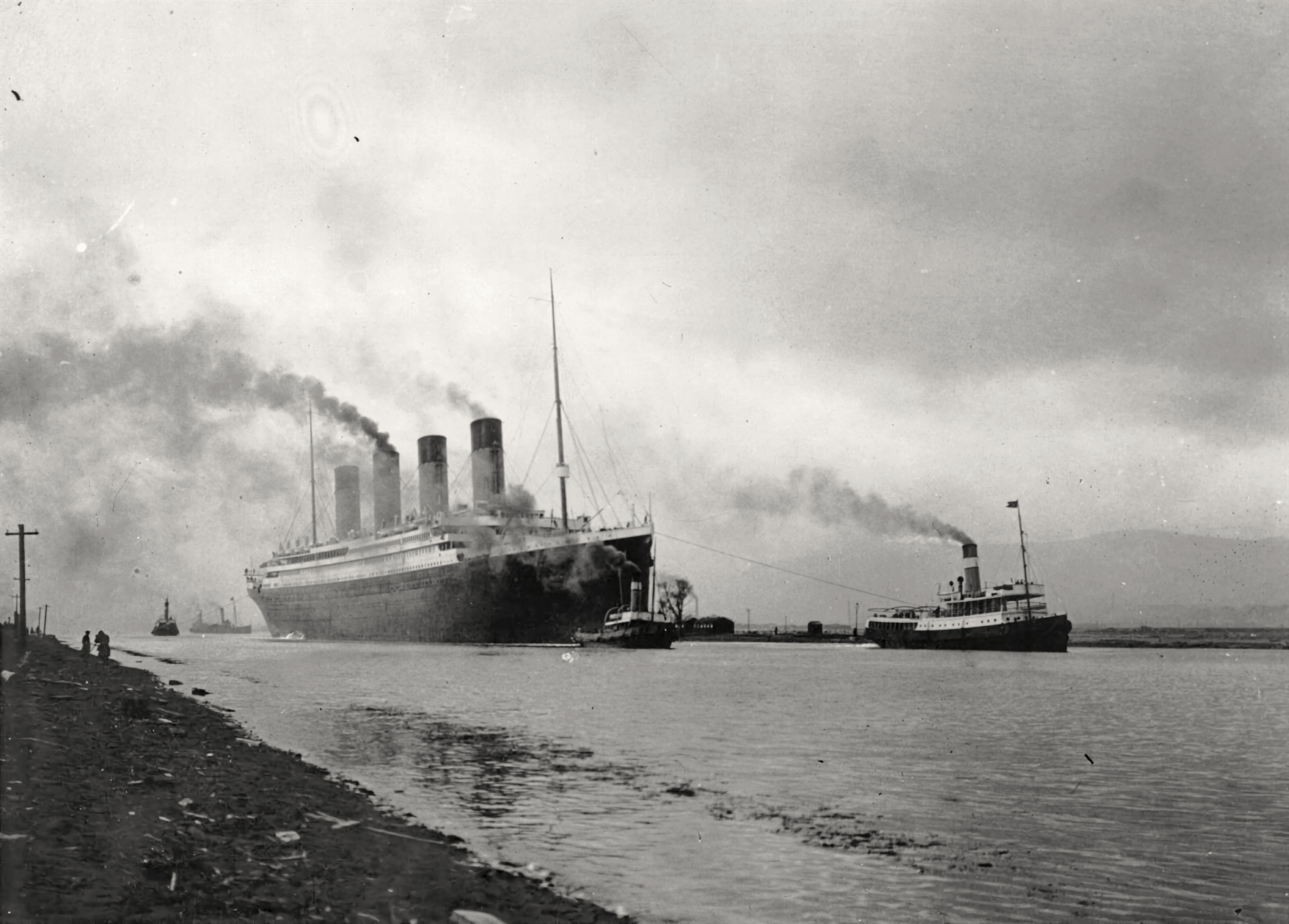
Die Titanic bei Probefahrten am 2. April 1912

### Bewaffnung
Vor jedem Gefecht wurden auf antiken Galeeren die Masten niedergelegt. Man fuhr also nicht unter vollen Segeln in die Schlacht, wie es gerne dargestellt wird. Der Einsatz von Feuer, der seit Erfindung des Schießpulvers zu jedem Gefecht gehört, hat in der antiken Schlacht wenig verloren. Das sogenannte „Griechische Feuer“, das auf dem Wasser gebrannt haben soll, war im Altertum unbekannt.
Rammsporn: Verstärkte Erweiterung des Bugbereiches eines Kriegsschiffes mit dem Ziel, den Gegner unterhalb der Wasserlinie zu rammen. Die frühen Rammsporne wurden bei griechischen und römischen Schiffen, beispielsweise Galeeren, die letzten Rammsporne wurden bei Kriegsschiffen bis zum Ersten Weltkrieg verwendet.
Die letzten entscheidenden Einsätze von Rammspornen wurden in der Seeschlacht von Lepanto 1571 bzw. – aufgrund sinkender Effektivität der Artillerie gegen immer stärker gepanzerte Schiffe – in der Seeschlacht von Lissa 1866 vorgenommen.
Falarika: (auch Phalarika oder Feuerpfeil) war ein größeres Brandgeschoss, das wie ein Pfeil konstruiert war und von einem Katapult oder einer ähnlichen Wurfmaschine verschossen werden konnte.
Onager: auch Skorpion, einarmige Schleudermaschine auf antiken römischen Kriegsschiffen für Steinkugeln oder Felsbrocken.

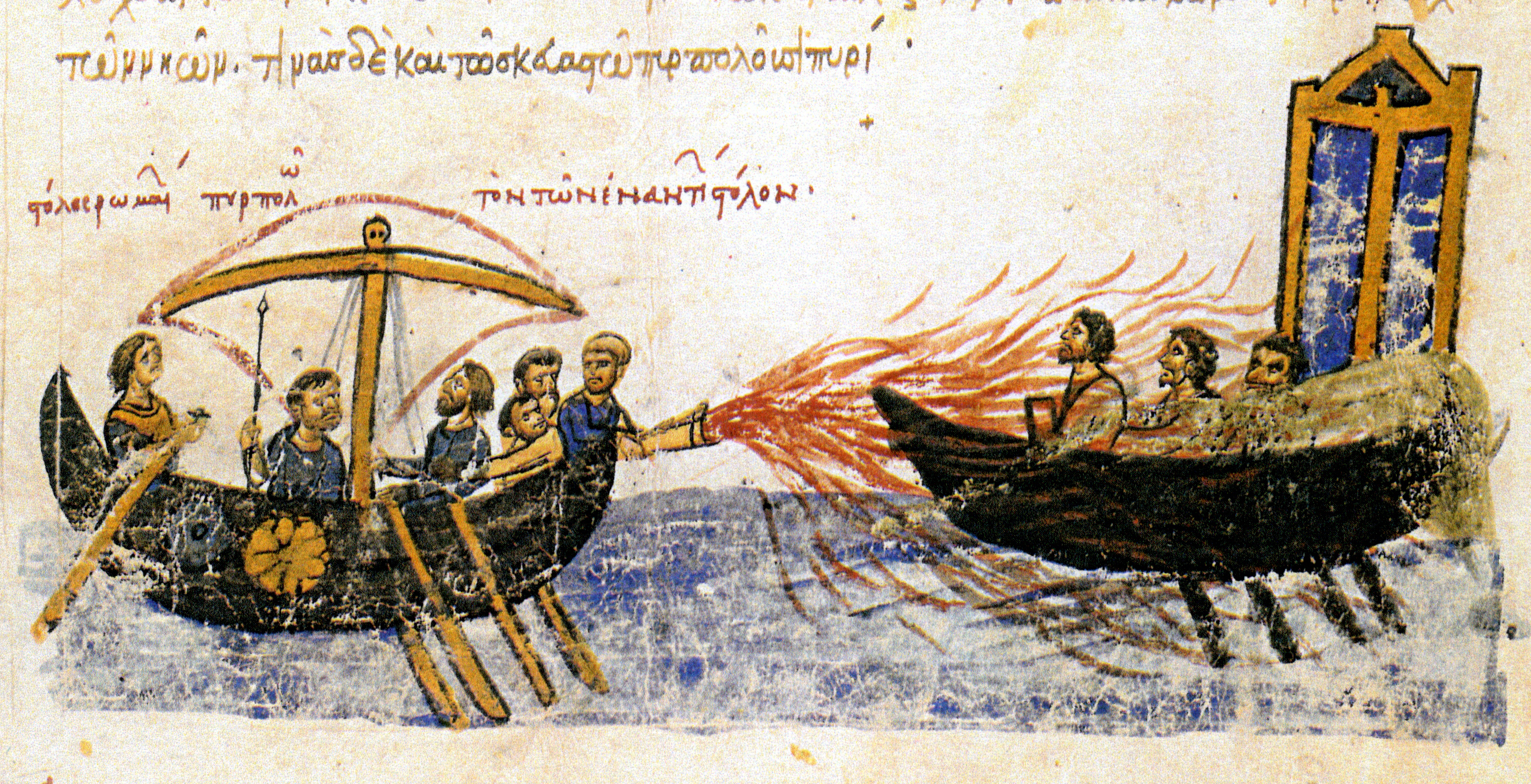
Griechisches Feuer in der einzigen bekannten zeitgenössischen Darstellung (12. Jh.)

Das Griechische Feuer (heutiges Griechisch Υγρό Πυρ, igró pir – das nasse oder flüssige Feuer) war eine Geheimwaffe des byzantinischen Reiches, die Zusammensetzung wurde streng geheim gehalten, und heute noch sind verschiedene Versionen überliefert. Richtig übersetzt bedeutet der griechische Name Hygrón Pyr „flüssiges Feuer“ und wurde auch als „Seefeuer“ oder „römisches Feuer“ bezeichnet.
Man kann durchaus von einem Vorläufer des Napalms sprechen.
Corvus: Im zweiten Buch seiner römischen Geschichte (Pragmateia) beschreibt Polybius den corvus als eine Brücke, die 1,2 Meter breit und 10,9 Meter lang war, mit einer schmalen Brüstung an beiden Seiten. Die Vorrichtung wurde vermutlich im Bug des Schiffes benutzt, wo ein System von Seilzügen es erlaubte, die Brücke hinauf- und herunterzufahren. Am anderen Ende des Geräts, unter der Brücke, war ein schwerer, wie ein Schnabel geformter Dorn (daher der Name), der sich in der Beplankung an Deck des gegnerischen Schiffes festfressen sollte, wenn der corvus von römischer Seite her herabgelassen wurde. Das System schuf eine feste Verbindung zwischen den Schiffen und gab den Legionären die Möglichkeit, auf die gegnerische Seite hinüber zu gehen.
Im 3. Jahrhundert v. Chr. war Rom keine Seekriegsmacht und hatte wenig Erfahrung in der maritimen Kriegführung. Tatsächlich hatte die Römische Republik sich vor dem Ersten Punischen Krieg nicht an Feldzüge außerhalb der Italienischen Halbinsel gewagt. Ihr Wissen war perfekt ausgerichtet auf Schlachten an Land, ihr größter Vorteil waren die Disziplin und der Mut ihrer Soldaten. Der corvus erlaubte es den Römern nun, diese Überlegenheit auch gegen die effizientere karthagische Flotte zu nutzen. Die Taktik, ihr Potenzial auch auf See einzusetzen, funktionierte, die Römer gewannen die Schlachten von Mylae, Sulci, Tindaris und Ecnomus, im Wesentlichen aufgrund der corvus-Strategie und der Unfähigkeit der Karthager, darauf zu reagieren.
Karronade: auch Carronde, englische Kriegsschiffe trugen nach 1780 Carronades. Die Carronde wurde 1774 von General Robert Melville entwickelt die Gießerei Carron Iron Founding and Shipping Company baute den Prototyp Smasher. Ursprünglich für Armeeverwendung entworfen, kam 1779 eine bordverwendungsfähige Version auf Fregatten in Gebrauch. Prinzip: kurzes Rohr mit nach vorn hin erweiterte Seele wie beim Mörser und vergleichsweise kleine Pulvertreibladung, dadurch hatte das Geschoss eine niedrigere Geschwindigkeit als eine normale Kanone gleichen Kalibers, beim Auftreffen im Ziel rief die Kugel der Carronade größere Schäden hervor als das schneller fliegende Geschoss der Kanone und ließ einen Splitterregen auf den Gegner niedergehen.

## Seefahrt zu wirtschaftlichen Zwecken

### Fischerei
- etwa 70.000–10.000 v. Chr.: Jungpaläolithikum: Die ersten Hinweise auf seefahrende Stämme in Europa wie zum Beispiel Knochenharpunen und Angelhaken (um 20.000 v. Chr.) stammen aus der jüngeren Altsteinzeit
- um 30.000 v. Chr.: Ozeanien: Im Pazifik werden neben Australien auch auf dem Bismarck-Archipel und auf Buka in den nördlichen Salomonen Hinterlassenschaft des Menschen gefunden. Es sind dies vor allem Feuerreste und Muschelschalen. Auch diese Menschen müssen bereits kurze Meeresstrecken mit Booten bewältigt haben.
- etwa 20.000–10.000 v. Chr.: Indien: Die Kulturschichten des Jungpaläolithikums finden sich vornehmlich an den Rändern der großen Flüsse. Dies zeigt, dass spätestens ab diese Zeit die Menschen begonnen haben, ihre Siedlungsgebiete von den Steppen und Berghängen an die Binnengewässer zu verlegen.
- etwa 15.000–10.000 v. Chr.: China: Gegen Ende der letzten Eiszeit existiert im Norden des Landes und in der heutigen Mongolei an den damals noch zahlreichen Binnengewässern eine frühe Jäger- und Fischerkultur. Harpunen und Muschelreste sind aus dieser Zeit gefunden wurden.
- um 12.000 v. Chr.: Oberägypten: Am Nil werden bei Abd el-Quadir und Dschebel Sahaba frühe Siedlungen von Jäger- und Fischerkulturen festgestellt. Die Bedeutung der Fischerei zeigt sich besonders bei den Funden in der Catfish Cave (Katzenfisch, Wels-Höhle).
- um 10.000 v. Chr.: Sibirien: In der Nähe des Baikalsees werden die bisher ältesten Harpunen und Fischernetze dieser Gegend gefunden. Sie zeigen, dass damals Menschen im südlichen Sibirien weitgehend vom Fischfang gelebt haben.
- ab etwa 10.000 v. Chr.: Nordeuropa: Nach dem Abklingen der letzten Eiszeit folgen die Menschen den nach Norden wandernden Großwild. An der nordeuropäischen Küste entwickeln sich Kulturen von Jägern, Fischern, und Muschelsammlern. Diese Leute besiedeln allmählich die Küstengebiete von Skandinavien, das ab dem 8. Jahrtausend eisfrei wird. Sie bauen die ersten Boote von Nordeuropa mit Fellen über ein Gerüst aus Holz oder Geweihstücken.
- etwa 9500 v. Chr.: Nordeuropa: Aus südfinnischen Torfmooren können die Reste von Fischernetzen und Schlittenkufen aus dieser Zeit datier werden.
- um 4800 v. Chr.: Korea: Die Bewohner um das heutige Busan lebten neben der Jagd auch vom Fischfang und vom Sammeln von Schalentieren der Küstenzone. Das Vorhandensein von japanischen Topfscherben weist auf eine frühe Handelsbeziehung hin.
- um 3700 v. Chr.: Korea: Die Bewohner im Süden betreiben bereits Hochseefischfang, vor allem auf Tiefwasser-Weichtiere, wie Seelöwen und Wale.
- um 1000–300 v. Chr.: Südamerika: Die Menschen der Chorrera-Kultur an der Küste des heutigen Ecuador beginnen Binsenflöße zum Fischfang zu benutzen.
- 1500 n. Chr.: Die Heringschwärme bleiben aus unbekannter Ursache im Skagerrak und Kattegat teilweise aus und gehen in die südliche Nordsee. Das dänische Schonen verliert seine Bedeutung als Zentrum des Fischhandels. Der Fischfang auf der Doggerbank wird nun für die Niederländer zur wichtigsten Einnahmequelle.

### Walfang

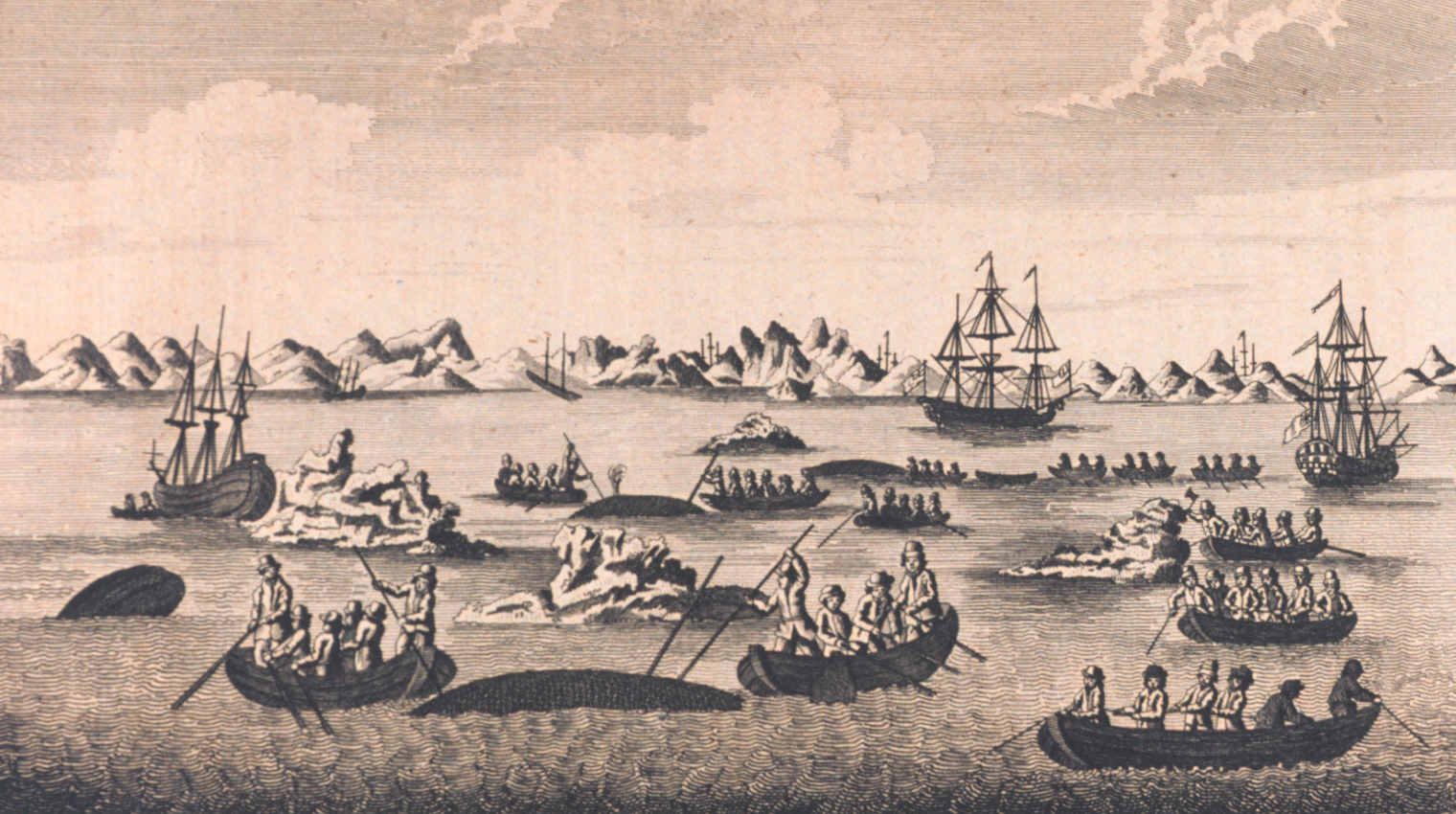
Walfang im 18. Jahrhundert; Illustration zu einem Reisebericht über James Cooks Fahrten

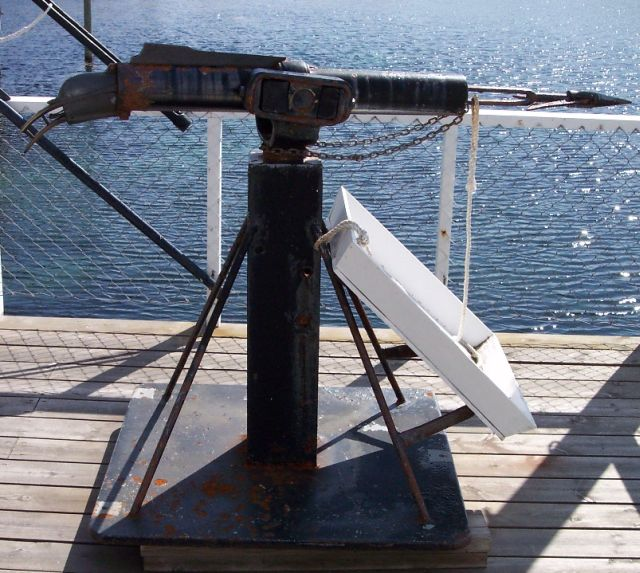
Walfangharpune

Wie Felszeichnungen und Knochenfunde im Süden der Koreanischen Halbinsel Bangu-Dae (in der Nähe von Ulsan) belegen, wurde dort schon vor 7.000 Jahren Jagd auf Wale gemacht.
Höhlenmalereien in Skandinavien belegen eine jahrtausendealte Praxis des Walfangs in Europa.
Die Eskimos Nordamerikas jagen ebenfalls traditionell Wale, etwa mit aus Kajaks geworfenen Speeren.
Als 1583 William Poole und 1596 Willem Barents auf der Suche nach der Nordost-Durchfahrt nördlich von Sibirien bei Spitzbergen ein reiches Vorkommen an Grönlandwalen feststellten, begannen 1611 die Engländer und 1612 die Holländer eine umfangreiche Jagd auf Wale, denen sich 1644 deutsche Schiffe aus Hamburg und Altona und 1650 die englischen Kolonisten in Nordamerika anschlossen.
Der Tran des Wals war ein wichtiger Grundstoff für künstliche Beleuchtung. Daneben wurden aus ihm Seifen, Salben, Suppen, Farben, Gelatine oder Speisefette (zum Beispiel Margarine) sowie Schuh- und Lederpflegemittel produziert. Walöl war ursprünglich nötig, um Nitroglycerin herzustellen.
Um 1840 waren etwa 900 Fangschiffe unterwegs, die in guten Jahren bis zu 10.000 Wale erlegten. Auf einem durchschnittlichen amerikanischen Walfänger im 19. Jahrhundert fuhren etwa 20 bis 30 Mann. Die Schiffe führten einschließlich Reserven bis zu sechs Boote mit sich. Üblicherweise wurden bei der Jagd drei bis vier Boote gleichzeitig eingesetzt, die mit je sechs Seeleuten bemannt waren. Als Schiffswache wurden bei der Jagd nur ein bis zwei Mann zurückgelassen.
In den 1930er Jahren wurde erkannt, dass der Walbestand durch die starke Bejagung gefährdet war. Allein in den Jahren 1930/1931 wurden 30.000 Blauwale getötet, mehr als heute in allen Ozeanen leben. Der Völkerbund beschloss 1931 ein Abkommen zur Begrenzung des Walfangs, das 1935 in Kraft trat. Allerdings war dieses Abkommen kaum effektiv, da bedeutende Walfangnationen wie Norwegen und Großbritannien keine Mitglieder des Völkerbundes waren. Im gesamten 20. Jahrhundert wurden circa drei Millionen Wale erjagt.
Der Walfang in japanischen Gewässern erreichte in den Jahren nach dem Zweiten Weltkrieg seinen Höhepunkt, als das Fleisch zur Versorgung der Not leidenden Bevölkerung gebraucht wurde, sonderlich angesehen war es allerdings nicht.
Für die Jagd bis an den Rand der Ausrottung sind allerdings vorrangig einige europäische Nationen verantwortlich, deren Walfangstationen in der Antarktis bis in die 1960er Jahre betrieben wurden, zum ausschließlichen Zweck der industriellen Rohstoffgewinnung.

### Passagierschifffahrt

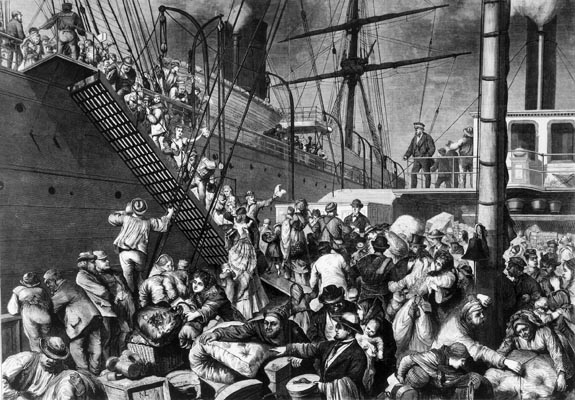
Deutsche Emigranten gehen an Bord eines in die USA fahrenden Dampfers (um 1850)

Bis in die Mitte des 20. Jahrhunderts wurden große Passagierschiffe überwiegend als Verkehrsmittel genutzt. Im Liniendienst fuhren sie im Überseeverkehr, insbesondere auf der Transatlantik-Route zwischen Europa und Nordamerika und der Pazifik-Route zwischen Fernost und USA. Zur Zeit der Massenauswanderungen im 19. Jahrhundert bis Beginn des 20. Jahrhunderts begann nahezu täglich ein Auswandererschiff die Reise von Europa nach Nordamerika. Allerdings übernahmen im Laufe der Zeit insbesondere auf weiteren Strecken Flugzeuge diese Aufgabe.
Die Konkurrenz durch den Flugverkehr und der aufkommende Tourismus führte dazu, dass große Passagierschiffe nun eher für Vergnügungsreisen genutzt wurden. Für Kreuzfahrten sind die Passagierschiffe häufig mit Swimmingpools und Bordpromenaden, Läden und Salons ausgestattet.

## Ozeanografie
Ozeanografie: Mit sehr viel Aufmerksamkeit wird seit dem Altertum die Erforschung der Winde betrieben. Die erste Karte der Windverhältnisse des Atlantischen Ozeans zeichnet 1688 Edmond Halley.
Im 18. Jahrhundert beginnen die Ansätze einer systematischen Erforschung der ozeanographischen Verhältnisse der Weltmeere. Es werden in verschiedenen Ländern hydrographische Dienste eingerichtet, die Seevermessung vornehmen und Seekarten, Seehandbücher und Gezeitentafeln herausgeben. Die für die sich rasch entwickelnde Schifffahrt schnell an Bedeutung gewinnen.
Der amerikanische Marineoffizier Matthew Fontaine Maury beginnt Mitte des 19. Jahrhunderts mit der systematischen Sammlung der Schiffsbeobachtungen. Durch Auswertung dieser Beobachtungen konnte er 1847 Wind- und Strömungskarten herausgeben, die zu einer wesentlichen Verkürzung der Reisezeiten der Segelschiffe beitrug. Seine Bemühungen um die Vervollkommnung der Beobachtungen und ihrer Vereinheitlichung führte 1853 zur ersten Internationalen Hydrographischen Konferenz in Brüssel. Damit wurde der Grundstock gelegt für einen internationalen Beobachtungsdienst, an dem sich heute etwa 6000 Fischerei- und Handelsschiffe beteiligen.
Den Beginn der modernen Meereskunde ist das Jahr 1872, als die HMS Challenger (Challenger-Expedition) eine mehrjährige meereskundliche Weltreise antrat. Die Zielsetzung und folgender Expeditionen verschiedener Länder war die erste Bestandsaufnahme der topographischen, physikalischen, chemischen und biologischen Verhältnisse in den Weltmeeren, über dessen tiefere Schichten damals so gut wie nichts bekannt war. Es wurden nicht nur erste grundlegende Erkenntnisse gesammelt, auch die erforderlichen Standardmethoden wurden entwickelt. Es wurden auch die Grundlagen für die Entwicklung der theoretischen Ozeanologie gelegt, es entstanden die ersten realistischen dynamischen Modelle. Diese erforderten mit der Zeit ein Abgehen von den groben Stichprobenmessungen der ersten Bestandsaufnahme.

## Seemannskultur
Im Laufe der Jahrhunderte haben sich unter den, teils monatelang vom Festland abgeschnittenen, Seeleuten zahlreiche spezielle Sitten und Gebräuche etabliert. Dies reicht von Verhaltensregeln an Bord über Aberglauben bis zu speziellen Formen der Bestrafung.